# Reggio Calabria
Reggio Calabria (AFI: [ˈrɛdd͡ʒɔ]  o [ˈredd͡ʒo]; Riggiu in dialetto reggino; Ρήγι/Righi in greco di Calabria), nota anche come Reggio di Calabria è un comune italiano di 168 162 abitanti, capoluogo dell'omonima città metropolitana in Calabria.
Primo comune per popolazione e unica città metropolitana della Regione, oltreché sede del Consiglio regionale della Calabria, è capofila della cosiddetta Grande Reggio, agglomerazione urbana che raccoglie i vari comuni della sponda calabrese dello Stretto di Messina. Insieme all'area metropolitana di Messina, rappresenta il cuore dell'area metropolitana dello Stretto, una conurbazione frutto della continuità urbana con forte integrazione sociale ed economica tra i comuni delle due sponde dello stretto.
Il Museo archeologico nazionale di Reggio Calabria espone le collezioni di reperti della Magna Grecia e i bellissimi Bronzi di Riace, divenuti tra i suoi simboli identificativi.
Città più antica della Calabria greca, nonostante la sua storia bimillenaria - Ῥήγιον fu un'importante e fiorente città magnogreca - si presenta con un impianto urbano moderno, conseguente alla ricostruzione operata all'indomani dei catastrofici eventi sismici del 28 dicembre 1908, i quali distrussero gran parte della città

## Geografia fisica

### Territorio
(da una poesia elogiativa di Ibico, tratta dall'Antologia Palatina.)

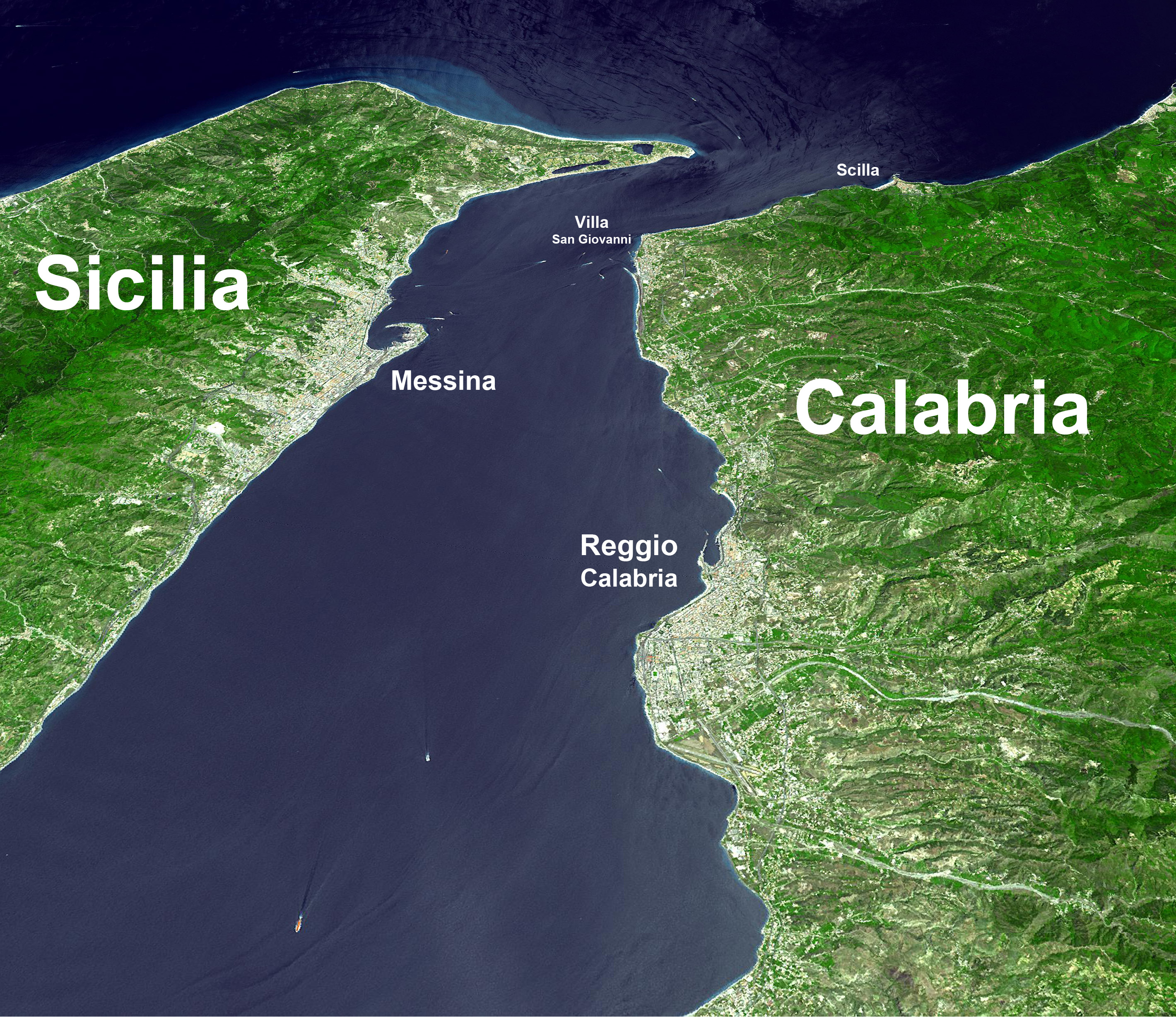
Vista satellitare dello stretto di Messina con Reggio Calabria posta sulla sponda orientale

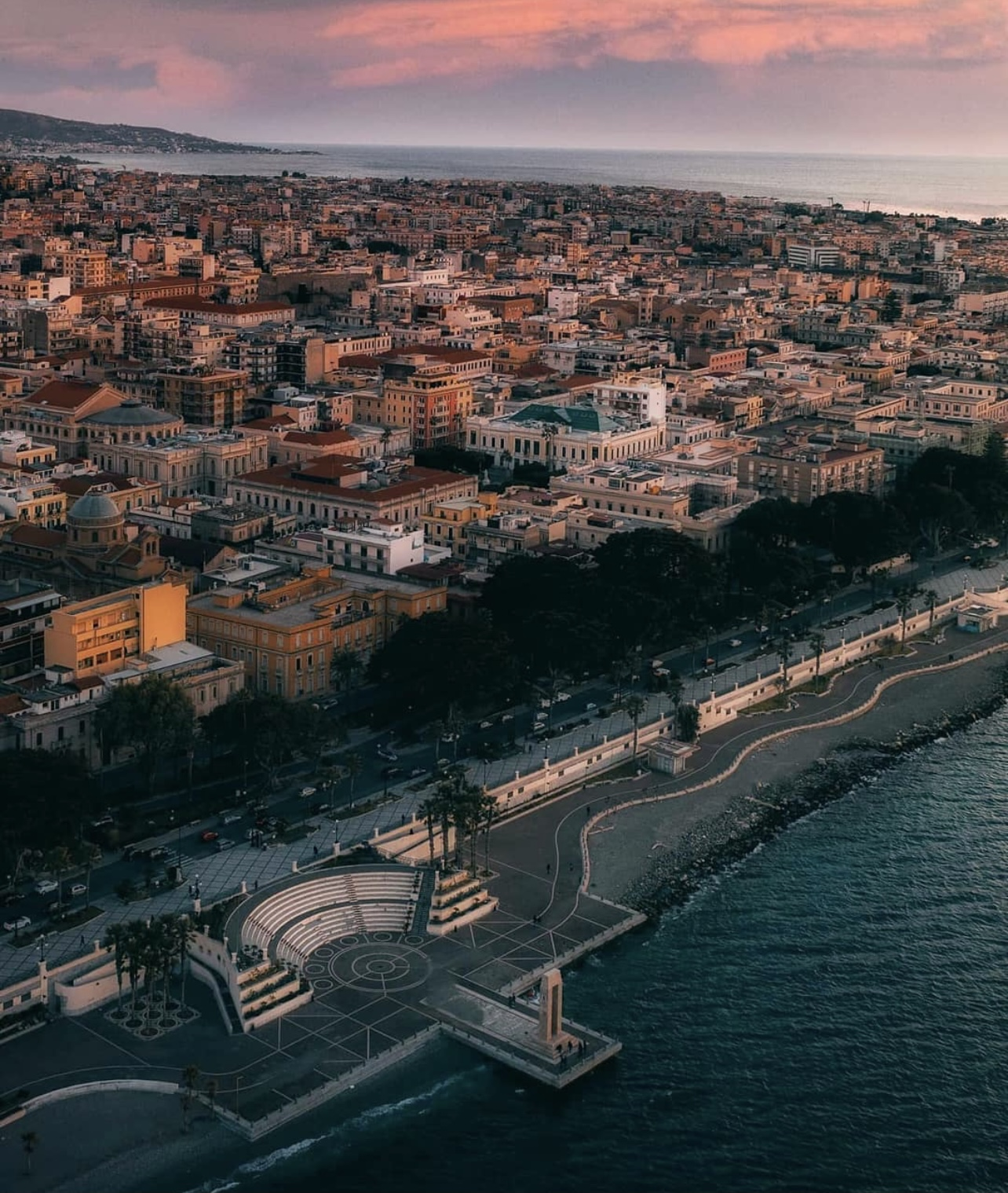
Veduta aerea

Il territorio comunale si sviluppa lungo la costa orientale dello stretto di Messina per circa 32 km e verso est, da mare a monti, per altri 30 km circa, con zone di mezza costa, collinari e montuose. La città occupa complessivamente una superficie di 236,02 km² e si estende da un livello altimetrico minimo di 0 metri a un massimo di 1 803 m s.l.m.
Il centro storico è stato ricostruito a un'altitudine media di 31 m s.l.m. lasciando la parte costiera più bassa libera da costruzioni civili data l'eccessiva prossimità al mare che durante il maremoto del 1908 comportò migliaia di morti. L'intera costa antistante il centro storico è stata dunque livellata su tre volumi, via marina bassa, via marina alta e striscia botanica. Geograficamente il nucleo principale è compreso tra la fiumara dell'Annunziata (nord) e la fiumara del Calopinace (sud), mentre il restante territorio comunale si sviluppa da Catona (nord) a Bocale (sud).
Reggio è situata sulla punta dello "stivale", alle pendici dell'Aspromonte. A ovest si affaccia sullo stretto di Messina, braccio di mare di circa 3,5 km che la separa da Messina, sponda occidentale dello stretto. Insieme le due città formano l'Area metropolitana dello Stretto, l’esatto centro geografico di quello che per gli antichi romani era il “Mare Nostrum”.
Nella frazione di Bocale la città è attraversata dal 38º parallelo, dove è stato eretto un obelisco con un monolite di marmo di Carrara. Nell'area metropolitana, precisamente nel comune di Palizzi, si colloca il luogo più meridionale della penisola italiana, il Promontorio di Eracle, oggi Capo Spartivento dove è stato costruito nel 1867 il Faro di Capo Spartivento, a 64 m s.l.m. con una lanterna visibile fino a 22 miglia nautiche.
Il territorio è caratterizzato da una particolare fertilità dovuta all'abbondanza di acqua, il solo territorio metropolitano è attraversato da sette fiumare, e dal clima mite, nonostante l'orografia sia per lo più collinare e montuosa a strapiombo sul mare, aspetto che ha favorito le coltivazioni a terrazzamento e la lavorazione delle colture alberate che si adattano facilmente a qualsiasi terreno e svolgono al contempo una funzione drenante dell'erosione del territorio. Lungo la fascia costiera meridionale si sviluppano agrumi, viti e in particolare gli alberi di bergamotto.
Sempre nella costa meridionale è particolarmente diffuso l'albero di gelso, pianta essenziale in passato per la produzione della seta, essendo i suoi frutti il nutrimento preferito dai bachi. In passato la città ospitava diverse filande nella zona di Villa San Giovanni e a partire dal 1600 era fortemente rinomata per la qualità dei tessuti esportati nel resto del continente e la grande quantità produttiva che era espressione di sistema industriale avanzato.
La bachicoltura e l'intera filiera produttiva della seta entrarono in profonda crisi nella seconda metà del Novecento fino ad azzerarsi con la scoperta delle fibre sintetiche e la modifica delle tecniche produttive.

### Morfologia del territorio
Il territorio comunale della città fa parte del bacino di Reggio Calabria, una struttura di tipo graben delimitata da faglie di tipo normale e dalle horst di Campo Piale a nord e dell'Aspromonte a est. La città si estende su una superficie prevalentemente di tipo alluvionale e deltizia creatasi dal deposito di sedimenti trasportati dalle numerose fiumare che solcano il territorio. Il sistema collinare è costituito da sedimenti sabbiosi a media pendenza fino ad arrivare alle pendici dell'Aspromonte di natura cristallino-metamorfica paleozoiche mentre il litorale costiero si sviluppa con andamento relativamente sinuoso ed è contraddistinto da sporgenze e rientranze in corrispondenza dei corsi d'acqua.
- Classificazione sismica: zona 1 (sismicità alta), Ordinanza PCM n. 3274 del 20/03/2003.

### Idrografia

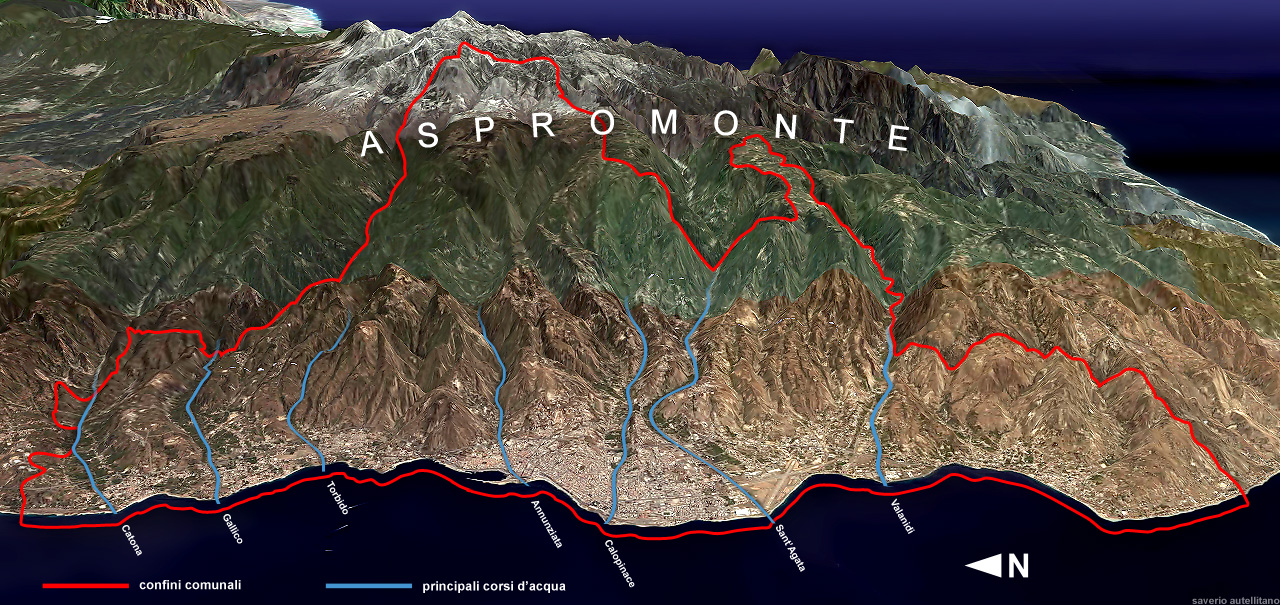
Le fiumare di Reggio

L'intero territorio comunale è solcato da fiumare e torrenti, che si presentano come greti in secca per la maggior parte dell'anno e si trasformano invece in corsi d'acqua impetuosi in occasione di eventi meteorologici eccezionali. In passato, non sono stati infrequenti le esondazioni e gli allagamenti. La provincia è attraversata da diverse fiumare e torrenti, nel solo territorio cittadino vi sono sette fiumare, lungo l'asse nord-sud. In città, le sette principali sono:
- Fiumara Catona con l'affluente torrente Rosalì;
- Fiumara Gallico con l'affluente torrente San Biagio;
  - Torrente Scaccioti, che fa da confine naturale tra i quartieri di Gallico e Archi;
  - Torrente Torbido, da non confondere con l'omonimo fiume Torbido, il torrente attraversa trasversalmente il quartiere di Pentimele ed è sovrastato dal viadotto autostradale Torbido;
- Fiumara dell'Annunziata, antico confine nord della città, oggi è interamente interrata e scorre tra importanti arterie cittadine: il viale della Libertà, piazzale della Libertà e viale Boccioni. La sua foce è nei pressi del Lido comunale e si incrocia con la foce del torrente Caserta;
  - Torrente Caserta, anch'esso integralmente interrato, da cui prende il nome il Parco Caserta; scorre sotto via Roma.
  - Torrente Orange, intubato, alimentava il fossato del Castello Aragonese e scorreva anticamente nella parte alta della città lungo la via Trabocchetto facendo un'ansa lungo l'attuale via del Salvatore immettendosi nel fossato dove adesso è piazza Orange;
- Fiumara Calopinace, conosciuta in passato come fiume Apsias, era il confine sud dell'abitato. È attraversata da diversi ponti, vi è il principale svincolo autostradale cittadino ed è dotata di alti argini in cemento armato che in caso di piena ne evitano l'esondazione. Il tracciato e la foce sono stati parzialmente modificati nel Cinquecento per consentire la costruzione del Castelnuovo a difesa della città, intervento che causò l'inabissamento di Punta Calamizzi, la distruzione dell'antico monastero basiliano ivi ubicato, della fortezza stessa e del porto naturale della città;
- Fiumara Sant'Agata, parzialmente canalizzata, per un tratto è interrata e sovrastata dalla pista di atterraggio dell'Aeroporto dello Stretto;
- Fiumara Armo, che è interrata per un breve tratto in favore dell'aeroporto;
  - Torrente Bovetto;
- Fiumara Valanidi, che con la sua foce divide in due il quartiere di San Gregorio;
  - Torrente Pernasiti, affluente;

### Clima
Posta sullo Stretto, a pochi metri sul livello del mare, il clima è di tipo mediterraneo.
D'estate la fresca brezza marina proveniente da nord, quasi sempre presente nel canale, e le brezze discendenti dall'Aspromonte, avvertite specialmente lungo i torrenti, contribuiscono a rendere più sopportabili le alte temperature. L'inverno è mite e breve e la temperatura non si avvicina quasi mai allo zero, con una media su base annua di 17,32 °C e una media annua delle precipitazioni piovose di 547,16 mm. Il sole è quasi una costante, con circa 300 giornate soleggiate all'anno.
| Reggio Calabria (1961-1990)        | Mesi        | Mesi        | Mesi        | Mesi        | Mesi        | Mesi        | Mesi        | Mesi        | Mesi        | Mesi        | Mesi        | Mesi        | Stagioni | Stagioni | Stagioni | Stagioni | Anno  |
| Reggio Calabria (1961-1990)        | Gen         | Feb         | Mar         | Apr         | Mag         | Giu         | Lug         | Ago         | Set         | Ott         | Nov         | Dic         | Inv      | Pri      | Est      | Aut      | Anno  |
| ---------------------------------- | ----------- | ----------- | ----------- | ----------- | ----------- | ----------- | ----------- | ----------- | ----------- | ----------- | ----------- | ----------- | -------- | -------- | -------- | -------- | ----- |
| T. max. media (°C)                 | 14,9        | 15,1        | 16,7        | 19,2        | 23,4        | 27,5        | 30,8        | 30,6        | 28,0        | 23,5        | 19,6        | 16,4        | 15,5     | 19,8     | 29,6     | 23,7     | 22,1  |
| T. min. media (°C)                 | 8,1         | 8,1         | 9,1         | 11,0        | 14,8        | 18,2        | 21,7        | 22,0        | 19,1        | 15,9        | 12,1        | 9,7         | 8,6      | 11,6     | 20,6     | 15,7     | 14,2  |
| T. max. assoluta (°C)              | 24,2 (1987) | 25,2 (1979) | 27,0 (1981) | 30,4 (1985) | 33,4 (1984) | 42,0 (1982) | 44,2 (1983) | 39,4 (1971) | 37,6 (1988) | 30,4 (1973) | 27,0 (1964) | 26,0 (1989) | 26,0     | 33,4     | 44,2     | 37,6     | 44,2  |
| T. min. assoluta (°C)              | 0,4 (1962)  | 0,0 (1973)  | 0,0 (1973)  | 4,6 (1976)  | 7,8 (1973)  | 10,8 (1975) | 14,4 (1962) | 14,4 (1975) | 11,2 (1977) | 6,6 (1971)  | 4,6 (1975)  | 0,2 (1961)  | 0,0      | 0,0      | 10,8     | 4,6      | 0,0   |
| Nuvolosità (okta al giorno)        | 4,5         | 4,5         | 4,2         | 3,7         | 2,9         | 1,8         | 0,9         | 1,3         | 2,3         | 3,2         | 3,8         | 4,4         | 4,5      | 3,6      | 1,3      | 3,1      | 3,1   |
| Precipitazioni (mm)                | 75,5        | 59,0        | 47,5        | 33,5        | 18,0        | 12,5        | 6,5         | 10,0        | 34,0        | 63,0        | 69,0        | 71,5        | 206,0    | 99,0     | 29,0     | 166,0    | 500,0 |
| Giorni di pioggia                  | 10          | 9           | 8           | 6           | 3           | 2           | 1           | 2           | 4           | 7           | 8           | 9           | 28       | 17       | 5        | 19       | 69    |
| Eliofania assoluta (ore al giorno) | 3,7         | 4,5         | 5,4         | 6,6         | 8,2         | 9,7         | 10,6        | 9,7         | 7,9         | 6,2         | 4,9         | 3,7         | 4,0      | 6,7      | 10,0     | 6,3      | 6,8   |

- Classificazione climatica: zona B
- Rimasta storica la nevicata del 31 dicembre 2014: iniziata durante la nottata del 31 dicembre, continuò a nevicare per buona parte della mattinata, imbiancando la città e le zone limitrofe, nonché la dirimpettaia Messina. È una delle nevicate più intense verificatesi nella città dello Stretto.[29][30][31][32]

## Origini del nome

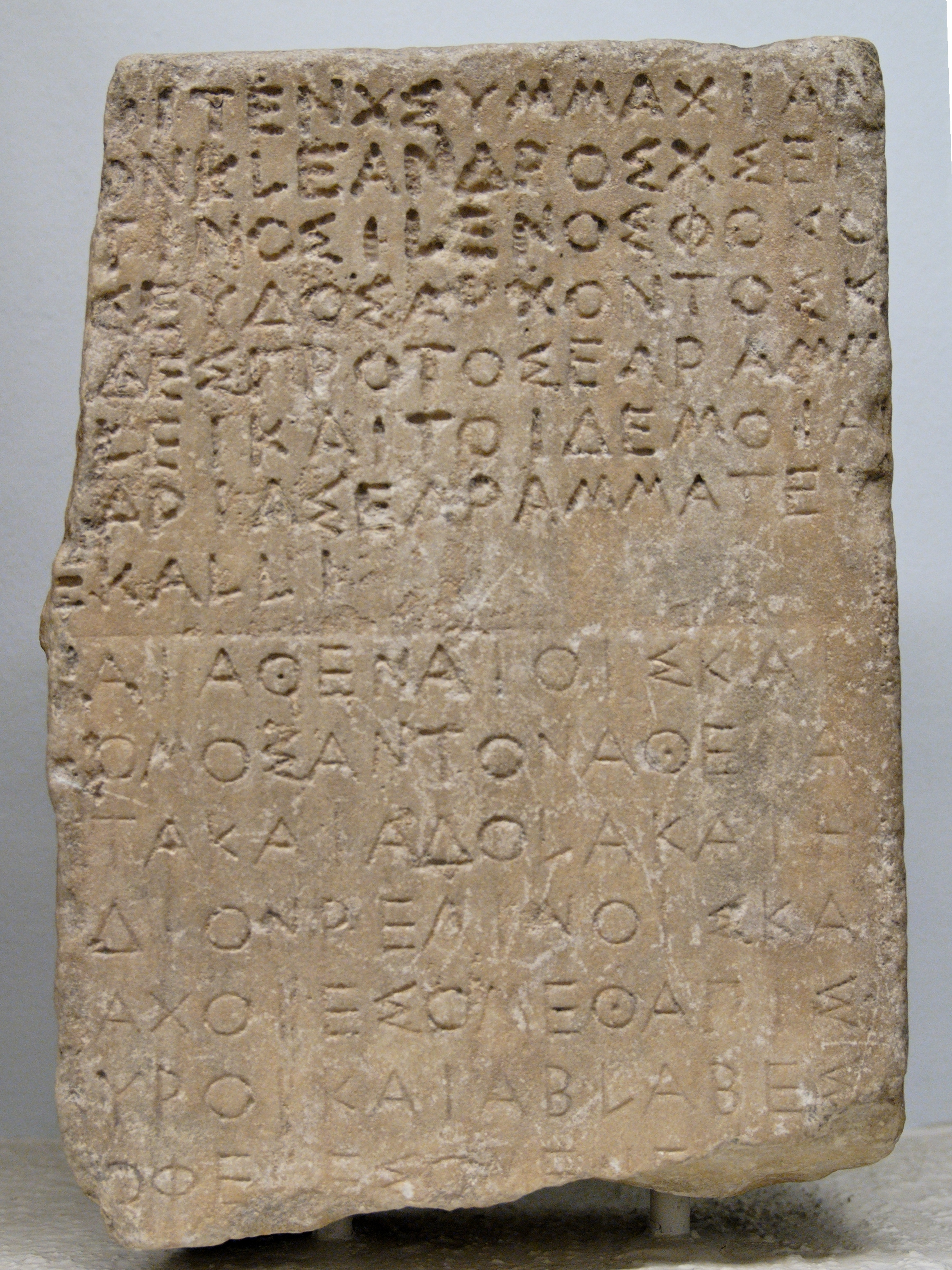
Il trattato di alleanza tra Reggio e Atene, conservato al British Museum di Londra

Nel corso della sua millenaria storia, Reggio ha avuto differenti nomi o appellativi, alcuni dei quali formali, che corrispondono all'evoluzione della città nelle epoche storiche:
- Erythrà (Ερυθρά, "La Rossa"), insediamento pregreco degli Ausoni e degli Itali;
- Rhèghion (ΡΗΓΙΩΝ), toponimo originario di radice italica pre-ellenica che significa "Città del Re", mantenuto poi anche come polis della Magna Grecia;
- Febèa (Phoebea, consacrata ad Apollo), breve periodo sotto Dionisio II;
- Règium, prima latinizzazione formale del nome, Reggio rimase infatti almeno fino al medioevo sempre una città di lingua greca;
- Rhègium Julium (Reggio Giulia), appellativo usato in età augustea, quando Reggio era alleata di Roma;
- Rhèghion (Ῥήγιον), come città dell'Impero romano d’Oriente sotto Costantinopoli, Reggio mantenne il suo nome originario usato dai Greci;
- Riyū (ريو), breve periodo sotto l'Emirato di Sicilia;
- Rìsa, con la conquista normanna, come si legge anche all'interno della Canzone d'Aspromonte;
- Regols, sotto la Corona d'Aragona;
- Reggio, Rheggio o Regio, in età moderna, con il Regno di Napoli, il Regno delle Due Sicilie e con l'unità d'Italia.

### Toponimi latini e demonimi
Varianti latine del nome:
- Rhegium
- Rhegium Julium
- Regium Julii
- Reggium
- Regium Calabriae (medioevale o ancor più tardo, dato che in antichità Calabria era il nome del Salento)

Etnonimo - sinonimi di "Reggino":
- Rhegiensis
- Rheginensis
- Rhegitanus
- Regitanus
- Reginus
- Reginensis

## Storia
(antico motto riportato sullo stemma della città)

### Età antica

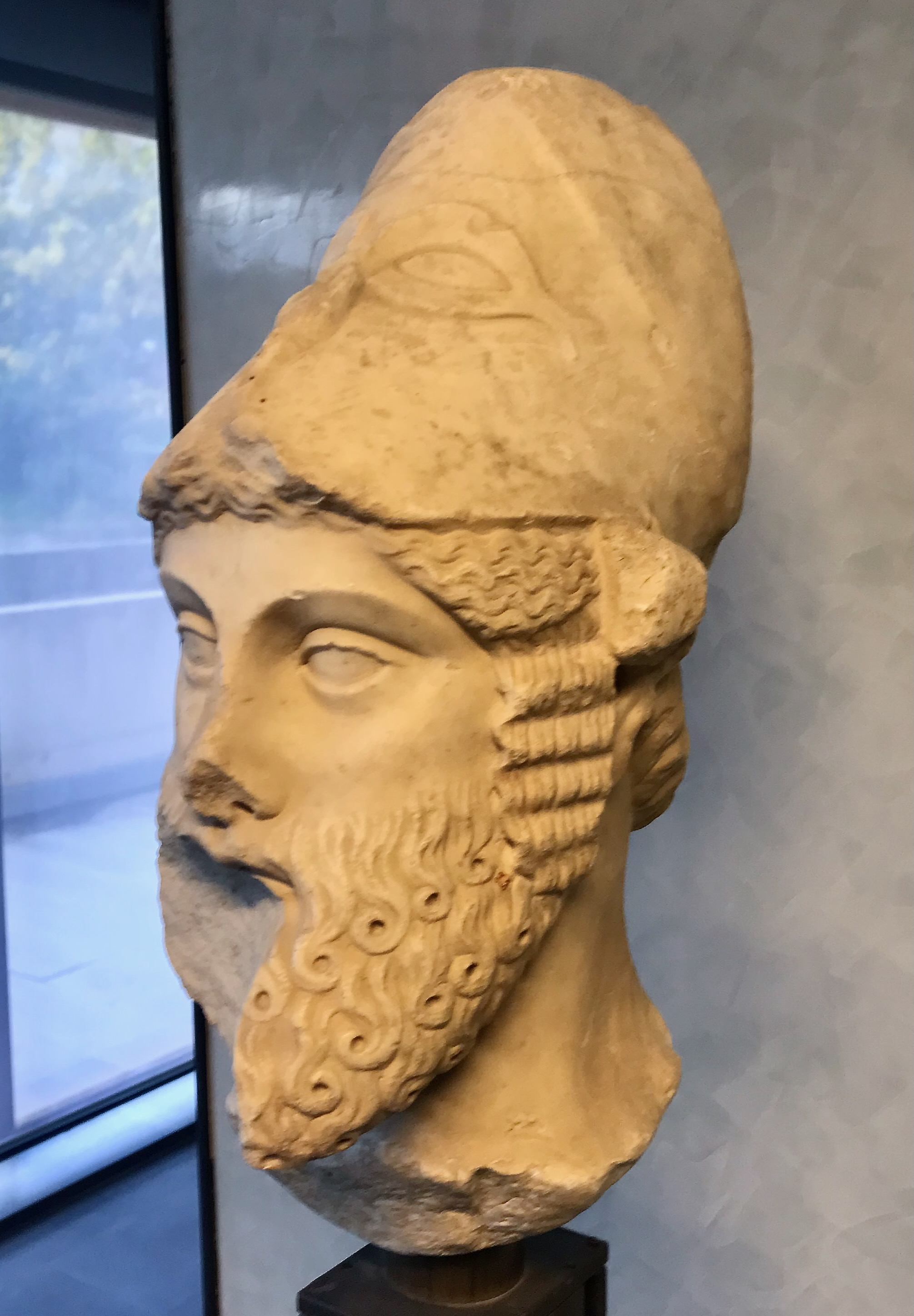
Ritratto di Stratega, forse locale (Anassila ?). Copia di originale tardoarcaico in bronzo, realizzata in epoca flavia. Museo regionale di Messina

Rhegion fu una delle prime colonie greche fondate in Italia meridionale verso la metà dell'VIII secolo a.C. (intorno al 730 a.C.) da genti calcidesi provenienti dalla città di Calcide nell'isola di Eubea, madrepatria di diverse altre colonie nella Magna Grecia; è considerata una delle più antiche città d'Europa.
Il sito dove fu fondata la città era già abitato dagli Ausoni, ricordati da Diodoro Siculo e dagli Enotri citati da Dionigi di Alicarnasso e da Strabone, la cui presenza è attestata dal rinvenimento di tombe in loco. Secondo il mito, fu l'oracolo di Delfi a indicare loro il luogo dove fondare la nuova città: «Laddove l'Apsias, il più sacro dei fiumi, si getta nel mare, laddove, mentre sbarchi, una femmina si unisce ad un maschio, là fonda una città; (il dio) ti concede la terra ausone» (Diod. VIII,23; Strab. VI, 1,6; Her.Lem., Cost. 25; Dion.Hal., Excerpta XIX,2).
Il toponimo, similmente a Roghudi e Riace, viene interpretato come derivato da “Ruha ake”, luogo del vento nelle lingue sumero-accadiche. L'antichità del toponimo è sostenuta da quella del fiume Apsias, derivata da Apsu, l'acqua primordiale nelle religioni mesopotamiche.
Reggio fu una tra le più importanti città della Magna Grecia raggiungendo nel V secolo a.C. una notevole importanza politica ed economica sotto il governo di Anassila che giunse a controllare entrambe le sponde dello Stretto. La polis ottenne un grande pregio artistico-culturale grazie alla sua scuola filosofica pitagorica e alle sue scuole di scultura e di poesia nelle quali si formeranno artisti come Pitagora di Reggio e Ibico.
Divenne alleata di Atene nella guerra del Peloponneso e successivamente fu espugnata dai siracusani di Dionigi I nel 387 a.C. Città autonoma nelle istituzioni governative, Rhegium fu importante alleata e socia navalis di Roma.
Successivamente in età imperiale divenne uno dei più importanti e floridi centri dell'Italia meridionale, essendo tra l'altro sede del Governatore della Regio III Lucania et Bruttii (Regione di Lucania e Bruzio). Era inoltre il capolinea della Via Capua-Regium che la collegava a Capua in Campania e attraversava tutto il versante tirrenico meridionale della penisola.

### Dal Medioevo all'Ottocento

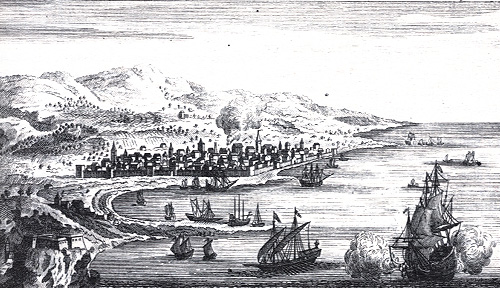
Reggio in un'incisione cinque-seicentesca

Con la fine dell'Impero Romano d'Occidente, divenne roccaforte dell'Impero Romano d'Oriente e della cultura greca in Italia. In epoca tardo antica, dopo la riconquista d'Italia da parte di Giustiniano, avvenuta nel 555 al termine delle guerre gotiche, Reggio divenne capitale del Tema di Calabria e Metropoli religiosa.
Dopo il VI secolo l'amministrazione Greco Romana garantì quattro secoli di sostanziale stabilità economica e culturale. Gli scambi commerciali e i viaggi dei reggini verso l'Oriente erano all'ordine del giorno, così come avveniva tra le terre siciliane e il resto dell'Impero romano. Molti Santi calabresi furono ospiti dei monasteri greci dell'Athos e della corte imperiale a Costantinopoli.
Dal VII secolo iniziano le incursioni arabe sulle coste, che nel corso di un secolo provocheranno lo spostamento verso le colline di molti abitanti della costa ionica con lo spostamento dei centri abitati in zona montana facilmente difendibile. Sorgeranno così le acropoli di Bova, Gerace, Stilo. Le aree rivierasche verranno ripopolate solo dalla fine del '700. Al contrario, Reggio, fortificata con un castello, una cinta muraria e diversi avamposti sulle colline, rimarrà città di mare, nonostante i ripetuti attacchi e le temporanee occupazioni, a testimonianza dell'interesse strategico per il controllo militare dello Stretto, e della sua importanza come porto commerciale.
Dalla metà del IX secolo la Sicilia, conquistata dagli Arabi, verrà a trovarsi di fronte alle terre dell'Impero Romano, ma i commerci e gli scambi culturali continueranno.
Nel 1060 i Normanni la sottrassero per sempre ai Greco-Romani, portandola progressivamente nell'ambito culturale latino sotto l'impulso papale che intendeva estendere il proprio potere sull'intera penisola. Nonostante ciò la prevalenza dell'ortodossia orientale si è conservata fino al XVI secolo, quando, intorno al 1570, il rito greco fu abolito con la forza. Inoltre, fino al 1570 circa, i monasteri reggini e in particolare il monastero di San Nicola di Calamizzi, produssero una grandissima quantità di manoscritti conosciuti in tutto il mondo per la loro straordinaria qualità (stile o grafia di Reggio). Purtroppo la città fu spogliata di queste opere, che oggi sono custodite nella Biblioteca apostolica Vaticana a Roma, alla Biblioteca Marciana a Venezia, nella Biblioteca nazionale Austriaca di Vienna, presso il Monastero Sacro di San Giovanni il Teologo a Patmos ed in altre biblioteche nel mondo.
Tramite alterne vicende finì sotto il controllo delle casate spagnole degli Aragonesi e degli Angioini e nel 1282 durante i Vespri Siciliani si schierò al fianco di Messina e delle altre città della Sicilia orientale, con cui condivideva storia, interessi commerciali e culturali, nella rivolta anti-angioina con le forze aragonesi. Successivamente la città venne assegnata al Regno di Napoli nel XIV secolo e ottenne nuovi poteri amministrativi di larga base comunale.
Nel XV e XVI secolo grazie all'introduzione dell'industrie della seta e dell'agrumicoltura, all'industria dei metalli, alla nascita della stampa tipografica, all'oreficeria, e allo sviluppo dei commerci, si ebbe un lungo periodo di benessere, che continuò fino alla fine del 1500.
Nei secoli 17°e 18° le frequenti incursioni barbaresche, le epidemie e l'oppressivo fiscalismo della dominazione spagnola portarono Reggio a una decadenza che culminò con il disastroso terremoto del 1783. Il sisma infatti danneggiò gravemente la città e tutta la Calabria meridionale.
Nel 1806 Napoleone occupò la città, destinandola a ducato e a suo quartier generale. Le idee napoleoniche ebbero grandi effetti nella Reggio liberale, al punto da porla al centro di alcuni avvenimenti precursori del moti del 1848: nel 1847 il rivoluzionario Domenico Romeo tentò di strappare la città ai Borbone finendo ucciso. Durante quegli anni molti nobili e popolani furono condannati a morte o all'esilio.
La città fu protagonista anche nella spedizione dei Mille: all'alba del 21 agosto 1860 vi si svolse la Battaglia di Piazza Duomo, all'esito della quale Giuseppe Garibaldi conquistò la città. Il sindaco della città Bruno Antonio Rossi fu dunque il primo del Regno a proclamare la fine del dominio di Francesco II e l'inizio della dittatura di Garibaldi, il quale, a ricordo della battaglia, scrisse:
(Giuseppe Garibaldi)

### Età contemporanea e storia recente

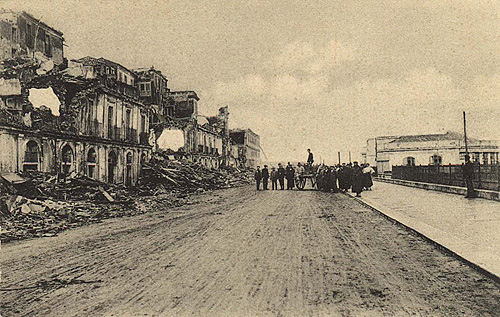
Veduta del lungomare distrutto dal terremoto del 1908

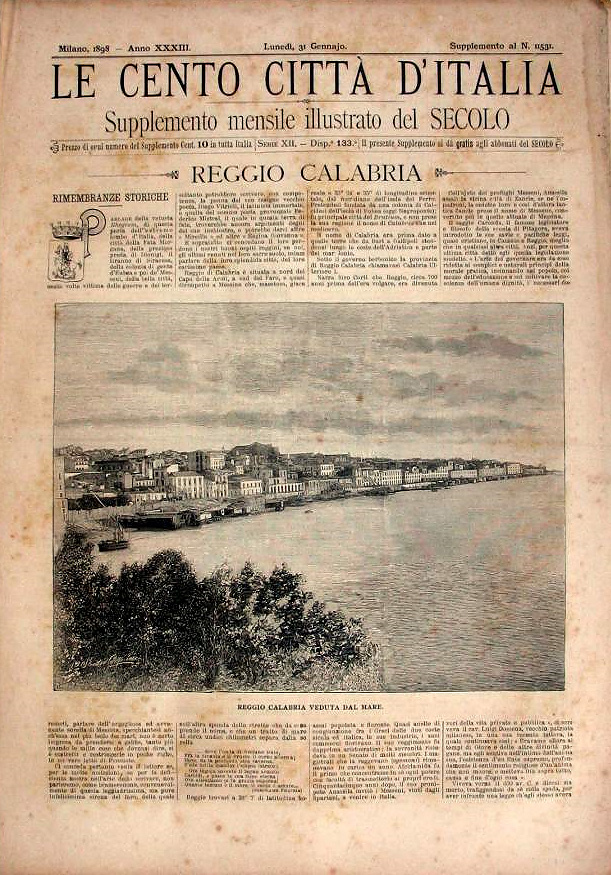
Reggio prima del terremoto del 1908 sulla rivista "Cento Città d'Italia" del 1898

Spartiacque nella storia recente della città fu il 28 dicembre 1908, quando Reggio subì uno degli eventi più catastrofici del XX secolo, il terremoto e maremoto che raggiunse magnitudo 7,1 e investì con onde altissime Reggio e Messina distruggendo, devastando e uccidendo nella sua furia qualsiasi cosa incontrasse (solo nella sponda reggina provocò la morte di circa 30 000 persone).
Subito dopo iniziò la ricostruzione della città odierna, con canoni moderni e classica pianta quadrata.
Durante il fascismo la città ospitò diverse strutture militari strategiche per il regime e fu visitata da Mussolini nel 1939. Le forze Alleate, fra maggio e settembre 1943, nel quadro dell'Operazione Baytown, bombardarono pesantenente l'abitato per aprire la strada alle truppe dell'8ª Armata britannica; in particolare rasero al suolo i quartieri di Santa Caterina, Arangea, Tremulini e Sbarre, uccidendo circa 4 000 civili.
Dopo la seconda guerra mondiale la città è cresciuta notevolmente, quasi raddoppiando la sua popolazione fino ai circa 200 000 abitanti, accogliendo molti abitanti del circondario.
Nei primi anni settanta a Reggio si ebbero sconvolgimenti di carattere amministrativo a seguito dei violenti disordini di piazza dovuti alla rivendicazione dello status di capoluogo regionale, che per effetto del nuovo statuto ordinario regionale era stato assegnato a Catanzaro. La cessazione dei disordini fu raggiunta con un compromesso che prevedeva la divisione delle sedi istituzionali, il governo regionale insediato a Catanzaro, con sede nel Palazzo denominato Cittadella che ospita la Giunta, la Presidenza e gran parte degli uffici amministrativi, mentre il Consiglio regionale venne posto a Reggio Calabria presso Palazzo Campanella.
Tra gli anni settanta e ottanta la città attraversò un ventennio buio che favorì il dilagare della criminalità organizzata e del degrado urbano, ma a partire dai primi anni novanta ebbe inizio un periodo di rinnovamento, la cosiddetta "Primavera di Reggio", per opera dall'allora sindaco Italo Falcomatà, che ha consentito alla città di ritrovare la sua identità e di favorire la ripresa sociale ed economica. La città è stata al centro di una trasformazione urbana e architettonica improntata alla modernità e all'innovazione. Una delle opere più importanti fu il completamento del Lungomare.
Nel primo decennio degli anni 2000, dal 2002 al 2010, la città è stata governata da Giuseppe Scopelliti, ideatore del c.d. modello Reggio, con il quale aveva portato diversi eventi mondani in città, sovvenzionando tali attività con una politica di bilancio estremamente disinvolta.
Con il passaggio al governo della Regione, sono emerse diverse irregolarità nei bilanci del comune che hanno portato la Cassazione nel 2018 ad affermare in via definitiva la responsabilità dell'ex sindaco nell'ambito del cosiddetto "Caso Fallara", con condanna a 4 anni e 7 mesi di reclusione per falso in atto pubblico: egli risulta infatti essere stato "l'ideatore delle falsificazioni dei bilanci del comune durante il proprio mandato, avvalendosi [...] dell'accondiscendenza di Orsola Fallara, in cambio di incarichi tanto remunerativi quanto illegittimi [...]". Il principale strascico di tali politiche è ancora oggi visibile, essendo il comune gravato da un debito neppure chiaramente quantificato che oscilla intorno ai 400 milioni di euro (rendiconto 2019 approvato dal Comune di Reggio Calabria).
Ulteriore macchia sull'amministrazione cittadina è stato lo scioglimento per contiguità mafiosa disposta dal Governo il 9 ottobre 2012:
in seguito a indagini svolte dalla Commissione di accesso prefettizia, inviata a seguito di segnalazioni in merito a possibili infiltrazioni di 'ndrangheta, il Consiglio dei Ministri, con una decisione presa all'unanimità per espressa dichiarazione dell'allora Ministro dell'Interno Annamaria Cancellieri, ha disposto il commissariamento "per contiguità mafiosa del Comune di Reggio Calabria" per la durata di 18 mesi (prorogati poi a 24).
Il commissariamento è stato assicurato da una Commissione straordinaria prefettizia di tre membri inviati dal Governo centrale. Si è trattato del primo Consiglio comunale di una città capoluogo a essere sciolto per tale motivo in Italia. Soltanto nel 2014 si sono svolte nuove elezioni, ed è stato eletto sindaco Giuseppe Falcomatà.

### Simboli

Gonfalone di Reggio

Il 22 dicembre 1934 viene firmato dal Capo del Governo Benito Mussolini il decreto che riconosce alla città di Reggio il diritto di essere iscritta nel Libro araldico degli Enti morali e a far uso del suo stemma e gonfalone, per come descritti e miniati sui relativi fogli annessi:

## Monumenti e luoghi d'interesse
Nel corso dei secoli alcuni eventi distruttivi, sia naturali che causati dall'uomo, hanno profondamente cambiato l'aspetto di Reggio Calabria, la cui attuale urbanistica risale alla ricostruzione avvenuta dopo il sisma del 1908. Molte opere d'arte ed edifici realizzati nei secoli precedenti sono andati perduti; tuttavia, la città conserva esempi monumentali di pregio e antiche vestigia che ne testimoniano la sua storia.

### Architetture religiose
Il principale luogo di culto di Reggio Calabria è senza dubbio il Duomo di Santa Maria Assunta (edificio religioso più grande della Calabria), il cui attuale impianto è frutto della ricostruzione post-terremoto del 1908. Lo stile architettonico è neoromanico-eclettico e presenta un'ampia scalinata e tre portali d'ingresso.

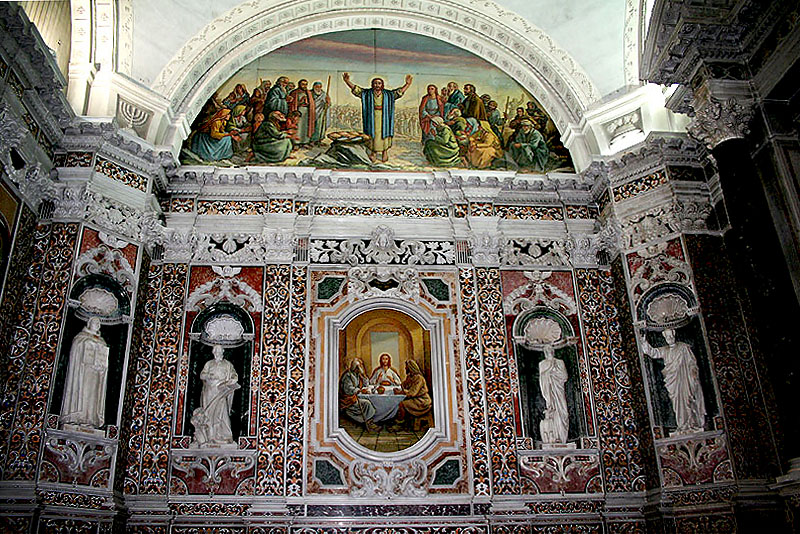
Cappella del Santissimo Sacramento

Adiacente al duomo vi è la Cappella del Santissimo Sacramento, riconosciuta come monumento nazionale, che rappresenta un ottimo esempio di barocco calabrese. I suoi marmi policromi, lavorati dalle maestranze locali, provengono dall'antico duomo danneggiatosi durante il terremoto del 1908.

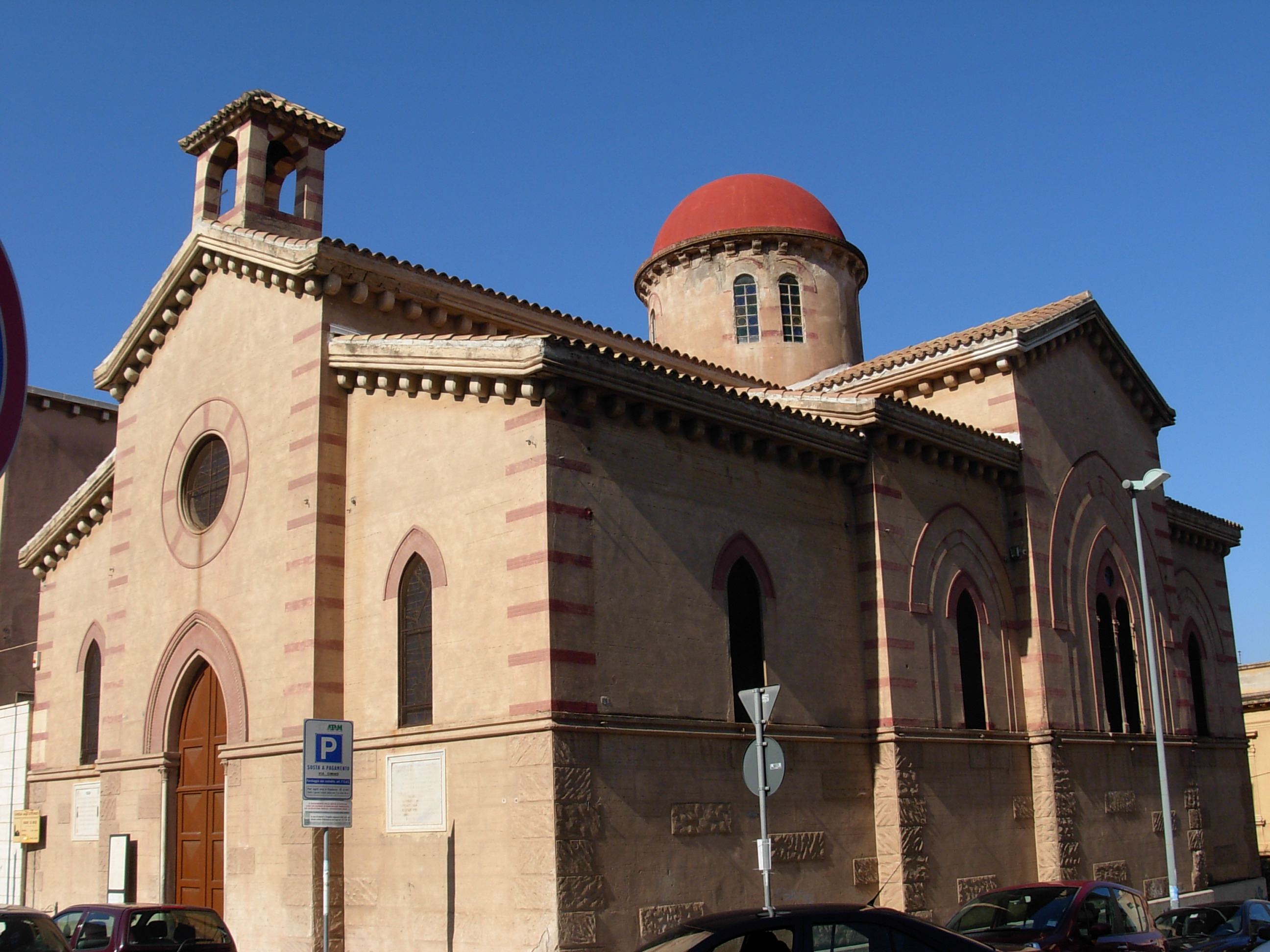
Chiesa degli ottimati

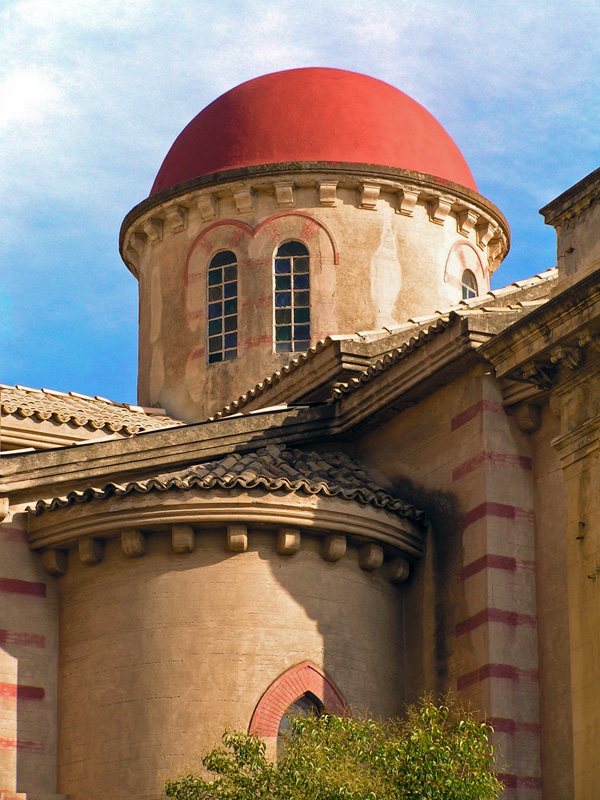
Chiesa degli Ottimati - Cupola

Degna di nota è la chiesa degli Ottimati, le cui origini risalgono al X secolo. Al suo interno sono conservate numerose opere, fra le quali un pavimento a mosaico cosmatesco e una pala d'altare raffigurante l'Annunciazione, opera di Agostino Ciampelli. Nei pressi della chiesa è presente il collegio dei Gesuiti, che la amministrano.

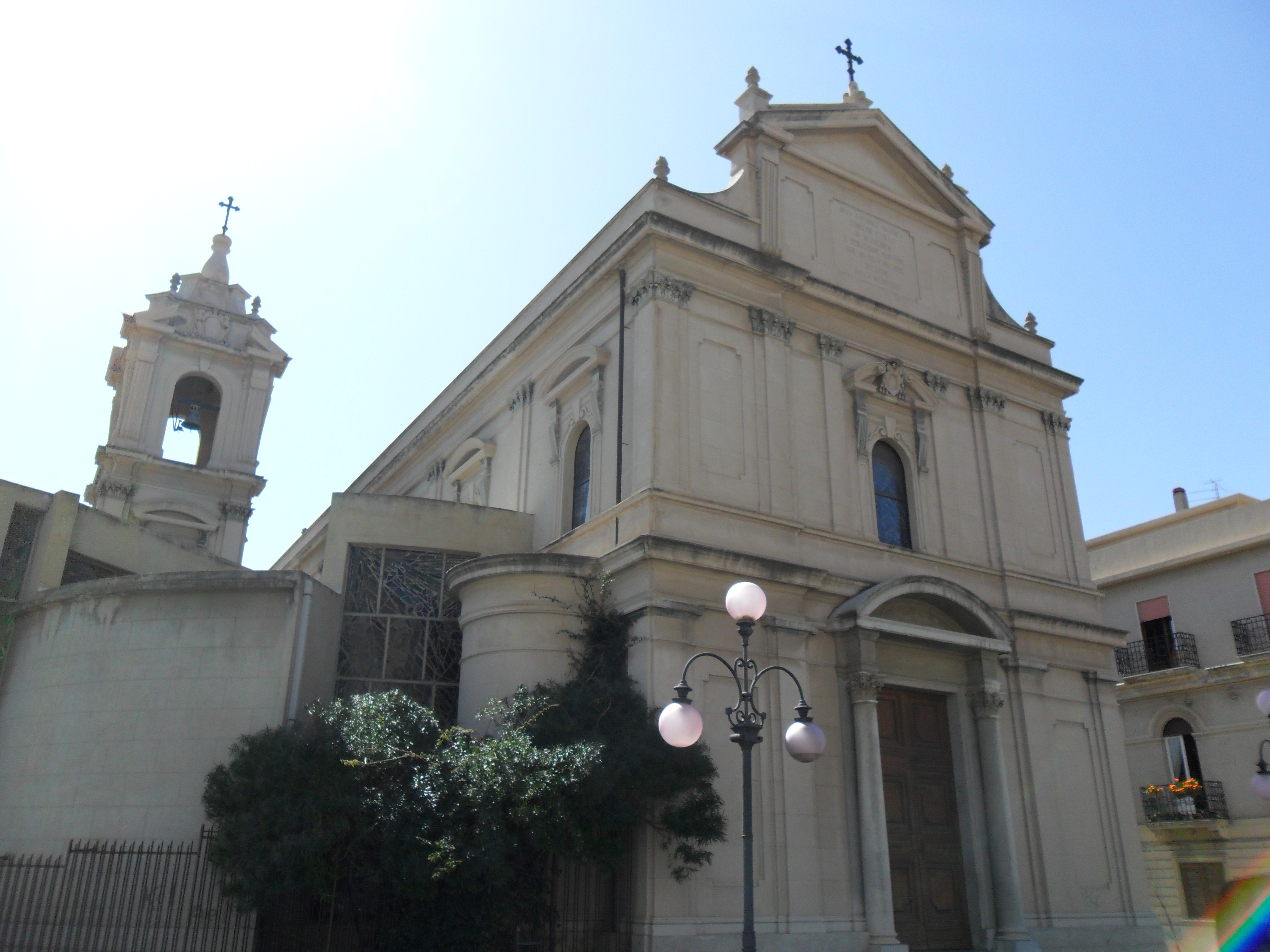
Chiesa di San Sebastiano Martire al Crocefisso

Altri esempi sono la chiesa di San Sebastiano Martire al Crocefisso, la chiesa di San Giorgio al Corso, la chiesa di Santa Maria dell'Itria e la Cattolica dei Greci.

### Architetture civili
Il centro storico è in prevalenza caratterizzato da costruzioni in stile liberty.

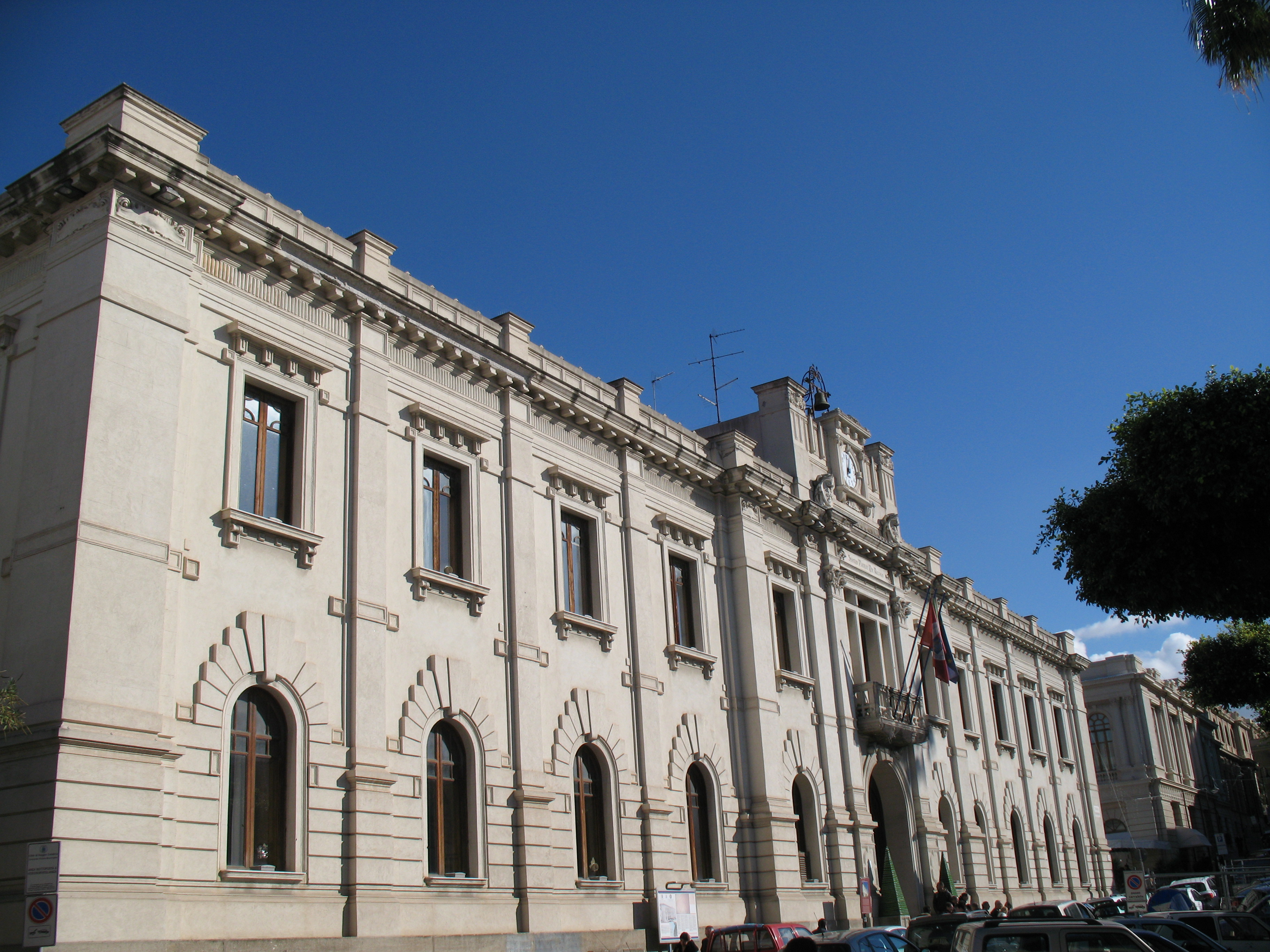
Palazzo San Giorgio (Municipio)

Palazzo San Giorgio, sede del municipio, fu eretto nel 1921 su progetto dell'architetto Ernesto Basile. Al suo interno sono custodite 250 opere di vari artisti calabresi e tale collezione costituisce il nucleo portante della Pinacoteca civica.

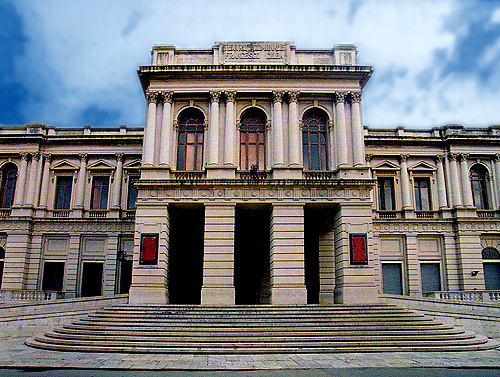
Teatro Francesco Cilea

Di stile neoclassico è il teatro Francesco Cilea. Situato di fronte a palazzo San Giorgio, ha una capacità di 1.500 posti.

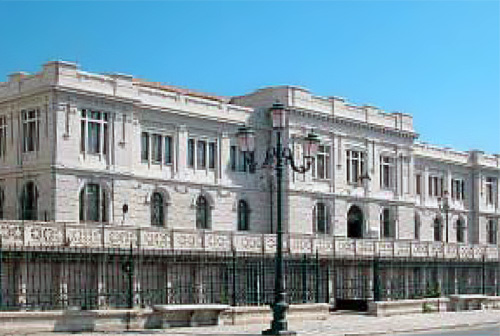
Palazzo Zani

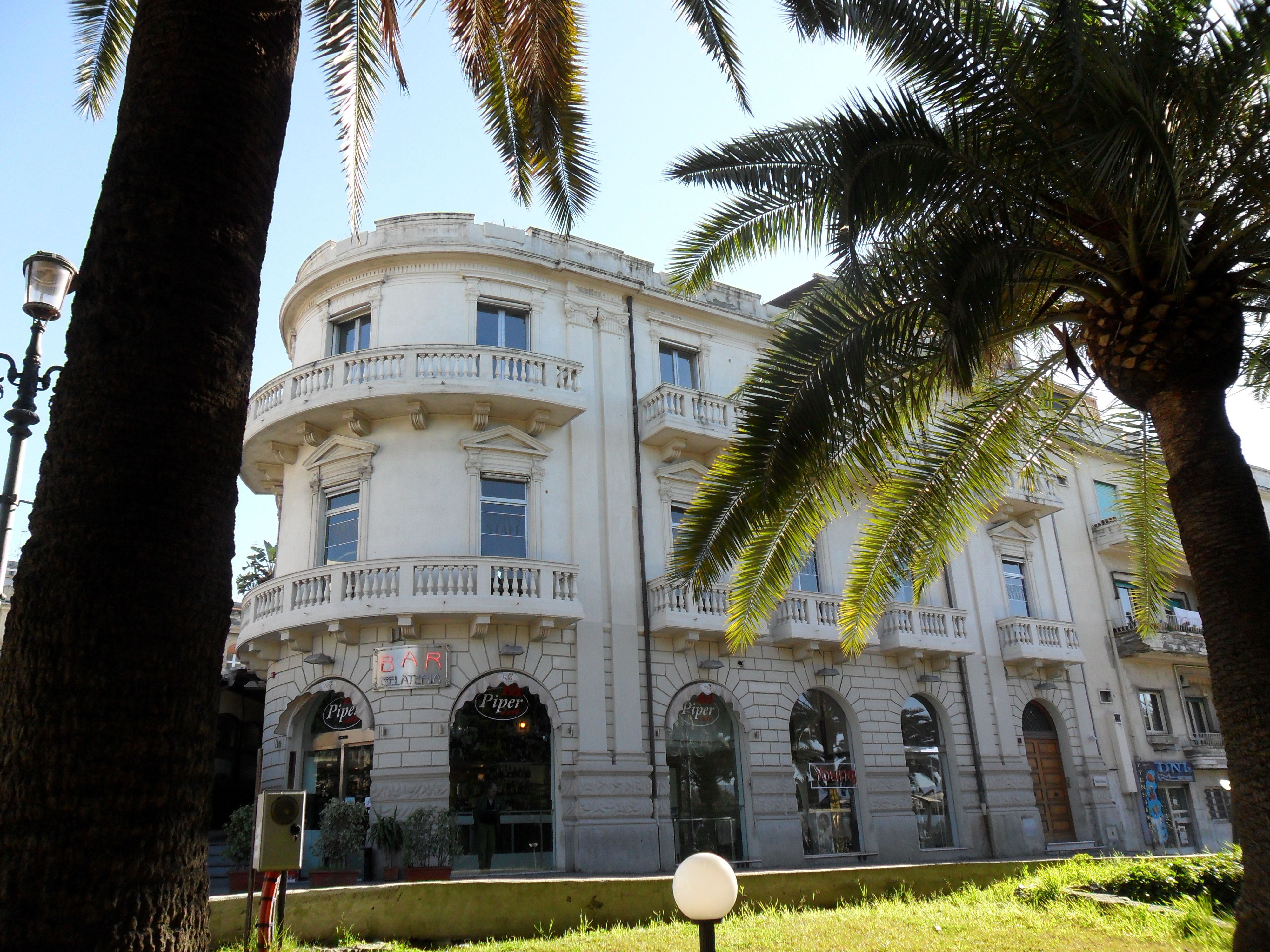
Palazzo Barbera

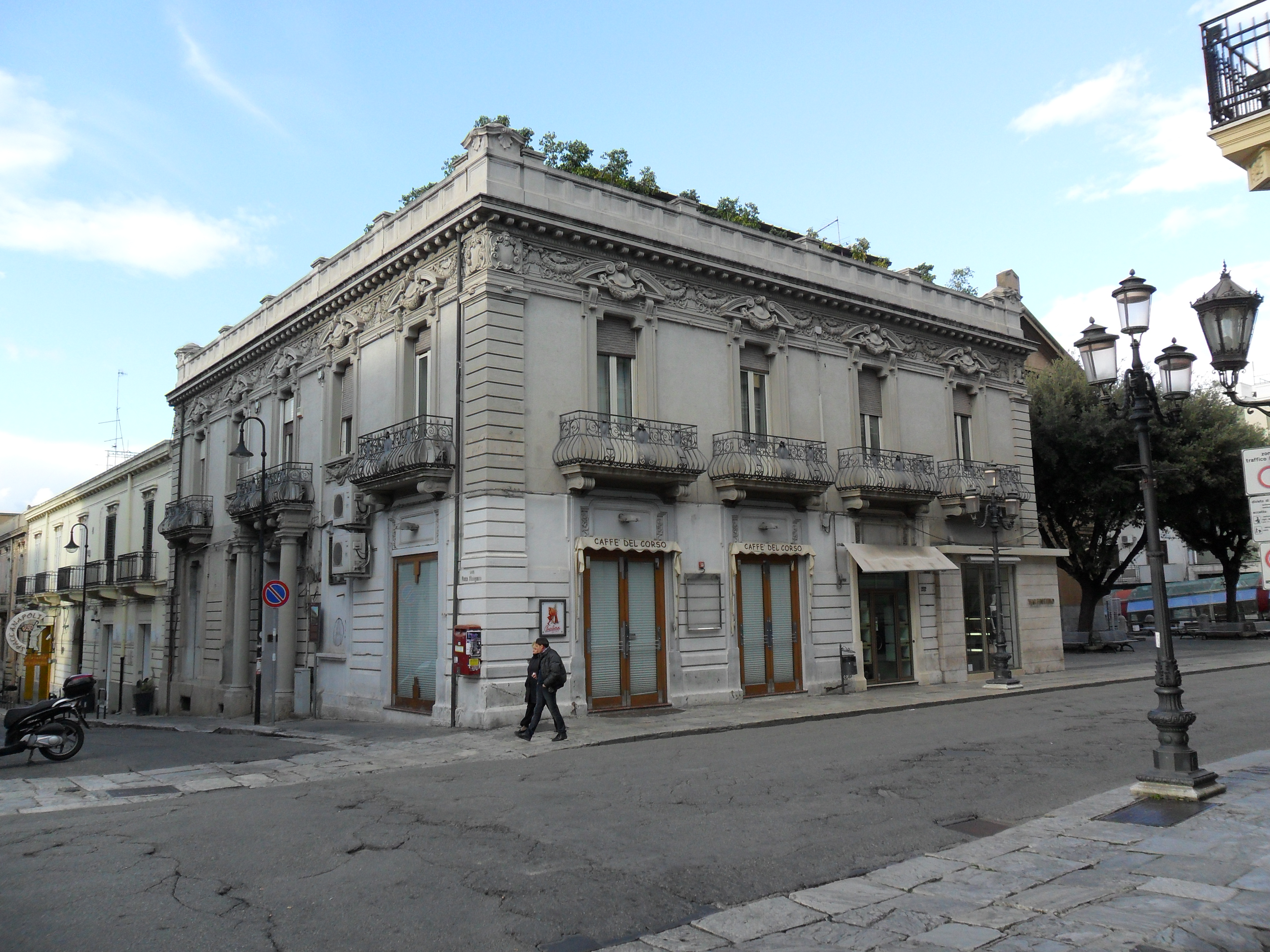
Palazzo Mazzitelli

Altri importanti palazzi sono Palazzo Zani, che prende il nome dall'ingegnere Gino Zani che ne ha eseguito il progetto, Palazzo Barbera e Palazzo Mazzitelli.

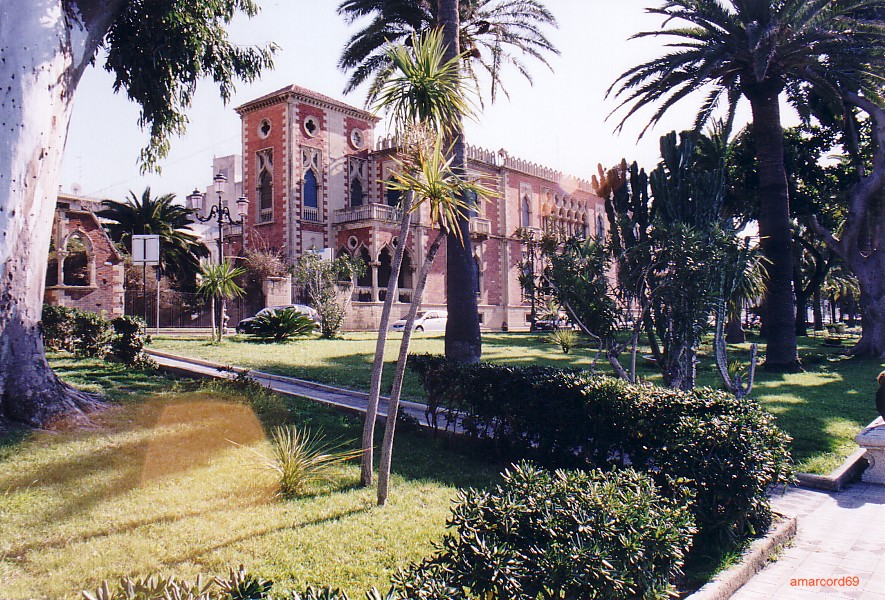
Villa Genoese Zerbi

Numerosi sono le ville e i villini in stile liberty: fra tutti un esempio è la villa Genoese Zerbi, situata sul lungomare.
Diversi sono anche gli edifici in stile moderno come la Torre Nervi, il Palazzo di Vetro di Sant'Anna, il centro direzionale cosiddetto Palazzo CE.Dir., il nuovo Palazzo di Giustizia ancora in costruzione e la Cittadella universitaria.
In stile futurista si rinviene in particolare Palazzo Campanella.
Un monumento sul lungomare di Reggio Calabria, all'uscita della Pineta Zerbi, ed inaugurato nel 1996, ricorda il sacrificio del leggendario asso Giuseppe Cenni abbattuto sull'Aspromonte, il 4 settembre 1943, mentre stava cercando di proteggere i suoi piloti che avevano cercato di ostacolare l'invasione Alleata della Calabria.

### Architetture militari

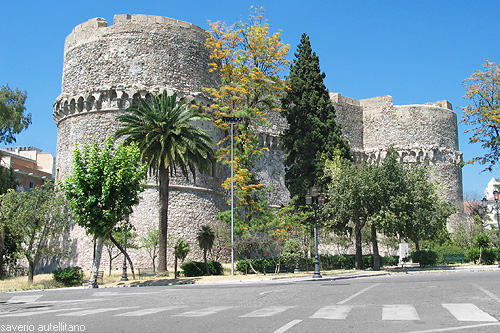
Castello Aragonese

Il Castello Aragonese si colloca nella parte alta della città. La sua struttura originaria era composta da quattro torri e un fossato, mentre oggi restano soltanto le due torri esposte a sud-est ed è sede di mostre ed esposizioni.
A difesa dello Stretto sorgono le cosiddette motte (dal francese antico motte, "castello in posizione elevata"). Costruite dai Normanni furono successivamente oggetto di ampliamenti da parte degli Angioini prima e dagli Aragonesi poi. Le principali motte, note per antonomasia come le Quattro Motte, sono:
- Motta Anòmeri ubicata ad Ortì.
- Motta Rossa ubicata nei pressi di Sambatello.
- Motta San Cirillo ubicata a Terreti.
- Motta Sant'Aniceto posta tra Motta San Giovanni e Paterriti.

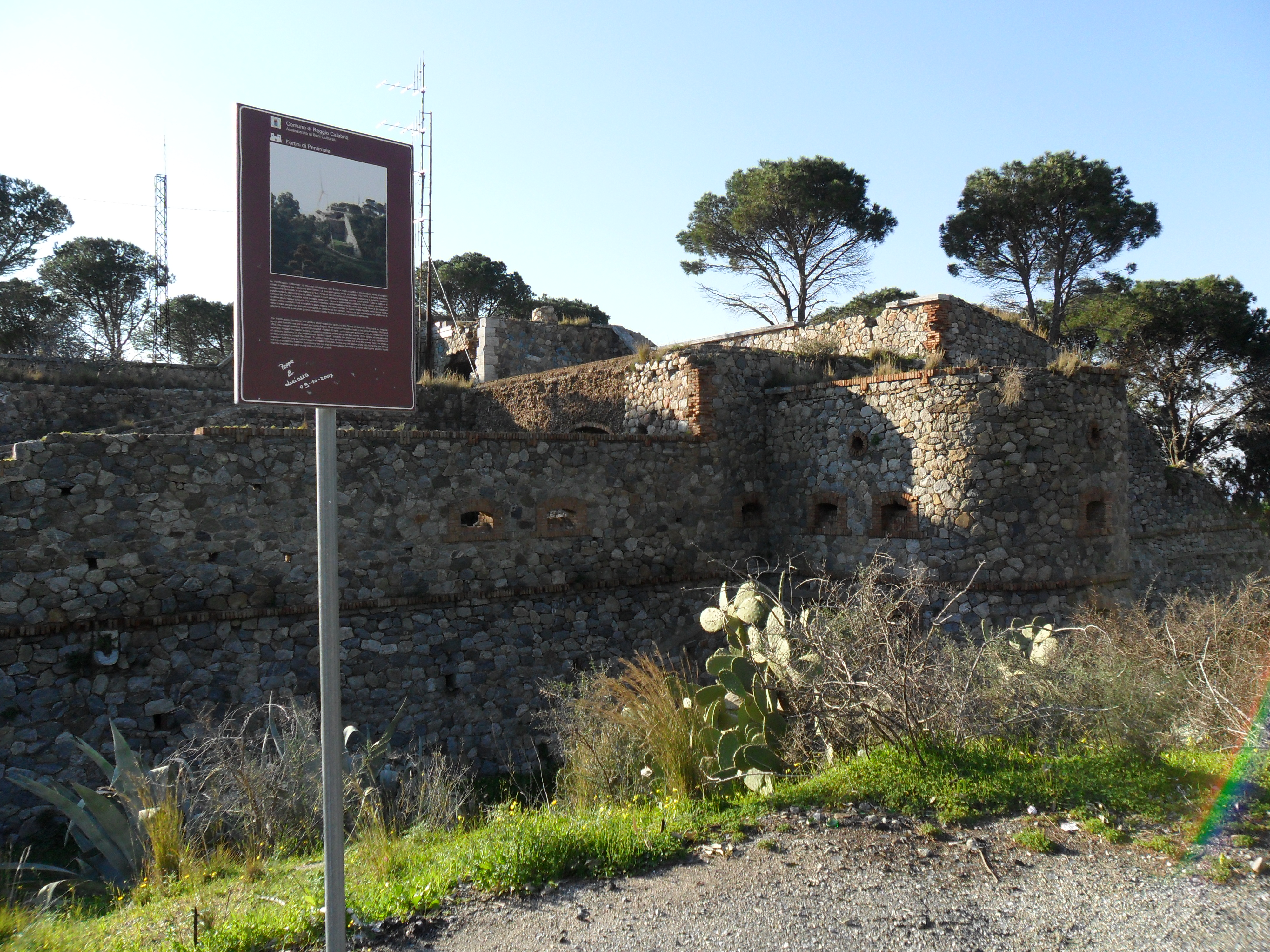
Uno dei fortini di Pentimele

Nel territorio di Reggio Calabria sono presenti anche delle torri costiere, facenti parte di sistema di torri costiere del Regno di Napoli, edificate per far fronte alle frequenti incursioni saracene e corsare. Tra esse si ricordano la torre Ravagnese, la torre Sant'Agata, la torre Pentimele, la torre Gallico e la torre Pellaro.

## Società

### Evoluzione demografica
I dati raccolti durante i censimenti ufficiali della popolazione residente a Reggio hanno sempre registrato un costante aumento del numero dei suoi abitanti. Solo nel censimento del 1911 si è avuta una diminuzione dovuta alle conseguenze del catastrofico terremoto del 1908 che provocò migliaia di vittime. In soli cinquant'anni la popolazione della città è più che raddoppiata passando dalle 75 000 unità del 1911 alle oltre 150 000 del 1961.
Nel censimento del 2001 il numero degli abitanti ha oltrepassato la soglia delle 180 000 unità, tuttavia, a distanza di pochi anni (censimenti Istat 2011 e 2019) la città ha registrato una sostanziale stagnazione demografica, restando ancorata al valore raggiunto.
Come per molte città italiane l'area urbana nel tempo si è trasformata, e dalla città racchiusa all'interno dei confini municipali si è giunti ad un'area metropolitana, grazie alla progressiva incorporazione di piccoli comuni che circondano la città che ormai vanno a formare con essa un complesso tessuto urbanistico.
Abitanti censiti

### Etnie e minoranze straniere
Al 31 dicembre 2023 i cittadini stranieri residenti a Reggio Calabria erano 11 734, pari al 6,96% della popolazione. Di seguito sono riportati i gruppi più consistenti:
- Romania 2426
- Filippine 1273
- Marocco 2024
- India 1122
- Georgia 849
- Ucraina 797
- Nigeria 343
- Polonia 286
- Cina 255
- Moldavia 156

### Religione

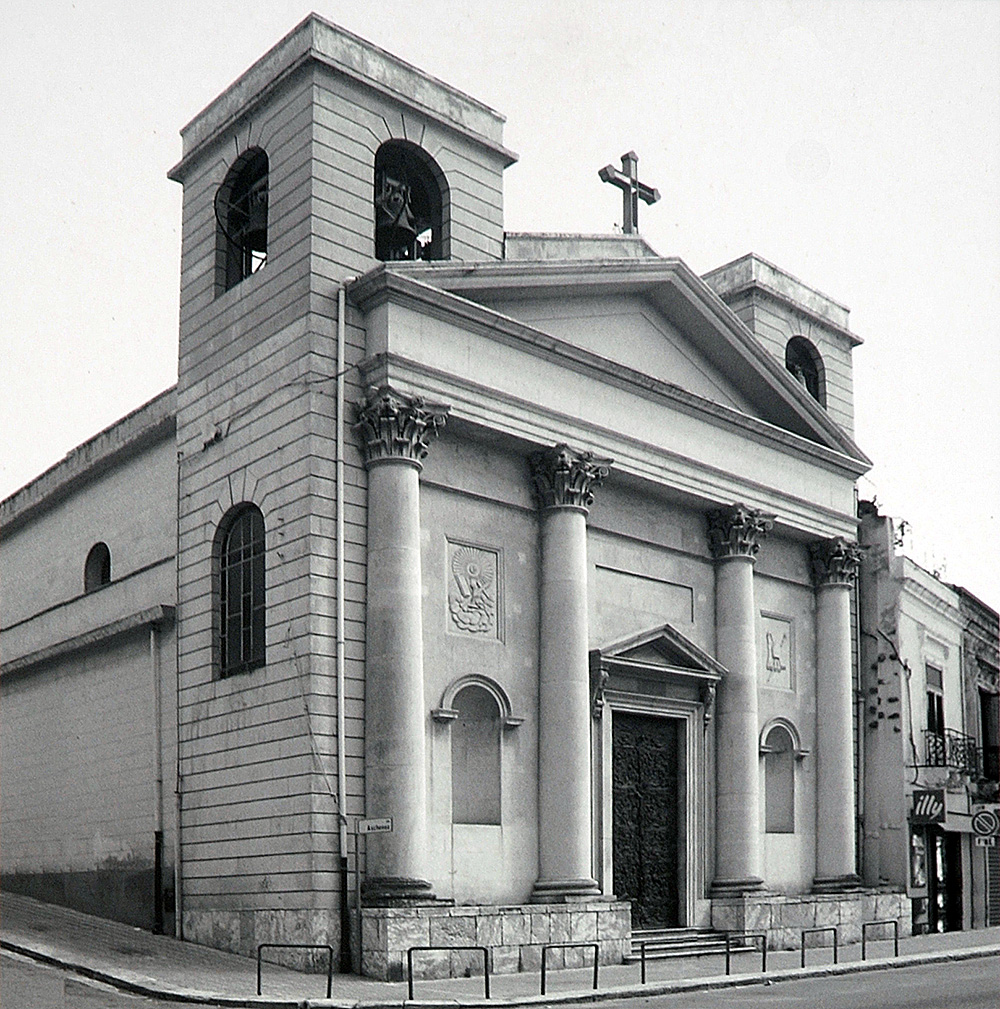
Cattolica dei Greci

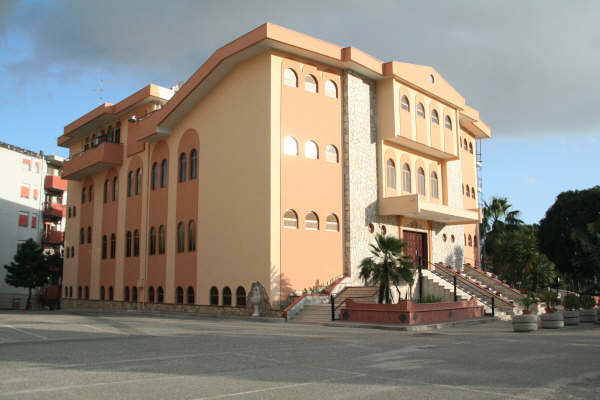
Chiesa Cristiana Evangelica Pentecostale ADI in via S. Giuseppe

La città, come del resto l'intera Calabria, conosce due fasi ben distinte di storia religiosa:
- la prima di influenza greco-bizantina, con gli effetti dell'iconoclastica e della provenienza di un clero "basiliano" dalle terre dell'Impero d'Oriente, con l'annessione dell'intera Calabria in questo impero fino all'arrivo dei Normanni, con Roberto il Guiscardo, che favorirono la latinizzazione della diocesi, in accordo con la Curia Romana.
- la seconda fase iniziò con la diffusione della Controriforma, dell'organizzazione ecclesiastica prevista dalla normativa tridentina, con la latinizzazione dei cleri locali, con l'espansione degli ordini religiosi, Domenicani, Francescani, Gesuiti, che oltre ad avviare un capillare processo di catechizzazione della popolazione si fecero propulsori e sostenitori di grandi movimenti confraternali.

La prima confessione religiosa della città è quella cattolica, il cui culto è retto dall'Arcidiocesi metropolita di Reggio Calabria-Bova.
Sono presenti numerose comunità appartenenti ad altri culti, ciascuno afferente a uno o più luoghi cittadini (come la Chiesa Valdese di via Possidonea, diverse Sale del Regno dei Testimoni di Geova, la Chiesa Battista su Corso Garibaldi, la Chiesa Pentecostale delle Assemblee di Dio in Italia in via S. Giuseppe la Cappella greco-ortodossa di Sant'Elia lo Speleota, la Chiesa Cattolica dei Greci e la nuova Chiesa ortodossa di San Paolo dei greci del rione Sbarre).
Il seminario arcivescovile "Pio XI", fondato 25 agosto 1565 dopo il Concilio di Trento è il primo sorto in Calabria ed una tra le più antiche istituzioni del settore.

### Lingue e dialetti
Il reggino è, tra i dialetti calabresi e della Calabria meridionale, quello che si è evoluto maggiormente negli anni. Inizialmente l'idioma reggino, nato dal greco dei primi coloni calcidesi, fu parlato fino all'età bizantina senza subire notevoli influenze da altre lingue; successivamente fu arricchito dal latino, non tanto durante l'impero romano ma, più probabilmente, in epoca medioevale a seguito della conquista normanna.
Reggio è stata infatti per millenni "roccaforte" della cultura greca in Italia.
Ne sono oggi testimonianza vari elementi:
- la presenza di alcune minoranze linguistiche di grecofono (dialetto greco-calabro), localizzate in alcune zone della provincia o in alcuni rioni cittadini, costituite da nuclei di ellenofoni a cui si sono sommati recenti insediamenti di immigrazione dall'Aspromonte grecanico.
- la presenza di molte famiglie con cognomi di origine greca. Ad esempio, in città, il cognome più diffuso è "Romeo"[64][65]. Si tratta di un eponimo di origine greca che, anche in tempi moderni, per i greci conserva il significato di "Romani grecizzati di Costantinopoli"[64].

Quella che era la lingua parlata prima fino quasi all'età moderna a Reggio, sopravvissuta anche ben oltre la conquista normanna e le successive dominazioni, era piena di influenze dal greco antico e ampiamente diffusa fino a qualche secolo fa in tutta la Calabria meridionale, oggi risulta quasi completamente scomparsa poiché ha perso molto in favore dell'unità linguistica nazionale (l'italiano) e del dialetto neolatino della Sicilia e della Calabria.
Su di essa però si sono sviluppati un tipo di dialetto e una parlata molto particolari che l'avvicinano alle varietà parlate in Sicilia, tanto da costituire un vero e proprio dialetto di tipo siciliano. Tutto questo conferisce al dialetto reggino una "cadenza" (accento) siciliana.
Infatti il dialetto reggino, nell'area compresa tra Scilla e Bova, presenta un'assenza delle consonanti "dure", tipiche del resto della Calabria, e manifesta delle forti corrispondenze linguistico-lessicali con il dialetto messinese.
Il reggino e il messinese, due dialetti molto simili, dal punto di vista di fonetica, di parole e non solo, differiscono solo per alcune variazioni nell'intonazione e per poche varianti nell'uso delle consonanti.

### Istituzioni, enti e associazioni

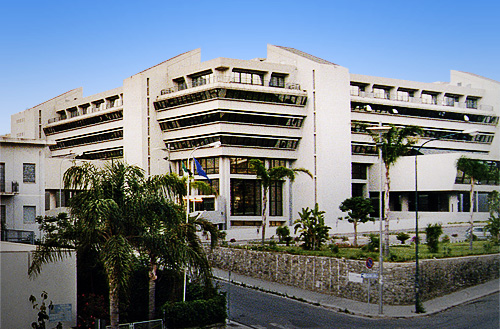
Palazzo Campanella, sede del Consiglio regionale della Calabria

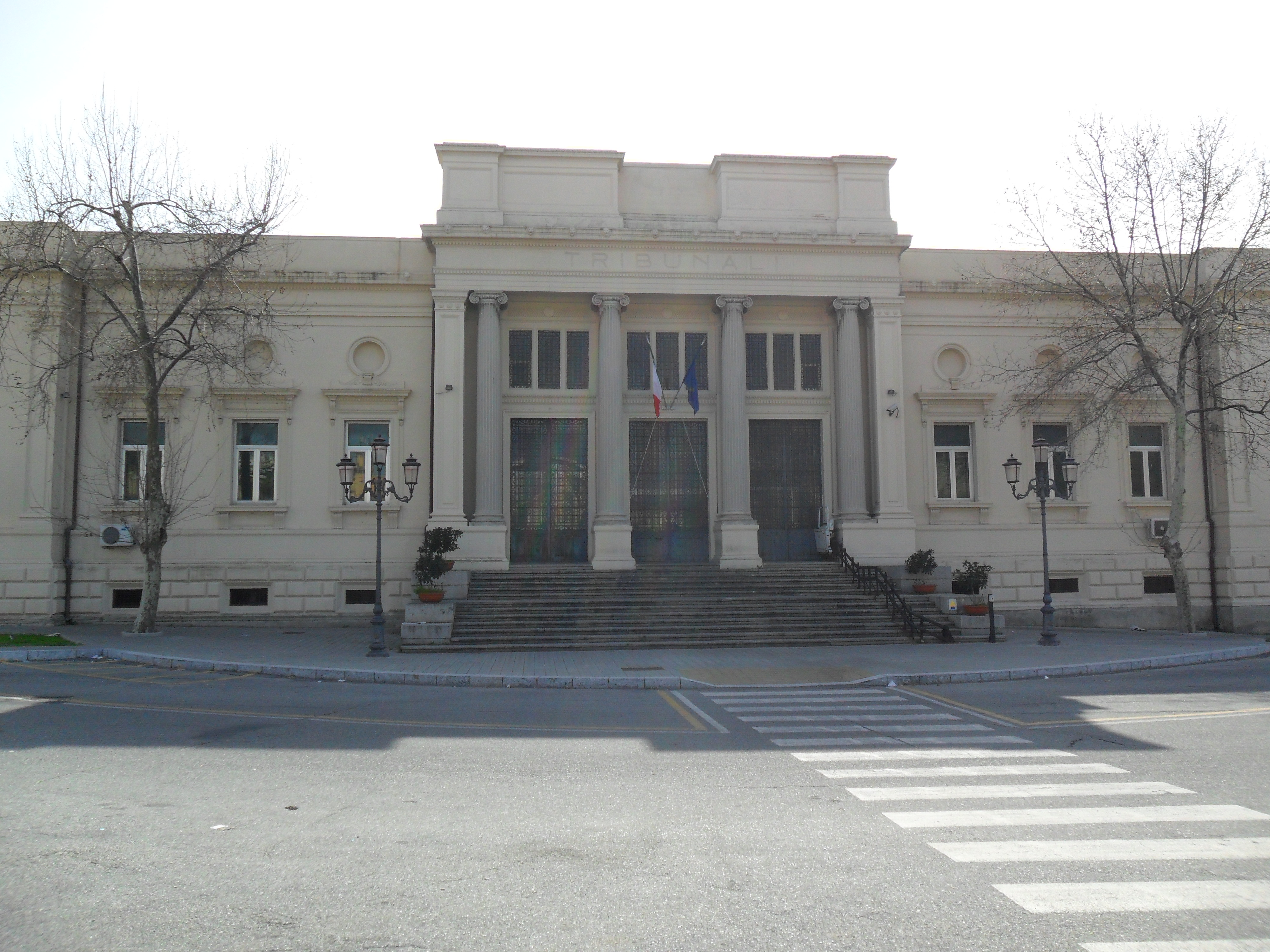
Il palazzo di Giustizia della città

Reggio Calabria è sede di diverse istituzioni regionali e nazionali, tra cui:
- il Consiglio regionale della Calabria, ospitato presso palazzo Campanella
- la Direzione Marittima della Calabria[67]
- l'Ufficio delle Dogane di Reggio Calabria[68]
- la Soprintendenza Archeologica della Calabria, presso Palazzo Piacentini,[69] sede del MArRC
- la Soprintendenza per i Beni Architettonici e Paesaggistici delle Province di Reggio Calabria e Vibo Valentia[70]
- la Soprintendenza Archivistica della Calabria
- la Corte d'appello di Reggio Calabria, presso il Palazzo dei Tribunali[71]
- l'Avvocatura Distrettuale dello Stato di Reggio Calabria[72]
- l'Agenzia nazionale per l'amministrazione e la destinazione dei beni sequestrati e confiscati alla criminalità organizzata (ANBSC), sede decentrata competente per Calabria, Puglia, Basilicata, Sicilia (province EN-RG-CL-ME-CT-SR)[73][74]
- la Scuola allievi carabinieri di Reggio Calabria - Caserma "Fava e Garofalo", autonoma dal 2005, con 1200 giovani costituisce la struttura di questo tipo più grande d'Italia
- il Consorzio del Bergamotto di Reggio Calabria[75] ente pubblico regionale garante della purezza e qualità dell'olio essenziale di Bergamotto

### Ospedali
Le principali aziende e strutture ospedaliere sono:
- il Grande Ospedale Metropolitano "Bianchi-Melacrino-Morelli", che comprende tre poli ospedalieri: il precedente Ospedali Riuniti (Ospedale "Michele Bianchi" e Ospedale "Giuseppe Melacrino") e l'ospedale "Eugenio Morelli"
- Policlinico "Madonna della Consolazione"

### Qualità della vita
La città, nonostante le potenzialità inespresse di cui è portatrice, ha nel tempo sofferto sempre maggiormente delle diverse problematiche irrisolte, al punto tale da pregiudicarne molto spesso lo stesso sviluppo economico, sociale e culturale della stessa. Tra i principali problemi vi sono:
- Inadeguatezza delle infrastrutture per trasporti e comunicazioni: la città non dispone di collegamento alla rete ferroviaria ad alta velocità, nonostante i treni vi facciano tappa.[76][77] Risulta in progettazione la realizzazione del progetto di adeguamento della rete ferroviaria sulla tratta Salerno-Reggio Calabria.[78]
- Problemi ambientali e gestione del ciclo dei rifiuti: secondo l'indice di Legambiente sull'ecosistema urbano 2019, Reggio Calabria si trova in 71ª posizione su 104, con il punteggio percentuale di 49,26%.[79] Inoltre, l'area metropolitana riscontra problemi nello smaltimento e raccolta dei rifiuti, che risulta frammentato e lacunoso.[80] Non mancano problemi di esposizione a cancerogeni derivanti da rifiuti bruciati da alcuni cittadini per "smaltirli", presenti sia come piccoli e grandi focolai[81][82][83], ma comunque percepiti come "normalità" dalla popolazione locale.
- Criminalità organizzata: la 'ndrangheta è il fattore principale che ha reso Reggio e la Calabria tristemente famosa. Essa è una piaga che ha diminuito e condizionato le potenzialità economiche e turistiche della città e del suo comprensorio. La derivazione diretta dal termine greco andragathía, (ανδραγαθια) vuol dire "virilità", "coraggio", nel senso di "associazione di uomini valenti"; secondo un'altra etimologia deriverebbe dal toponimo "Andragathia Regio", che in età moderna designava un'ampia zona comprendente Calabria e Basilicata. Nata dunque a metà dell'Ottocento, la 'ndrangheta si afferma nei successivi 50 anni - grazie alla scarsa presenza nel territorio delle autorità - imponendosi in tutta la regione.

La mancanza di una "cupola ", una struttura di governo unitario capace di regolare i conflitti, ha causato una lunga serie di faide e guerre tra le 'ndrine (famiglie 'ndranghetiste). Nella seconda metà degli anni ottanta le strade di Reggio furono insanguinate da una guerra di 'ndrangheta tra le famiglie che facevano capo ai due boss Paolo De Stefano e Antonino Imerti. Proprio in quel periodo avvenivano le segretissime "riunioni di Polsi", vani tentativi di creare un'autorità mafiosa che potesse bloccare la sanguinosa guerra cominciata nel 1985. Questa guerra tra clan si concluse grazie alla mediazione dei boss di Cosa nostra solo nel 1991. La confessione di Filippo Barreca (già legato ai servizi segreti) descrive infatti l'opera di mediazione svolta da Paolo Romeo, e l'accordo tra i De Stefano e gli Imerti.
Gli effetti della "pace" tra le cosche furono di lunga durata e ben visibili ancora oggi. Prima conferma di questo fu una considerevole, netta e costante diminuzione degli omicidi mafiosi in provincia di Reggio. I dati forniti dal prefetto di Reggio per il periodo 1990-2001 sono particolarmente significativi.
Quello che però appare evidente è che alcune zone della città e della sua provincia continuano a essere controllate da famiglie 'ndranghetiste, che spesso rendono impossibile lo sviluppo economico attraverso il racket o il controllo diretto delle imprese.
Dopo la cosiddetta "pace mafiosa", nei primi anni novanta si venne a creare una struttura di comando che faceva da unione tra le maggiori 'ndrine calabresi. Ciò era simile, anche se non uguale, alla Commissione di Cosa nostra, che si riunisce solo per decidere in merito a questioni particolarmente importanti. Questa pseudo-organizzazione impegna tutte le 'ndrine al rispetto di tali decisioni lasciandole nel contempo libere ed autonome per ciò che riguarda il resto delle attività mafiose. In questo modo la 'ndrangheta ha superato una storica mancanza di direzione unitaria riuscendo a garantire sia un certo controllo delle questioni più importanti, sia un ampio margine di autonomia alle singole 'ndrine, caratteristica tipica della plurisecolare mafia calabrese.
A causa degli ultimi eventi criminosi avvenuti in città e legati alla 'ndrangheta, il 28 gennaio 2010 si è tenuto nella Prefettura della città un Consiglio dei ministri straordinario per adottare un provvedimento legislativo articolato in 10 punti contro le organizzazioni criminali italiane (Cosa Nostra - 'Ndrangheta - Camorra - Sacra Corona Unita).
Il 9 ottobre 2012 il Comune di Reggio Calabria, guidato dal PdL Demetrio Arena, viene sciolto dal Ministro dell'Interno Anna Maria Cancellieri per "contiguità" ad ambienti mafiosi e gestito da una Commissione straordinaria prefettizia.
Con il processo Gotha è stata individuata la componente "riservata" della 'ndrangheta reggina.

## Cultura

### Istruzione
A seguito della Delibera della Giunta Regionale della Calabria n. 1 del 4 gennaio 2024 relativa all’approvazione del Piano di razionalizzazione della rete scolastica e di programmazione dell’offerta formativa per l’anno scolastico 2024/2025, la nuova razionalizzazione della rete scolastica del Comune di Reggio Calabria, con decorrenza 1 settembre 2024, sarà così di seguito costituita:
Istituti Comprensivi, costituiti da scuole dell’Infanzia, scuole primarie e scuole secondarie di primo grado:
- I.C. “Catanoso De Gasperi – San Sperato Cardeto”;
- I.C. “Vitrioli Principe di Piemonte – Galileo Galilei Pascoli”;
- I.C. “Galluppi Collodi Bevacqua - C. Alvaro - Giudice Scopelliti”
- I.C. “Nosside Pythagoras - Giuseppe Moscato”
- I.C. “Orazio Lazzarino"
- I.C. "Falcomatà - Archi"
- I.C. “De Amicis – Bolani”
- I.C. “Telesio”
- I.C. “Carducci – V. Da Feltre”
- I.C. “Catona Radice Alighieri”
- I.C. “Cassiodoro - Don Bosco”

Istituti di Istruzione Superiori, costituiti da scuola del secondo ciclo di istruzione:
- Convitto Naz.le di Stato "T. Campanella"
- Istituto Tecnico Economico “R. Piria -Ferraris/Da Empoli”
- Istituto Tecnico Tecnologico “Panella – Vallauri”
- Liceo Classico “T. Campanella”
- Liceo Scientifico "L. Da Vinci"
- Liceo Scientifico “A. Volta”
- Liceo Linguistico, Liceo Scienze Umane e Liceo Made in Italy “T. Gullì”
- Liceo Artistico “M. Preti – A. Frangipane”
- Polo Tecnico - Professionale “Righi - Boccioni/Fermi”
- CPIA “Stretto Tirreno – Jonico”

Nella città di Reggio Calabria, inoltre, sono presenti scuole di ogni ordine e grado paritarie.

### Biblioteche
Reggio detiene un singolare primato in materia di pubblicazioni. Infatti proprio qui fu stampata la prima edizione ebraica della Bibbia. Nell'anno 1475 (agli albori della stampa) vi era un fiorente ghetto ebraico nell'attuale zona intorno alla via Giudecca, in cui fervevano laboratori artigianali e molteplici attività commerciali. Presso una delle prime stamperie della storia con sede nella Giudecca di Reggio, fu infatti stampata il 5 febbraio 1475 la prima versione ebraica della Bibbia, secondo quanto riportato sulla "Storia di Reggio Calabria", di Domenico Spanò Bolani. Inoltre lo storico Vito Capialbi così scriveva nelle sue "Memorie delle Tipografie Calabresi":
Fu dessa il Commentario al Pentateuco di Rabbi Salomone Jarco impresso da un tale Abramo Garton figliuolo di Isacco, del quale niun'altra notizia mi è riuscito di raccogliere. E sebbene nell'istesso anno si fosse stampato in Pieve di Sacco, terra nel Padovano, il Rabbi Jacobi Ben Ascer Arba Jurim, ch'è la più antica delle altre edizioni ebraiche conosciute, pure dessa trovandosi impressa colla data del mese Jamuz, per quattro mesi posteriore devesi riputare.»
(Vito Capialbi, Memorie delle Tipografie Calabresi, 1835)
La copia anastatica del Pentateuco di Rabbi Salomone Jarco è visionabile presso la Biblioteca comunale "Pietro de Nava". (Jewish Encyclopedia per approfondimenti)

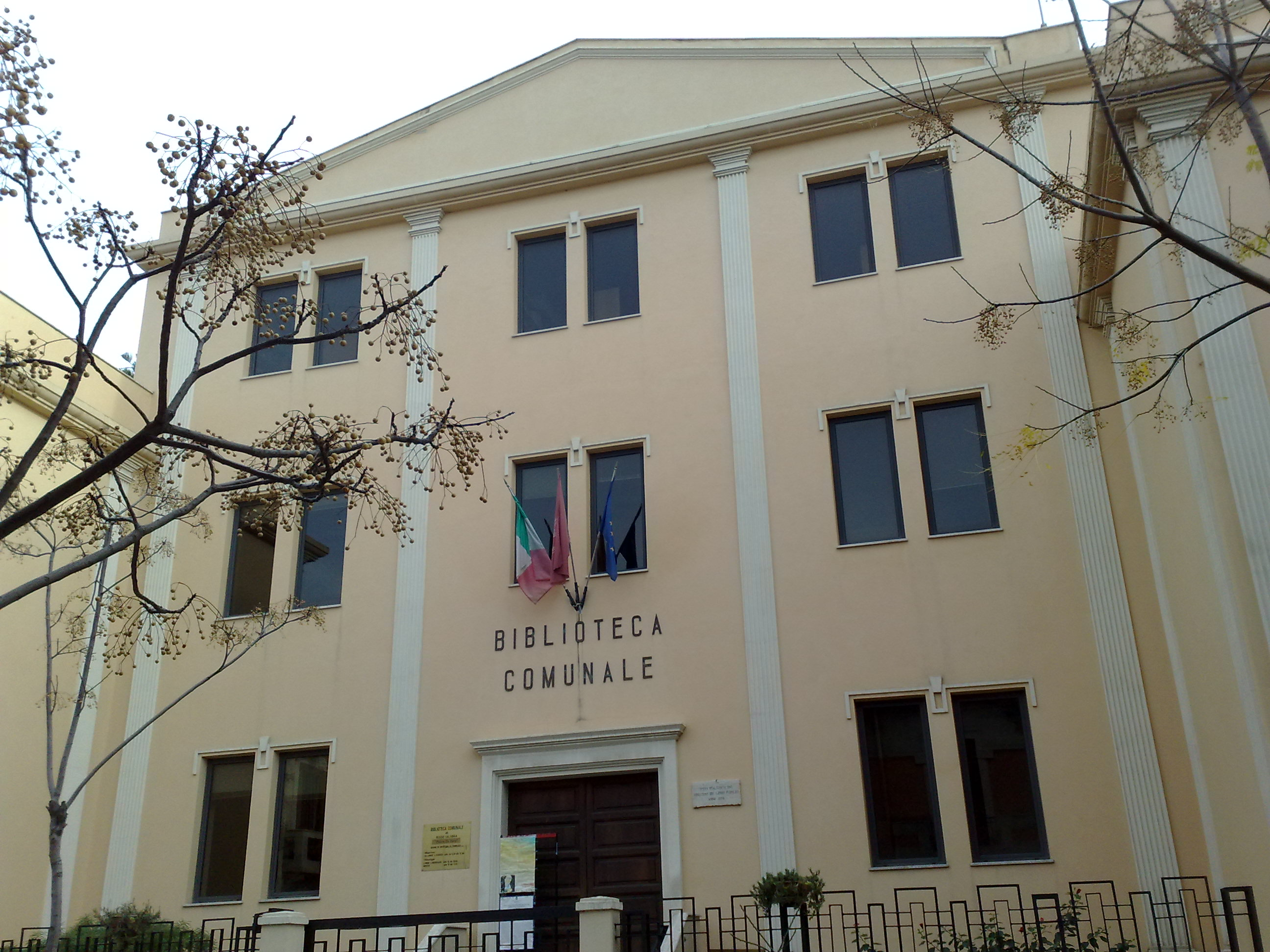
La Biblioteca "Pietro de Nava"

Reggio è sede di numerose biblioteche tra cui:
- L'archivio di Stato di Reggio Calabria, istituito nel 1852 con legge borbonica del 1818. Fu trasferito alle dipendenze dell'amministrazione provinciale nel 1866, divenne Archivio provinciale di Stato nel 1932 e Sezione di Archivio di Stato nel 1939. Successivamente con il DPR del 30 settembre n. 1409 del 1963 assunse l'attuale denominazione di Archivio di Stato, da cui dipendono le due sezioni di Locri e Palmi istituite con decreti ministeriali del 1965.
- Biblioteca dell'Archivio di Stato, nata contestualmente all'archivio, è costituita da 7.701 volumi e opuscoli, 244 testate di periodici per un totale di 4037 annate, editi tra il XVIII e il XXI secolo, in parte ricevuti dal Ministero per i Beni e le Attività Culturali e in parte ricevuti in omaggio. I testi conservati riguardano la storia politica, economica, sociale, culturale italiana e calabrese con particolare riferimento a Reggio e alla sua provincia. Sono inoltre qui conservate alcune biblioteche private:
  - Biblioteca Visalli, donata nel 1847;
  - Biblioteca Plutino, depositata nel 1986;
  - Biblioteca Foti, depositata nel 1993.
- Biblioteca del Consiglio regionale della Calabria "Mattia Preti", nata nel 1973, conta oggi oltre 40 000 volumi. L'accesso è consentito al pubblico, in particolar modo agli studenti universitari provenienti dalle facoltà di Giurisprudenza, Architettura e Ingegneria dell'Università Mediterranea per la preparazione di esami, esercitazioni, tesine, dissertazioni di laurea, con consultazione in sede, prestito e scambio interbibliotecario. La biblioteca è formata da tre sezioni: la sezione multidisciplinare dotata di 30 000 volumi, la sezione giuridica dotata di circa 9 000 volumi e banche dati su CD-ROM, la sezione dedicata alla Calabria con circa 6 500 volumi, tra i quali il più antico Historia de’ Svevi nel conquisto de’ Regni di Napoli, e di Sicilia per l’Imperatore Enrico Sefto di Don Carlo Calà, che risale al XVII secolo.
- Biblioteca "Pietro de Nava", fondata nel 1818, è la più antica tra le biblioteche calabresi ed è l'unica istituzione di cultura aperta sotto il regno di Ferdinando I di Borbone. Istituita con Decreto Regio del 31 marzo 1818 con il nome di Regia Biblioteca Ferdinandiana, in omaggio al sovrano, custodisce volumi risalenti al XIII secolo. Complessivamente il patrimonio bibliografico conta 115 000 opere, mentre quello emerografico 424 raccolte. La Biblioteca De Nava gestisce inoltre le altre biblioteche comunali dislocate nei quartieri periferici della città.
- Biblioteca del Museo Nazionale della Magna Grecia, ricca biblioteca con oltre 10 000 volumi.
- Biblioteca della Sovrintendenza Archeologica della Calabria
- Biblioteca Arcivescovile "Mons. Antonio Lanza", che conta 35 000 volumi di carattere teologico, biblico e storico.
- Biblioteca "San Nilo" del Seminario pontificio Pio XI, che conta oltre 18 000 volumi di carattere Teologico, biblico e storico.
- Biblioteca dell'Università per stranieri "Dante Alighieri"
- Biblioteca dell'Accademia di Belle Arti
- Biblioteca Zanotti Bianco
- Biblioteca del Centro di Documentazione Europea
- Biblioteca della Stazione Sperimentale per le Industrie delle Essenze
- Biblioteche dell'Università degli studi "Mediterranea". Tutte le facoltà universitarie di Reggio hanno creato delle proprie biblioteche, molto rilevanti sia dal punto di vista numerico sia qualitativo. Tra di esse spiccano per ampiezza la Biblioteca della Facoltà di Architettura e la Biblioteca della Facoltà di Agraria, che hanno sede nel polo universitario di Feo di Vito. Queste hanno preso parte alla realizzazione del Catalogo Collettivo dei Periodici delle Biblioteche di Reggio Calabria, coordinato e promosso dalla Scuola Superiore della Pubblica Amministrazione, pubblicato nel 1999 in formato cartaceo ed elettronico:
- La Biblioteca Centrale della Facoltà di Architettura, istituita nel 1969 come biblioteca dell'Istituto Universitario Statale di Architettura, comprende opere di consultazione generale, urbanistica, tecnologia, progettazione architettonica, storia dell'arte, restauro, storia dell'architettura, sociologia, materie giuridiche e economiche, scienze e cultura generale. Dispone inoltre di una sezione "Calabria", è socia del Coordinamento Nazionale delle Biblioteche di Architettura (CNBA) ed è partner nel progetto dell'Assessorato Cultura Istruzione Beni Culturali della Regione Calabria per la costituzione del Sistema Bibliotecario Regionale – Polo di Reggio Calabria. Offre un Patrimonio di 30 000 monografie, 210 periodici correnti, 3 200 tesi di laurea.
- La Biblioteca Centrale della Facoltà di Agraria nasce nel 1986 come centro autonomo, negli anni novanta con la costruzione del nuovo polo universitario dell'ateneo reggino. Viene trasferita presso la sede di Feo di Vito, permettendo di applicare moderni e funzionali criteri di organizzazione. Dal 2000 è stata assorbita dal Centro di Gestione della Facoltà di Agraria. Il patrimonio della biblioteca comprende circa 2 800 monografie, 150 periodici di cui 44 in corso, la raccolta delle tesi di laurea della facoltà a partire dal 1986.
- Biblioteca della Scuola Superiore della Pubblica Amministrazione (SSPA), che offre un patrimonio librario di 19 100 volumi e 312 testate di periodici.

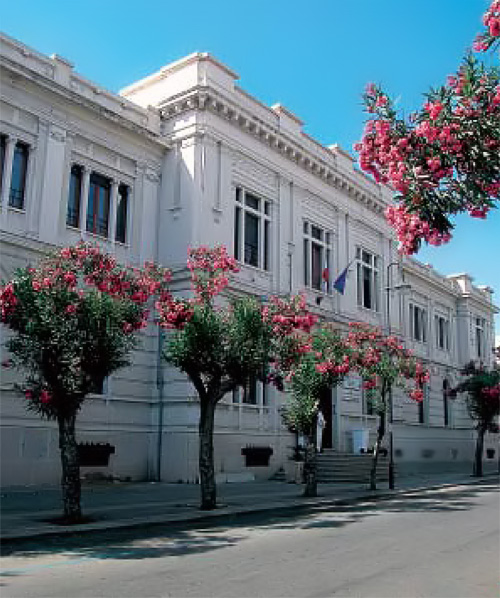
Scorcio di Palazzo Zani, sede della facolta di Giurisprudenza della Mediterranea.

#### Scuole
Hanno sede a Reggio Calabria 16 scuole medie inferiori (13 delle quali statali) e le seguenti scuole superiori: 
- liceo classico Tommaso Campanella
- liceo classico Convitto nazionale di Stato Tommaso Campanella
- Istituto tecnico economico "R. Piria-G. Ferraris/Da Empoli"
- liceo "Tommaso Gullì" (Scienze umane e linguistico)
- liceo scientifico "Leonardo Da Vinci"
- liceo scientifico "Alessandro Volta"
- liceo artistico "M. Preti - A. Frangipane"
- istituto tecnico tecnologico "Panella - Vallauri"
- istituto d'istruzione superiore "Augusto Righi" con sezione associata ITAS M. Guerrisi
- istituto professionale "Boccioni - Fermi"
- istituto alberghiero associato IPALBTUR Villa San Giovanni

#### Università
Reggio è un centro di istruzione con due università e altre istituzioni di livello universitario sul territorio:
- Università degli Studi "Mediterranea" (UNIRC): fondata nel 1968, divenne università statale dal 1982. Comprendeva inizialmente sei facoltà, alcune delle quali con sedi dislocate a Catanzaro. L'università degli studi di Reggio rappresenta oggi, per le collaborazioni con le città che si affacciano sul bacino del mediterraneo, uno dei riferimenti a carattere culturale e scientifico dell'area, soprattutto grazie ai dipartimenti specializzati nello studio urbanistico delle "città mediterranee". È frequentata da circa 11 000 studenti e comprende 4 facoltà (Architettura, Ingegneria, Giurisprudenza e Agraria, che ha una sede anche a Lamezia Terme).
- Università per stranieri "Dante Alighieri" (UNISTRADA): fondata nel 1984 con l'intento di contribuire alla conoscenza della lingua e della cultura italiana, comprende le facoltà di Docenza di lingua italiana a stranieri, Lingue e culture del bacino Mediterraneo, Mediazione linguistica culturale.
- Accademia di Belle Arti (ABARC): fondata nel 1967, è la più antica della Calabria.
- Conservatorio di musica "Francesco Cilea", fondato nel 1964.
- Istituto superiore di scienze religiose "Monsignor Vincenzo Zoccali" (ISSR):[85] fondato nel 1975 come sezione della Pontificia Facoltà Teologica dell'Italia Meridionale, venne eretto accademicamente dalla Santa Sede nel 1986.
- Università telematica "Guglielmo Marconi" (UNIMARCONI): fondata nel 2004, vi è presente una sede decentrata.

Fino al 2014 era presente anche una sede della Scuola Superiore della Pubblica Amministrazione (SSPA), un'istituzione di alta cultura, che svolge attività di formazione dei dirigenti e dei funzionari dello Stato italiano e di quelli esteri. 
Dal 2023 è di nuovo attiva.

### Ricerca

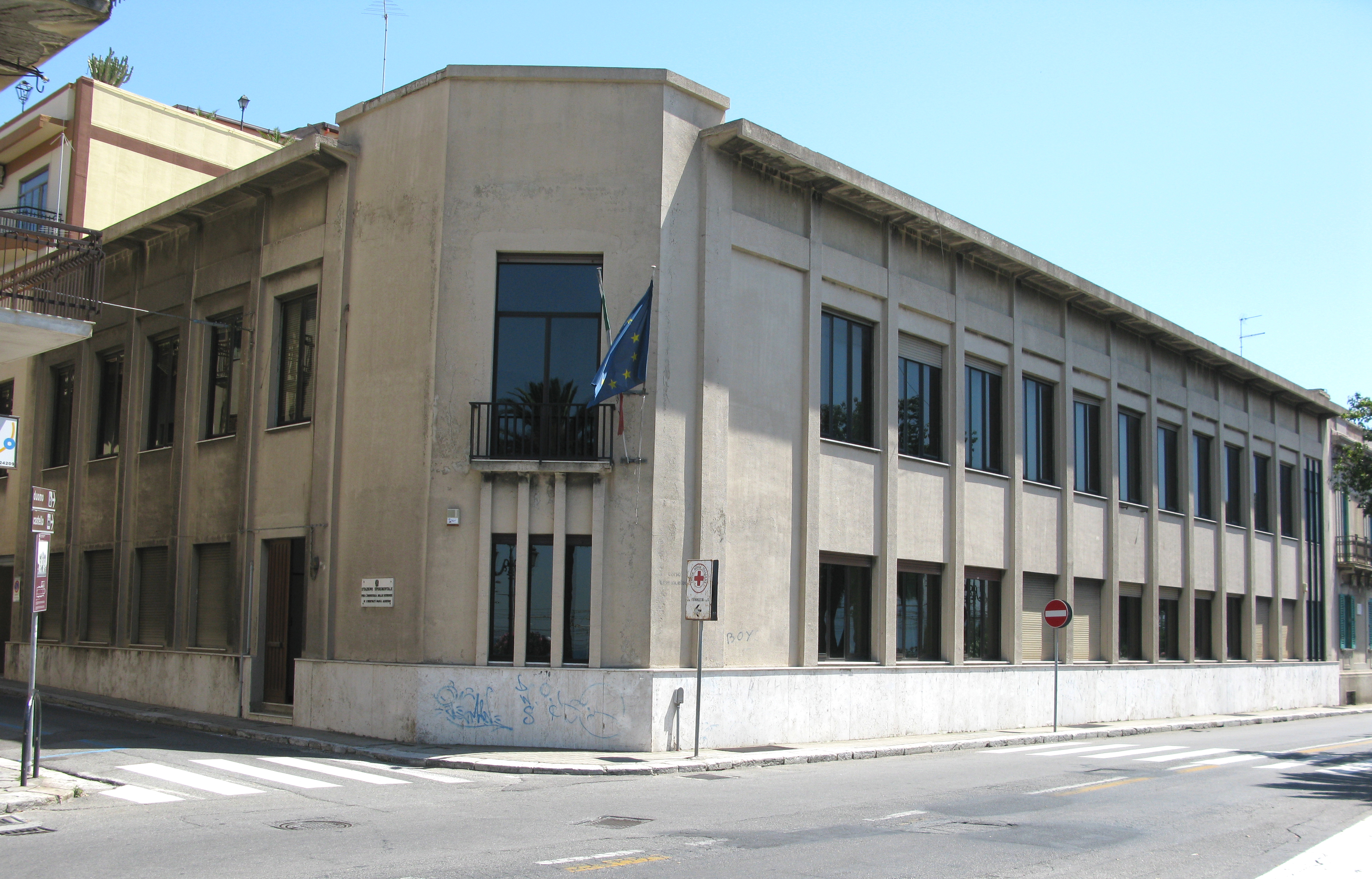
Sede della Stazione Sperimentale delle Essenze

- Istituto di Biomedicina e Immunologia Molecolare “A. Monroy”

È un istituto di ricerca del CNR-IBIM che ha sede presso l'Unità Operativa di Nefrologia, Dialisi e Trapianto & Centro Regionale dell'Ipertensione Arteriosa e del Metabolismo Idro-elettrolitico del Grande Ospedale Metropolitano “Bianchi - Melacrino - Morelli” di Reggio Calabria. Lo scopo dell'Unità di Ricerca è quella di effettuare ricerche indipendenti o in collaborazione con altri enti pubblici o privati nel campo della Fisiopatologia, della Genetica e dell'Epidemiologia clinica delle malattie renali e dell'ipertensione arteriosa e di promuovere l'aggiornamento culturale e tecnologico di settore in campo nazionale e nell'Italia meridionale in particolare.
- Stazione sperimentale per le industrie delle essenze e dei derivati dagli agrumi (SSEA)

### Musei

#### Museo archeologico nazionale

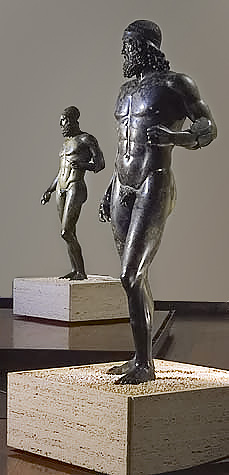
I Bronzi di Riace, in primo piano il Giovane (bronzo A), sullo sfondo il Vecchio (bronzo B)

È ospitato nel Palazzo Piacentini, articolato su quattro livelli esclusivamente dedicati all'esposizione artistica dei reperti. Fu progettato da Marcello Piacentini secondo le moderne tecniche di esposizione viste nei maggiori musei europei.

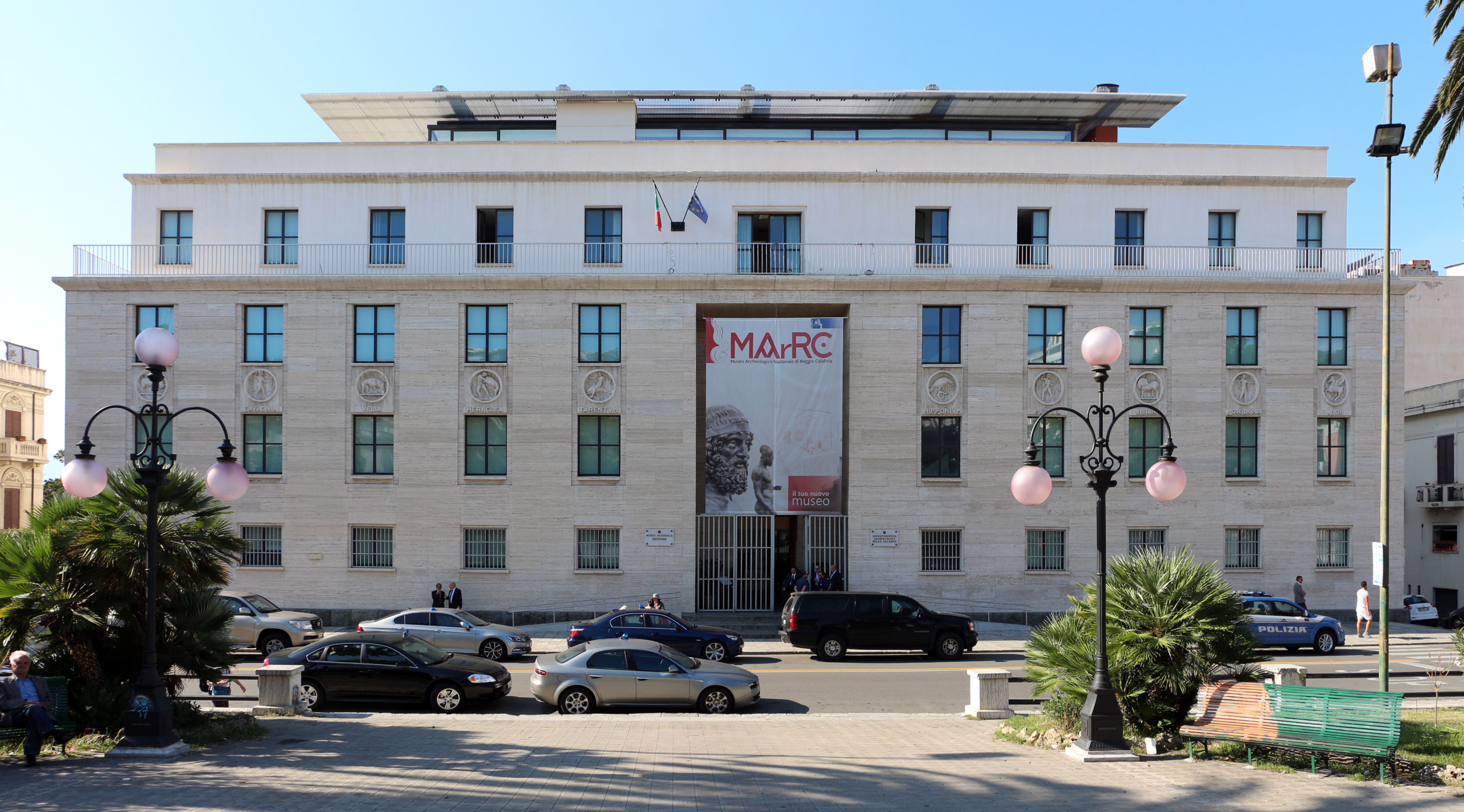
Ingresso del MArRC visto da Piazza de Nava

Nel tempo la struttura è stata notevolmente rimodernata, in particolare l'ultimo intervento è stato completato nel 2016 con la realizzazione del grande piazzale coperto interno intitolato a Paolo Orsi, che permette di assistere ai restauri dei reperti durante le visite da parte del pubblico, e la terrazza panoramica che permette di guardare il panorama dello Stretto di Messina e ospita eventi culturali, concerti e incontri, come l'iniziativa Notti d'estate al MArRC del 2019, che ha permesso di fruire del museo anche nelle ore notturne.
L'istituzione originaria del museo risale al 18 giugno 1882, inizialmente presso diverse sedi provvisorie fino alla decisione definitiva di realizzare il grande polo museale, la cui costruzione venne rallentata nel 1932 per il rinvenimento di una necropoli ellenistica durante i lavori, in parte integrata nel polo espositivo.
Il museo ospita la più grande collezione al mondo di figure bronzee dell'antica Grecia, con quattro pezzi rari, essendo per lo più le statue bronzee andate perdute per rifusione nei periodi più travagliati dell'antichità.
L'opera più prestigiosa, unicum a livello mondiale e simbolo stesso della città, sono i Bronzi di Riace, due grandi statue in bronzo, il Giovane e il Vecchio, che - secondo le più recenti ipotesi - raffigurerebbero gli eroi appartenenti al mito dei sette contro Tebe (forse Tideo e Anfiarao o Eteocle e Polinice).

#### Pinacoteca civica

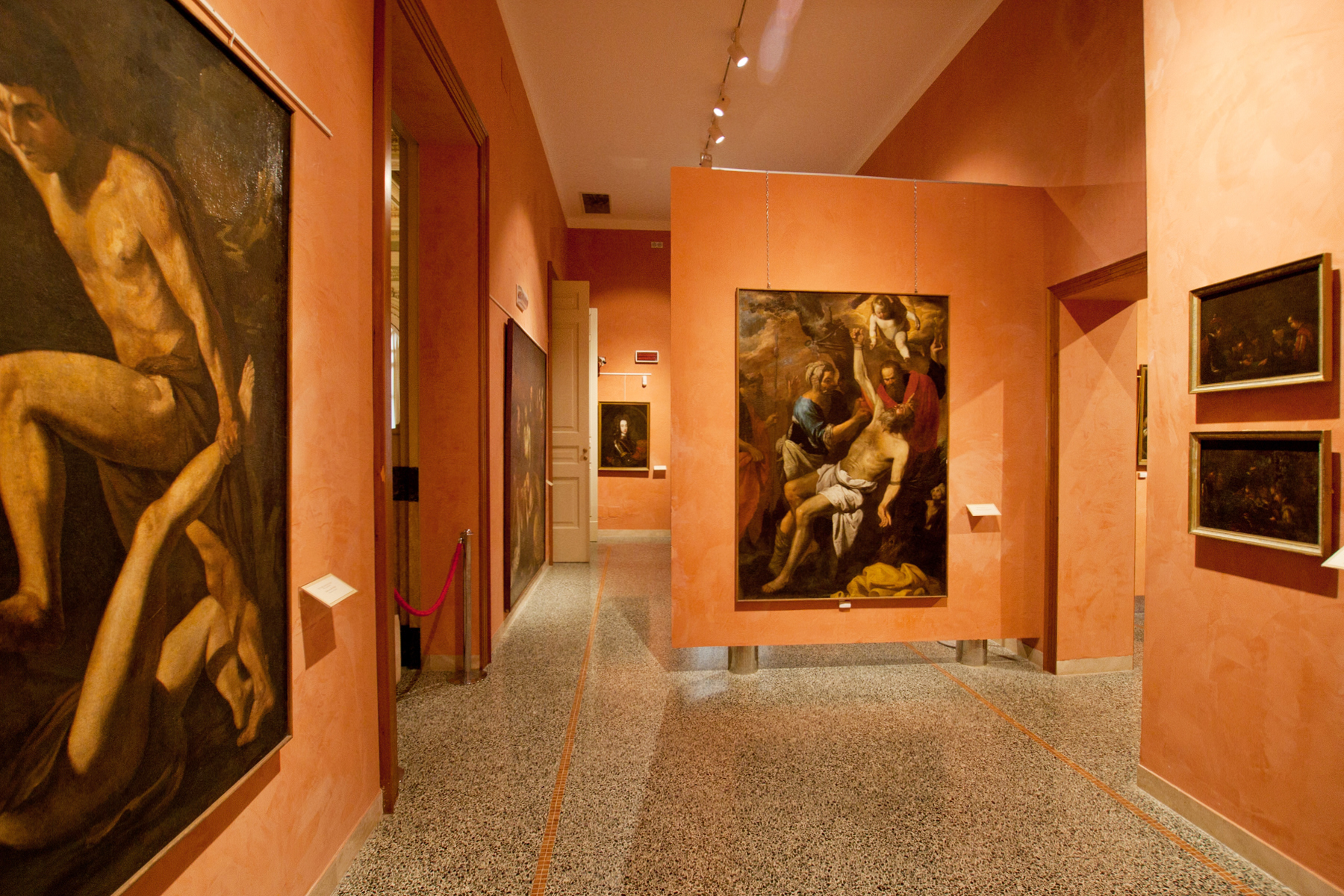
Gallerie della pinacoteca

Tra le tante, la galleria ospita opere di Antonello da Messina raffiguranti l'Apparizione degli Angeli ad Abramo e San Girolamo penitente del 1460 e 1465 che aprono il percorso al visitatore. La raccolta segue un percorso cronologico di esposizione che propone dipinti del XVI e XVII secolo mettendo in luce un influsso artistico misto frutto delle influenze artistiche venete e meridionali, caratterizzate dal persistere dello stile bizantino che per secoli ha dominato la scena artistica locale. In particolare spiccano la Giuditta e Oloferne, il Martirio di San Bartolomeo, ascritto al Novelli, e il Cristo e l’adultera di Luca Giordano.
Una delle opere più rilevanti del Seicento è Il Ritorno del Figliol prodigo di Mattia Preti ove è raffigurata la parabola dell'evangelista Luca (c.15, v.11-32).
La pinacoteca reggina ospita anche sculture, difatti oltre a numerosi busti marmorei come il magnifico ritratto di Nosside, opera di Francesco Jerace, è da menzionare il Laocoonte scolpito da Pietro Bernini, ritrovato presso l'antico seminario arcivescovile. Si tratta di una statua in marmo di dimensioni ridotte rispetto alla famosa scultura custodita ai musei Vaticani di Roma.

#### Palazzo della cultura "Pasquino Crupi"
Situato nell'edificio che ha ospitato prima il brefotrofio cittadino e poi prima sede della Facoltà di Ingegneria dell'Università Mediterranea, il Palazzo della cultura "Pasquino Crupi" è sede di esposizioni temporanee ma è soprattutto una galleria d'arte novecentesca che custodisce diverse opere di De Chirico, Dalì, Campigli, Carrà, Ligabue, Cascella, Fontana. La collezione, del valore di 4 milioni di euro, ha una storia travagliata, essendo oggetto della confisca operata nei confronti di Gioacchino Campolo, boss della 'ndrangheta soprannominato Re del videopoker. La collezione adornava la casa del boss in tutti i suoi ambienti, tant'è che una tela di Cappelli era custodita in bagno, un Ligabue sotto il letto, un Dalì in cucina, le Ballerine di Massimo Campigli e un Fontana tra il corridoio e gli altri appartamenti.
I dipinti sono espressione delle diverse correnti artistiche del Novecento, è possibile trovare l'eclettismo di Salvador Dalí con Fuente de vida, rappresentazione di due volti femminili che osservano il calice della vita, dal quale rispecchiano il loro stesso profilo. Nella parte bassa si può osservare in lontananza una madre con la propria figlia che indica l'orizzonte, a simboleggiare che anche la figlia a sua volta berrà da quel calice.
Altri musei

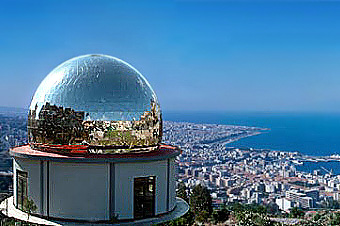
Il Planetario provinciale

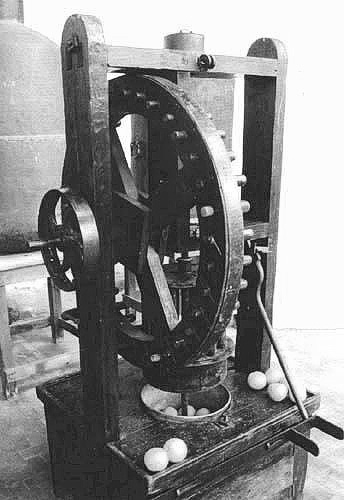
Museo Agrumario: La Macchina Calabrese per l'antica lavorazione del bergamotto

- Museo Diocesano, l'edificio che ospita il Museo si trova accanto alla Cattedrale;
- Castello Aragonese, testimone dell'antica storia cittadina, ospita oggi numerose mostre d'arte;
- Museo San Paolo, nato negli anni trenta è una delle più importanti esposizioni d'oggetti d'arte in città, con una ricca collezione di elementi medievali bizantini e normanni; il museo conserva una delle più ampie collezioni di icone d'Italia
- Planetario provinciale "Pythagoras", svolge un'intensa attività divulgativa e didattica riguardante l'astronomia e le scienze a essa collegata;
- Museo dell'artigianato tessile, della seta, del costume e della moda calabrese, illustra la storia dell'artigianato tessile in Calabria dal periodo greco fino al 1948. Oltre ai tessuti vi sono i macchinari utilizzati per la lavorazione e campioni di materia prima (cotone, lana, seta);
- Museo di biologia e paleontologia marina, la collezione documenta la storia del mondo animale e vegetale del passato e si compone della sezione di paleontologia, comprendente reperti fossili catalogati per era geologica e per tipi, e della sezione di Biologia marina, comprendente esemplari marini attualmente viventi (conchiglie, invertebrati, pesci abissali dello Stretto);[98]
- Museo Agrumario, situato all'interno della Stazione sperimentale per le industrie delle essenze e dei derivati dagli agrumi (SSEA), ospita diversi macchinari utilizzati per l'estrazione del succo e delle essenze dagli agrumi tra cui la Macchina da bergamotti "Gangeri", derivata dal modello di Macchina Calabrese inventato nel 1840 da Nicola Barillà. Inoltre il museo ospita una raccolta fotografica che illustra la coltivazione, la raccolta e la lavorazione del gelsomino e la coltivazione del papavero da oppio;
- Museo del Presepio, lo si può vedere alle spalle della chiesa della Cattolica dei Greci;[99]
- Museo dello strumento musicale, si trova all'interno della Pineta Zerbi, nei locali della vecchia stazione Lido;
- Museo etnografico, si trova nel quartiere di Pellaro;
- Piccolo Museo della Civiltà Contadina, si trova nella frazione di Ortì;
- Museo della 'ndrangheta, si trova in una villa confiscata a una cosca mafiosa locale nel rione di Croce Valanidi. È nato con lo scopo di demitizzare il fenomeno mafioso calabrese, di smuovere le coscienze a riacquistare quella dignità fondamentale per combattere la mafia e la sua subcultura. All'interno del museo, oltre all'esposizione di fotografie dei più pericolosi latitanti, di scene della "guerra di mafia" e alla consultazione di documenti inerenti al fenomeno mafioso, si realizzano alcuni progetti e attività che coinvolgono gli studenti delle scuole delle provincie di Reggio Calabria, Vibo Valentia, Messina e Palermo;
- Museo di storia della farmacia e biblioteca Rabainisia, è uno spazio museale ricavato all'interno di un antico convento greco-bizantino nel rione di Ravagnese, l'antica Rabainisia, che fu un insediamento greco-bizantino. All'interno del museo sono custoditi molti reperti tra i quali un mortaio in bronzo del 1630, un distillatore in vetro, un torchio in ghisa per agrumi, e un torchio e raccoglitore per essenze del bergamotto in legno risalente al 1800. È presente, inoltre, una ricca raccolta di vecchi trattati di medicina.[100]
- Museo d'Arte Alfonso Frangipane, annesso al Liceo artistico Frangipane, è uno polo culturale che promuove narrazioni e percorsi dedicati alla complessità dell’universo artistico, grazie a una programmazione di educazione al patrimonio permanente.
- Museo " Corrado Alvaro"
- Museo del bergamotto[101]
- Museo di Storia Naturale della Calabria ed Orto Botanico[102]
- Museo dello sport e dell’identità reggina[103]
- Museo del Mare, in costruzione[104][105]

### Media

#### Radio
Le emittenti radiofoniche ricevibili nel comune sono molteplici. Oltre a quelle a carattere nazionale, tra le più rilevanti a livello locale troviamo:
- Radio Antenna Febea
- Radio Touring 104
- Radio Gamma
- Radio RC International
- Radio GS
- Radio Mediterraneo (Mosorrofa)

#### Televisione
La città ha effettuato il passaggio al digitale terrestre nel luglio 2012, completando così la copertura nazionale; è inoltre ricevibile l'emittente Sky. Tra le principali reti a carattere locale vi sono:
- Reggio TV
- GS Channel
- Video Touring
- Reggina TV
- Telereggio (chiusa nel 2012)

### Cinema
Ogni anno in città si tiene il Reggio Calabria Filmfest.
Tra i film ambientati a Reggio Calabria:
- Cappotto di legno (1981) di Gianni Manera;
- I fetentoni (1999) di Alessandro Di Robilant;
- L'uomo che sognava con le aquile (serie TV del 2006) di Vittorio Sindoni;
- Liberarsi - Figli di una rivoluzione minore (2007) di Salvatore Romano;
- Era mio fratello (2007) di Claudio Bonivento;
- Corpo celeste (2011) di Alice Rohrwacher;
- Il giudice meschino (miniserie TV del 2013) di Carlo Carlei;[107]
- Il sud è niente (2013) di Fabio Mollo;
- Liberi di scegliere (2019) di Giacomo Campiotti.
- The Good Mothers (2023) di Julian Jarrold e Elisa Amoruso.

### Arte
A Reggio ha sede l'Accademia di belle arti. Nota anche come Accademia dello Stretto, fu fondata nel 1967 da Alfonso Frangipane e comprendeva inizialmente due sezioni di pittura e scultura, a completamento delle scuole d'arte della città. Comprende oggi le facoltà di pittura, scultura, grafica, decorazione, scenografia, fumetto ed illustrazione, comunicazione e didattica dell'arte e progettazione della moda.

### Teatro

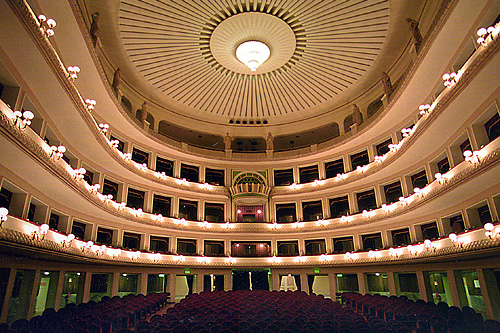
La grande sala del Teatro Cilea a forma di ferro di cavallo

Il perno storico del teatro cittadino è il Teatro Francesco Cilea dove si svolge la stagione concertistica, dei balletti, d'opera e di prosa. Al suo interno opera il "Coro Lirico Francesco Cilea", composto in massima parte da giovani diplomati in canto presso i Conservatori calabresi e di Messina, il coro è nato nel 1981 e si è costituito in Cooperativa nel maggio 1983. In città è presente presso l'auditorium "Cipresseto" la residenza teatrale "TeatRhegion" che rappresenta una struttura di teatro stabile con una propria produzione e programmazione annuale di attività che spaziano dalla musica, al teatro e alla danza classica. Di pregio risulta anche essere l'attività svolta nei mesi estivi all'Arena Neri del rione Catona dove si tiene il Festival Catonateatro. Al Politeama Siracusa opera il Laboratorio teatrale dell'Università Mediterranea “Le nozze”.

#### Giangiurgolo e la Commedia dell'Arte

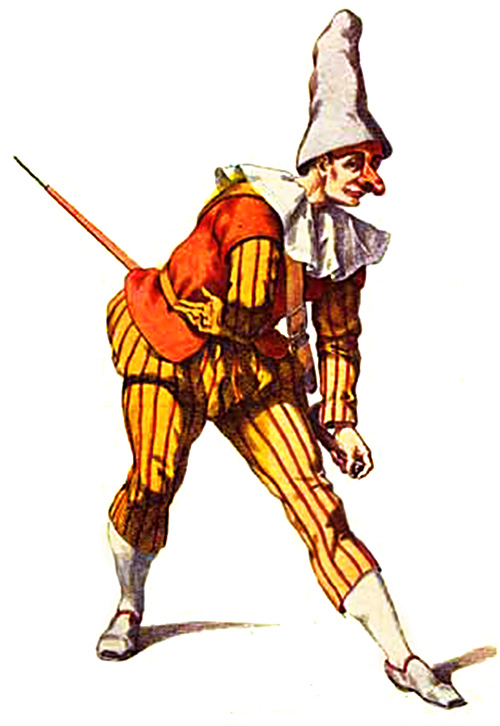
Giangurgolo maschera di Reggio e della Calabria

La tradizione tipicamente italiana della Commedia dell'Arte ebbe a Reggio e in Calabria un valido esempio dato dalla maschera di Giangurgolo. Nata a Napoli, la maschera fu successivamente importata a Reggio e in Calabria per mettere in ridicolo le persone che imitavano i cavalieri siciliani "spagnoleggianti". Ha un naso enorme e una spada altrettanto smisurata che pende su un fianco, indossa un alto cappello a cono, un corpetto stretto e soprattutto i pantaloni a sbuffo a strisce gialle e rosse (particolare significativo che riproduce i colori d'Aragona). La maschera dunque rappresenta uno scherzo della città verso i dominatori aragonesi e spagnoli. Risale al 1618 la notizia di un attore, Natale Consalvo, che lavorava nelle vesti di Capitan Giangurgolo. Più tardi, quando nel XVIII secolo la Sicilia fu data ai Savoia vi fu una massiccia migrazione di nobili spagnoli siciliani verso la città di Reggio dall'altra parte dello Stretto, e la maschera sarebbe stata dunque adattata a questi nobili siciliani decaduti.
Giangurgolo è dunque una maschera usata contro i dominatori, considerati "inutili eroi" bravi soltanto con le chiacchiere, che era protagonista sui palcoscenici dei teatri sei e settecenteschi tanto quanto lo era in strada. Infatti in una incisione dell'abate Jean-Claude Richard de Saint-Non, che descrive "i dintorni di Reggio", è chiaramente visibile in una scena di commedia un pezzo di teatro fatto per strada dove è protagonista Giangurgolo, uno Zanni con il lungo cappello e la spada.
Tuttavia la maschera più comune a Reggio e più sentita dal popolo è indubbiamente Giufà, inteso come uno stolto sempliciotto e di cui si narrano numerose storielle. La nascita di Giufà è contesa tra Anatolia (odierna Turchia), Iran e Afganistan, ma è più probabilmente in Turchia che occorre cercare le origini di Giufà. Successivamente il personaggio si diffuse con nomi simili in tutta l'area mediterranea - Africa Settentrionale, Grecia, Balcani, Albania, Malta, Spagna e infine Sicilia, da dove poi approdò a Reggio. Pare che l'originario Giufà fosse un filosofo dell'XI secolo, buontempone e non uno stolto. A Reggio è rimasto famoso il detto "è bona lavata sta trippa?" (traduzione: è lavata bene questa trippa?) per indicare qualcosa fatta male. Rimane pure il giudizio di una nobildonna, moglie di un ingegnere della "ricostruzione", che sentenziò: "Reggio è la città di Giufà, ma il calcio lo dà".

### Musica
A Reggio è presente il conservatorio Francesco Cilea. Fondato nel 1964, fu il primo conservatorio istituito in Calabria.

### Cucina

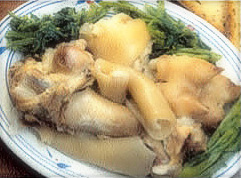
Un piatto di frìttuli

Pur risentendo di notevoli influenze da parte della cucina napoletana e di quella siciliana, la gastronomia di Reggio Calabria presenta una sua tipicità legata ai prodotti della terra e del mare sul quale la città si affaccia.
- Tra i primi piatti tipici: pasta ca muddhica e chi lici, i maccarruni 'i casa cu ragù, pasta 'ncasciata, pasta e facioli chi brocculi a paisana, mmaccu di favi alla riggitana, pasta chi cucuzzeddhi, pasta chi cacocciuli;
- Tra i secondi di carne: u suffrittu, i bracioletti, u bruschittu, l'ova chi curcuci, pizzaiola chi patati a riggitana, u ficatu a' riggitana, satizzu frittu chi patati;
- Tra i secondi di verdura: a parmigiana, a tortera 'i caccioffùli, i mmuddcati;
- Tra i contorni: I brocculi 'ffucati, pomodori peperoni e melanzane ripiene, i patati caccioffùli topinambur alla mascisc, pipi e patati;
- tra piattini i rinforzu (o antipasti): mulingiani sutt'ogghiu, pumaroru sicchi, livi scacciati, purpetti, biscottu a capunata;
- Tra i piatti di pesce ricordiamo: a turtera chi lici, i cutuletti 'i spatula, i custardeddhi 'infarinati e fritti (=costardella molto simile alla più delicata aguglia), i ventriceddhi 'i piscistoccu, u piscispata a rriggitana, piscispata 'rustùtu cu'sarmurìgghiu, u piscistoccu a trappitara, u piscistoccu a gghiotta, u piscistoccu a 'nzalata. Inoltre tra i pesci che si pescano in provincia di Reggio Calabria in presenza di fondale sabbioso (Melito Porto Salvo) ed in Calabria (Soverato - Paola) va ricordato il pesce topo detto "i surici"[114][115] anche detto Pesce pettine (Xyrichtys novacula), simile alla carne della sogliola da mangiare infarinato e fritto.
- Tra i salumi e formaggi specialmente tipico  u satizzu cu finocchiu sarbaggiu e pipi niru, suppizzati, capicolli, ricotteddha salata, pecurinu i Carditu;
- Tra i dolci: i crispeddhi i Natali cu zuccuru, ca licia o ca pumaroru sicca; i petrali i Natali, u turruni gelatu, a Pignolata, i cuddhuraci i Pasca, le susumelle, le paste di mandorla, la Pastiera di pasqua, la granita con panna e brioches artigianale, il gelato tra cui la Crema reggina, i cannolicchi (cannoli piccoli) ecc. ecc.
- Tra i vini: il Pellaro Igt, l'Arghillà Igt, il Palizzi Igt, lo Scilla Igt.[116]
- Tra le bevande: la gassosa al caffè, il bergotto (liquore al gusto di bergamotto), il piparillo /liquore al peperoncino) e la spuma.

Sono della tradizione anche le frittole (i frìttuli), ossia tutte le parti del maiale che non si usano per fare insaccati o salati, come il muso, le orecchie, la pancia, le cotiche, i rognoni, le costine, il cuore, i piedini, i gamboni ecc. cotti nel proprio grasso sugna per ore a fuoco lentissimo. Anche i curcuci (sottoprodotto delle frittole).
Molte preparazioni della cucina calabrese sono legate alle festività. Così i petrali a Natale, la pignolata a Carnevale, u soffrittu di capretto al Sabato Santo, il capretto arrostito e cudduracia Pasqua, a pitta chi curcuci al Lunedì dell'Angelo e a pasta ncasciata a Ferragosto.

### Eventi

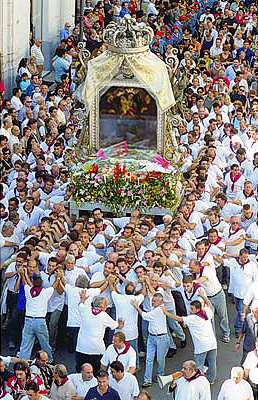
La "Vara" con l'effige della Madonna della Consolazione in processione

- Reggio Calabria Filmfest: è un festival cinematografico che si svolge nel mese di marzo al teatro Francesco Cilea.
- Ecojazz: Rassegna estiva di jazz nazionale e internazionale.
- Catonateatro: è una rassegna di teatro e musica con artisti del panorama nazionale ed internazionale. Si tiene da luglio a settembre all'Arena Neri, nel quartiere Catona.
- Festival della Cultura: Manifestazione annuale che si svolge l'11 febbraio, coinvolgendo entrambe le sponde dello Stretto. Le edizioni dispari si svolgono a Reggio Calabria e le pari a Messina. Il Festival offre una panoramica della cultura mediterranea, durante l'evento viene inoltre consegnato il premio "Stretto Metropolitano", un riconoscimento per quelle personalità reggine e messinesi che si sono contraddistinte a livello nazionale ed internazionale.[senza fonte]
- Festival dello Stretto: è una manifestazione musicale a caratterizzazione etnica.
- Festa della Madonna della Consolazione: dal secondo sabato di settembre, per una settimana si festeggia in tutta la città. Si celebra l'effigie della Madonna con una caratteristica processione dalla basilica dell'Eremo alla Cattedrale.

## Geografia antropica

### Urbanistica
Nella sua lunga storia la città ha subito profonde trasformazioni del tessuto urbano, le cui tracce sono evidenti sia in superficie sia nelle stratificazioni archeologiche del sottosuolo.
Tali trasformazioni sono riconducibili sia a eventi naturali disastrosi (terremoti, maremoti, dissesti idrogeologici) che ne hanno cancellato la grandezza e la memoria storico-architettonica raggiunta nella sua millenaria storia, sia a interventi non sempre felici dell'uomo che ne hanno in parte stravolto la fisionomia: ci riferiamo in particolare agli anni dal 1960 al 1990. Solo dagli anni novanta sembra ci sia una maggiore consapevolezza dei danni apportati al territorio e una voglia di ricostruzione che certamente dovrà durare ancora molti anni. Per agevolare uno sviluppo urbanistico più funzionale alle moderne esigenze di espansione della città e riqualificare alcuni quartieri periferici cresciuti in modo disordinato e deturpati dall'abusivismo edilizio, l'Amministrazione comunale si sta dotando di un nuovo "piano urbanistico strutturale" in sostituzione del vigente "Piano Regolatore Generale" redatto dall'architetto Ludovico Quaroni nel 1970.
Dopo il terremoto del 1908 la città è stata ricostruita con lunghe strade diritte, più ampie di quelle antiche e con palazzi prevalentemente ispirati al Liberty. Tra gli architetti che hanno contribuito alla ricostruzione, anche il napoletano Vincenzo Miccolupi: suoi alcuni edifici di pregio del centro storico, tra cui Palazzo Migliorini (Palazzo Travia), il Palazzo del marchese Sarlo e quello del Cav. Vitrioli. Il centro storico della città ha un impianto urbanistico a scacchiera e presenta interessanti realtà architettoniche, civili e religiose.
Caratterizzato da rilievi continui e persistenti e da fasce perpendicolari alla costa tratteggiate da corsi d'acqua, il territorio è però attraversato da numerose strade che consentono un collegamento fra i quartieri, i sobborghi periferici e i paesi dell'hinterland, gran parte dei quali sono anche serviti dalle linee ferroviarie. Sono molto caratteristiche le "traverse" o "strade cannocchiale" in discesa e con una splendida vista del mare.

### Quartieri e circoscrizioni municipali

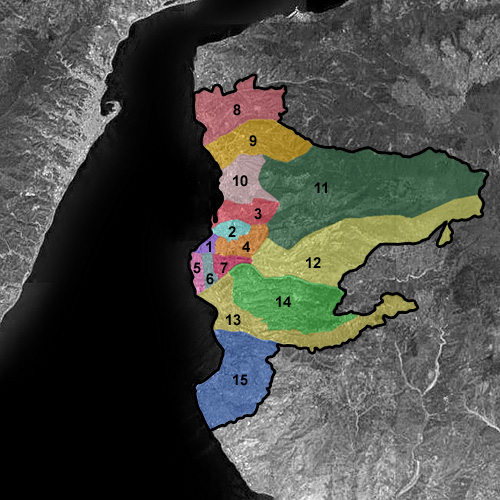
Suddivisione del territorio comunale di Reggio

I 33 quartieri di Reggio sono stati ripartiti, fino al 2011, in 15 circoscrizioni comunali, comprendenti a loro volta altri rioni e sobborghi (dati popolazione aggiornati al 2022):
| Circoscrizione | Quartieri                                                | Superficie in km² | Popolazione | Densità ab./km² |
| -------------- | -------------------------------------------------------- | ----------------- | ----------- | --------------- |
| I              | Centro storico                                           | 1,41              | 9.681       | 6.865           |
| II             | Pineta Zerbi - Tremulini - Eremo                         | 2,77              | 11.625      | 4.196           |
| III            | Santa Caterina - San Brunello - Vito                     | 6,12              | 9.582       | 1.565           |
| IV             | Trabocchetto - Condera - Spirito Santo                   | 5,22              | 16.785      | 3.215           |
| V              | Rione Ferrovieri - Stadio - Gebbione                     | 2,27              | 16.045      | 7.068           |
| VI             | Sbarre                                                   | 1,87              | 18.203      | 9.734           |
| VII            | San Giorgio - Modena - San Sperato                       | 2,74              | 13.791      | 5.033           |
| VIII           | Catona - Salice - Rosalì - Arghillà - Villa San Giuseppe | 16,74             | 12.806      | 764             |
| IX             | Gallico - Sambatello                                     | 8,97              | 11.236      | 1.252           |
| X              | Archi - Pentimele                                        | 8,96              | 8.493       | 947             |
| XI             | Ortì - Podàrgoni - Terreti                               | 68,14             | 1.785       | 26              |
| XII            | Cannavò - Mosorrofa - Cataforio                          | 39,38             | 6.492       | 164             |
| XIII           | Ravagnese                                                | 20,30             | 17.165      | 845             |
| XIV            | Gallina                                                  | 25,43             | 7.792       | 306             |
| XV             | Pellaro                                                  | 25,13             | 13.243      | 526             |
| Totale         | Totale                                                   | 236               | 174.724     | 711             |

## Economia
(Hermann von Riedesel, Reise durch Sicilien und Grossgriechenland, Zurigo, 1771)

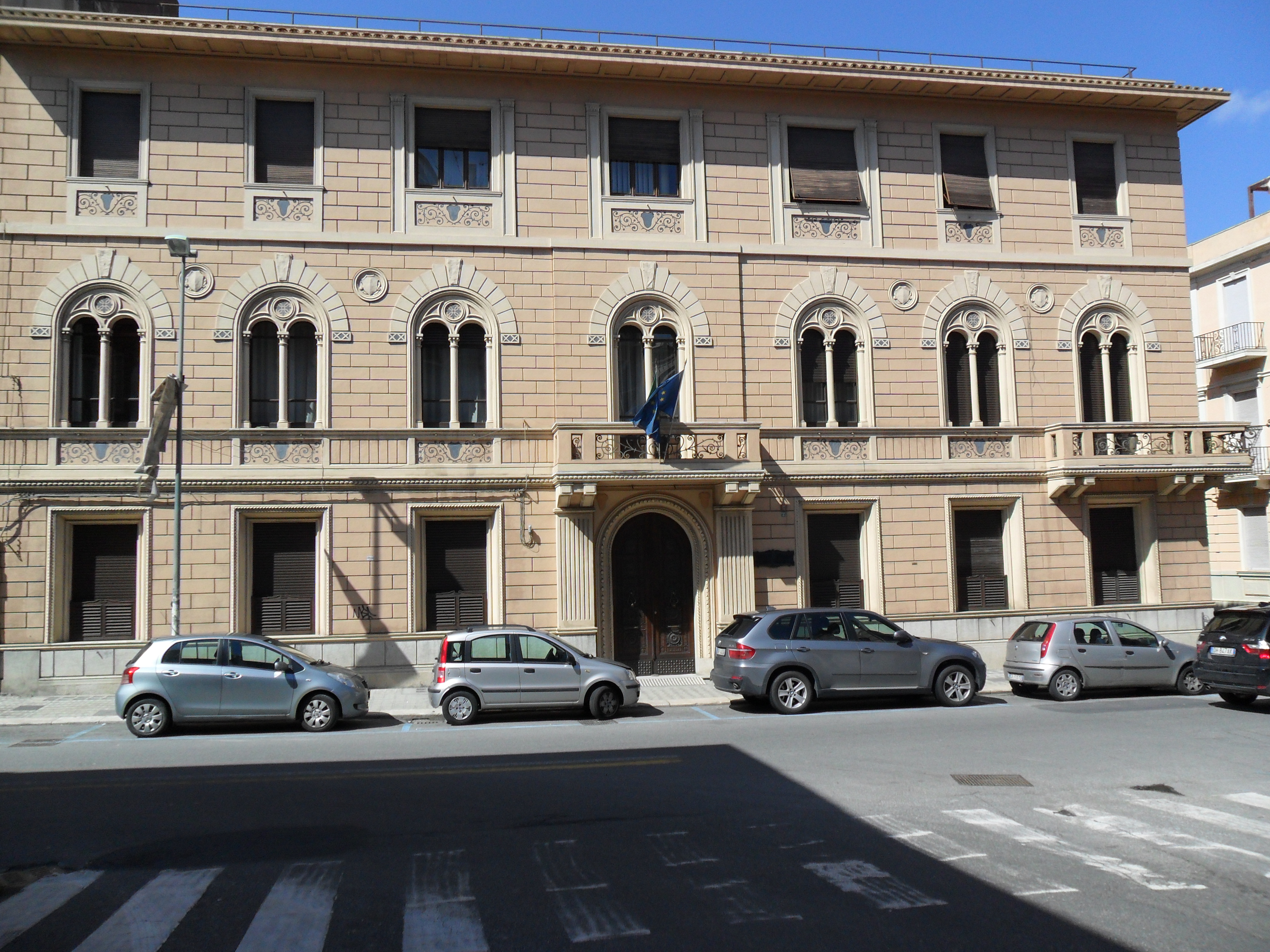
Sede della Camera di commercio

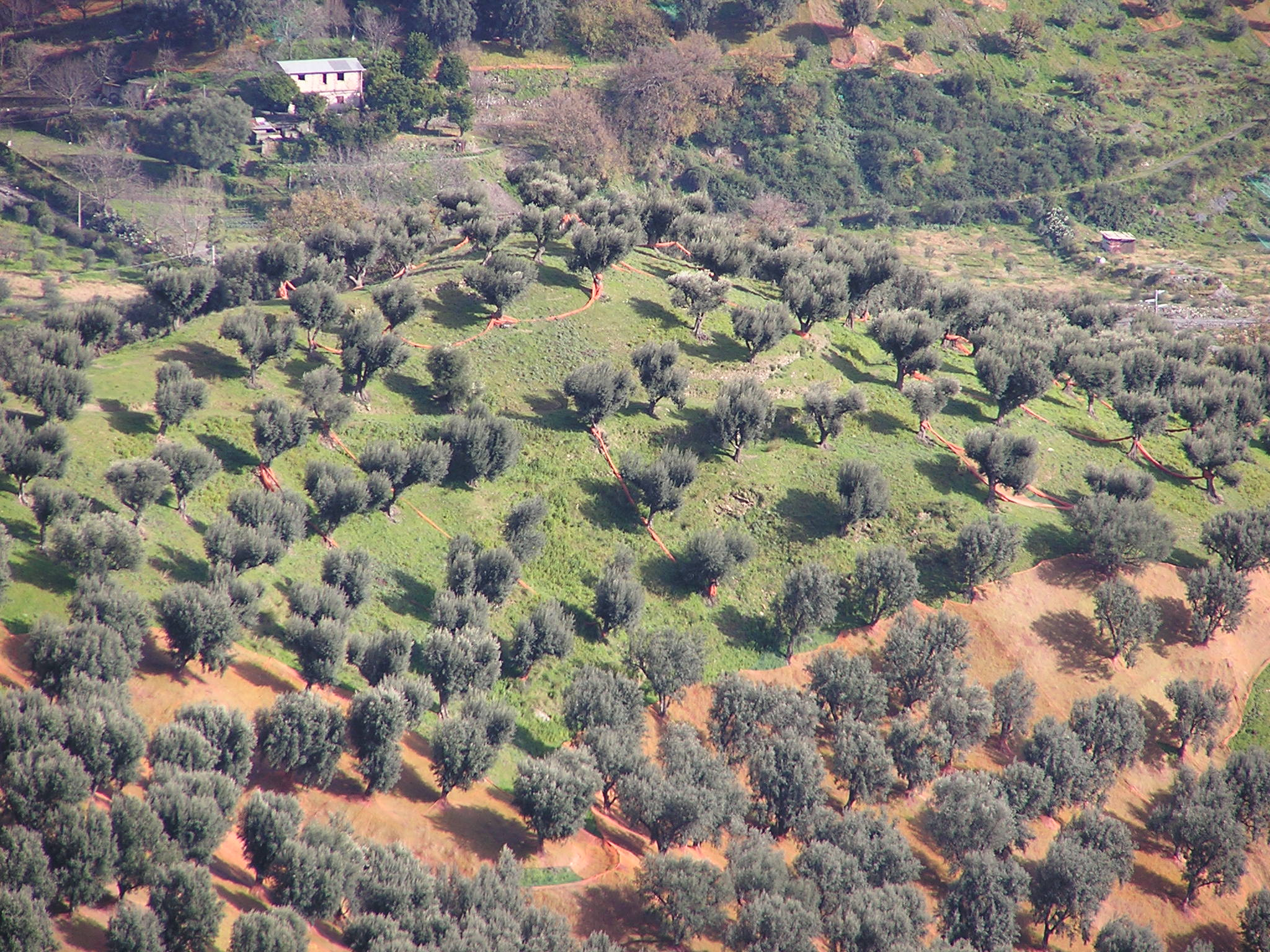
Un tipico uliveto reggino

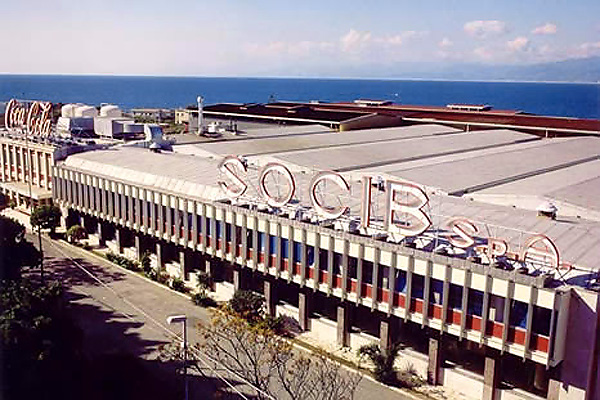
Stabilimento della Coca-Cola

Reggio attualmente non dispone di un tessuto industriale adeguato, sebbene prima del terremoto del 1908 e dell'Unità d'Italia abbia conosciuto un florido sviluppo economico dovuto principalmente all'industria e al commercio della seta e delle essenze del bergamotto. Molteplici e sfavorevoli episodi storici, fra i quali il catastrofico sisma di inizio Novecento, hanno costretto la città a ripartire quasi da zero nel XX secolo.
Nei decenni trascorsi sono state progettate e in parte realizzate alcune iniziative industriali, anche grazie ai contributi pubblici del "Pacchetto Colombo". Molte di queste iniziative non sono decollate, come ad esempio il polo chimico di Saline Joniche mai entrato in funzione, o quello tessile di San Gregorio attualmente in crisi. Alcune infrastrutture dell'area, come nel caso del Porto di Gioia Tauro, sono state riconvertite ad altri usi.
La città negli ultimi anni ha cercato di operare una riconversione della sua economia al turismo, essendo naturalmente favorito dalla presenza di importantissime vestigia del passato, dalla sua ricca storia e dalle bellezze naturali. A tal proposito alcuni investimenti pubblici e privati, atti a recuperare il patrimonio storico, hanno favorito la nascita di diverse strutture alberghiere (bed and breakfast e alcuni hotel). Il settore, tuttavia, è in una prima fase di crescita e non rappresenta ancora un grande volano occupazionale per la città.
Favoriti dal clima mite e tipicamente mediterraneo, sono particolarmente sviluppati i settori dell'agricoltura tradizionalmente più esclusivi dell'area reggina, come il bergamotto o certe varietà di gelsomino. Anche in questo caso, tuttavia, la relativa industria di trasformazione non ha raggiunto dimensioni significative.
Secondo l'indice di Qualità della vita redatto da Il Sole 24 Ore, nel 2020 Reggio Calabria risulta al 95º posto tra le provincie d'Italia in classifica.

### Agricoltura

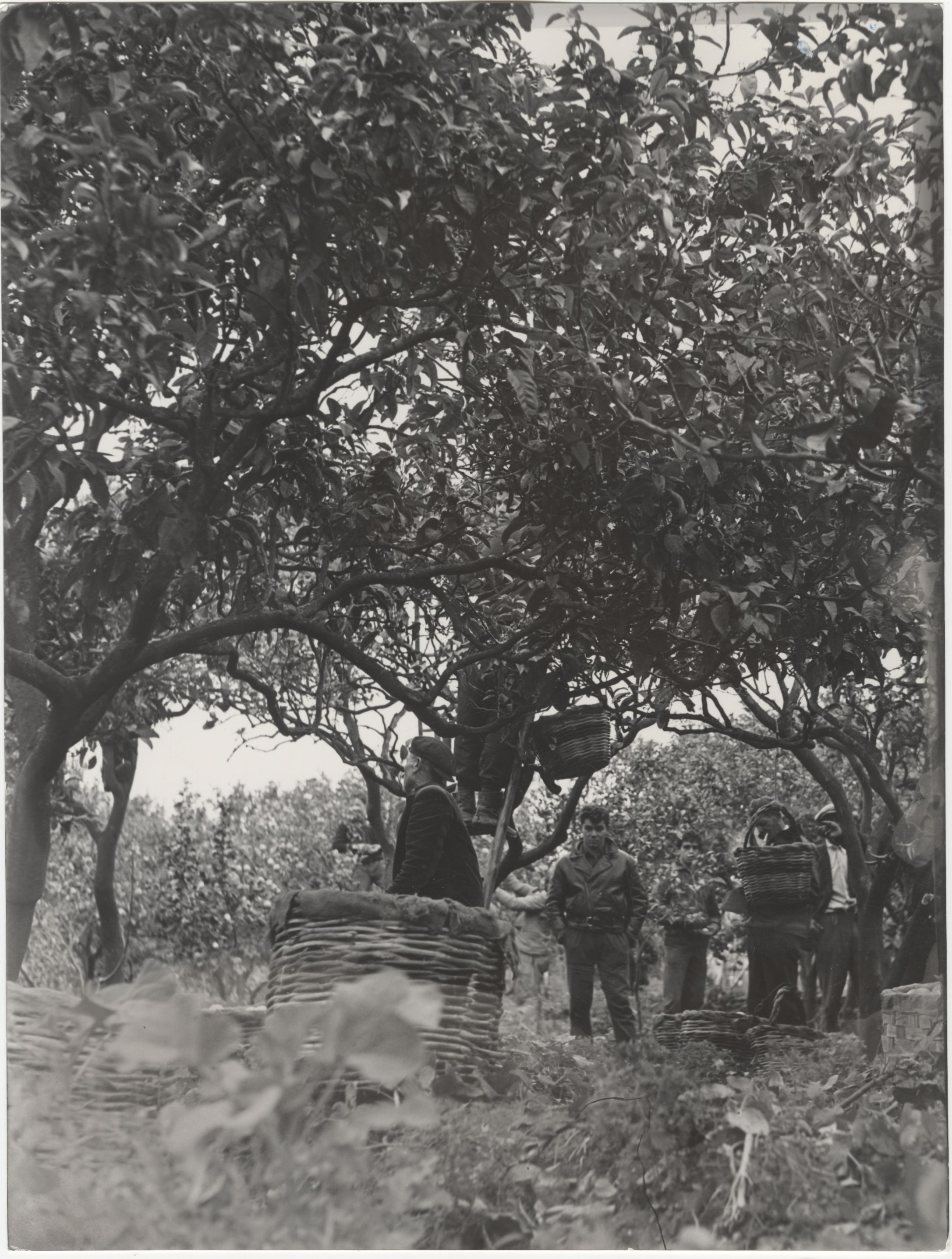
Raccolto di bergamotto nella provincia di Reggio Calabria nel 1965

Per la diversità climatica delle varie zone del territorio, a Reggio esistono coltivazioni molto varie. Tra di esse spiccano alcune particolari piante che riescono ad attecchire solo in questa zona:
- il Bergamotto, definito il "Re degli agrumi" o "Oro Verde", che cresce solo lungo la fascia costiera reggina dove sembra si sia originato spontaneamente nel XVIII secolo per un innesto naturale. Da questo agrume si estrae l'Olio essenziale di Bergamotto di Reggio Calabria DOP, elemento essenziale dell'industria profumiera internazionale;
- il Gelsomino, su tutta la costa jonica che va dal capoluogo fino alla cosiddetta Costa dei Gelsomini, area dove è maggiormente prodotto dopo l'introduzione della pianta nel 1928, per opera della Stazione Sperimentale per le Industrie delle Essenze e dei Derivati dagli Agrumi.
- L'annona, una pianta di origine tropicale coltivata solo nel reggino e in Spagna (cherimola), il cui frutto ha un sapore somigliante a un misto di banana, fragola e ananas.

Oltre a quelle tipiche, nel reggino vengono coltivate molte altre varietà di specie vegetali, tra cui le più diffuse sono:
- l'ulivo, dal quale si produce il tipico olio d'oliva calabrese dal gusto forte. Tipiche del reggino sono infatti i livi ra chjàna (le olive della Piana di Gioia Tauro). Molto rinomato è diventato negli ultimi anni l'olio prodotto nella Vallata del Tuccio (sul versante del basso Jonio), dal gusto più delicato derivante da un'acidità particolarmente ridotta rispetto alla produzione del versante tirrenico;
- la vite, dalla quale si producono ottimi vini tramandati dalla millenaria tradizione greca, tra i quali il Pellaro, l'Arghillà, il Sambatello e il Palizzi;
- il castagno e il faggio;
- diverse graminacee come il frumento, l'avena e il granturco;
- differenti e variegate specie di agrumi, tra i quali le rinomate Clementine di Calabria DOP e l'Arancia di San Giuseppe, coltivata nella frazione di Villa San Giuseppe[121]

### Industria e artigianato
Gli scavi nella colonia greca di Rhegion hanno restituito un gran numero di esemplari di ceramica calcidese. Benché l'origine di questa classe ceramica sia ancora discussa, una delle ipotesi maggiormente sostenute ne assegna la produzione ad una bottega di artigiani di origine calcidese stabilita nella zona di Rhegion. Alcuni di questi esemplari sono oggi custoditi al Museo del Louvre di Parigi ed al British Museum di Londra.

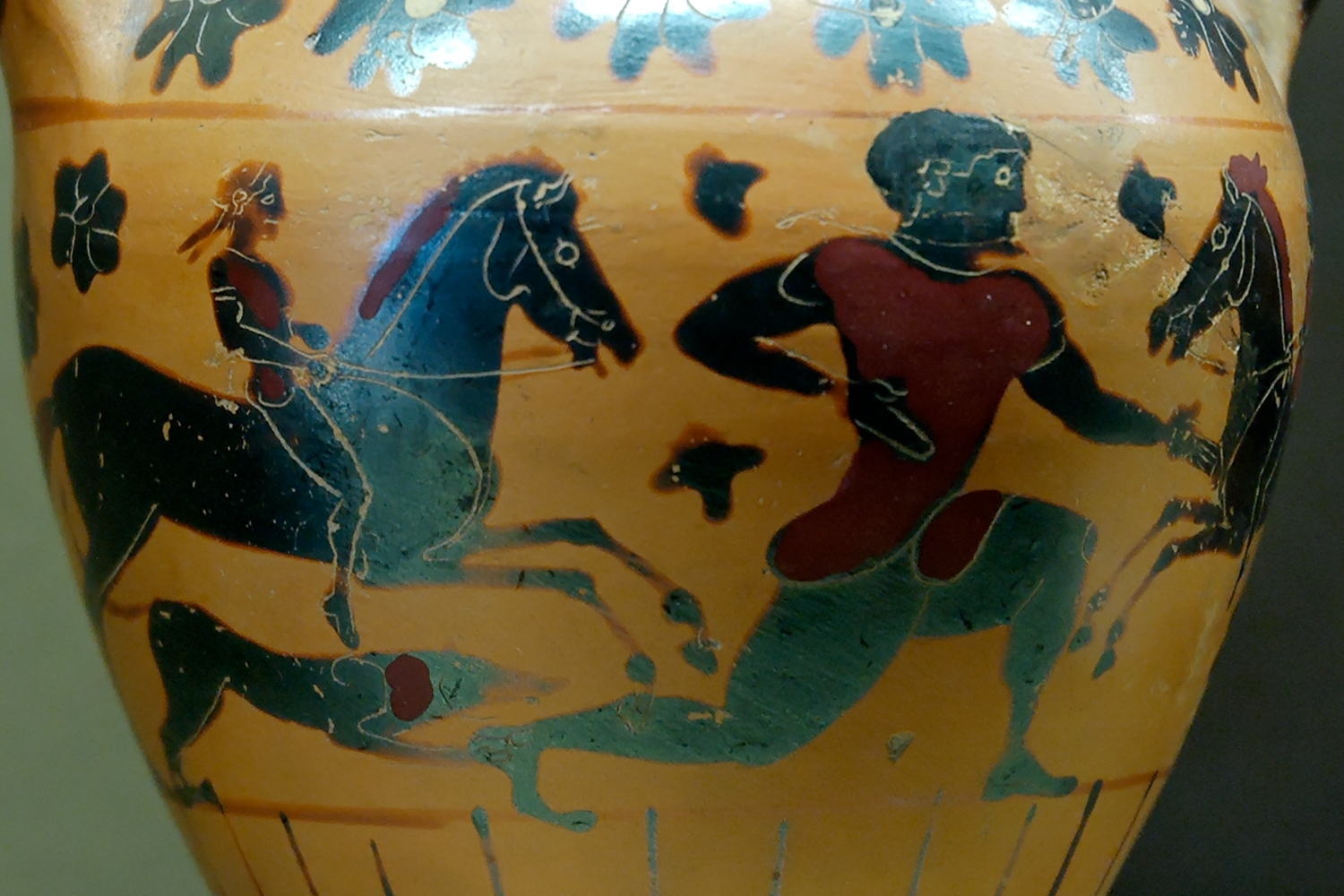
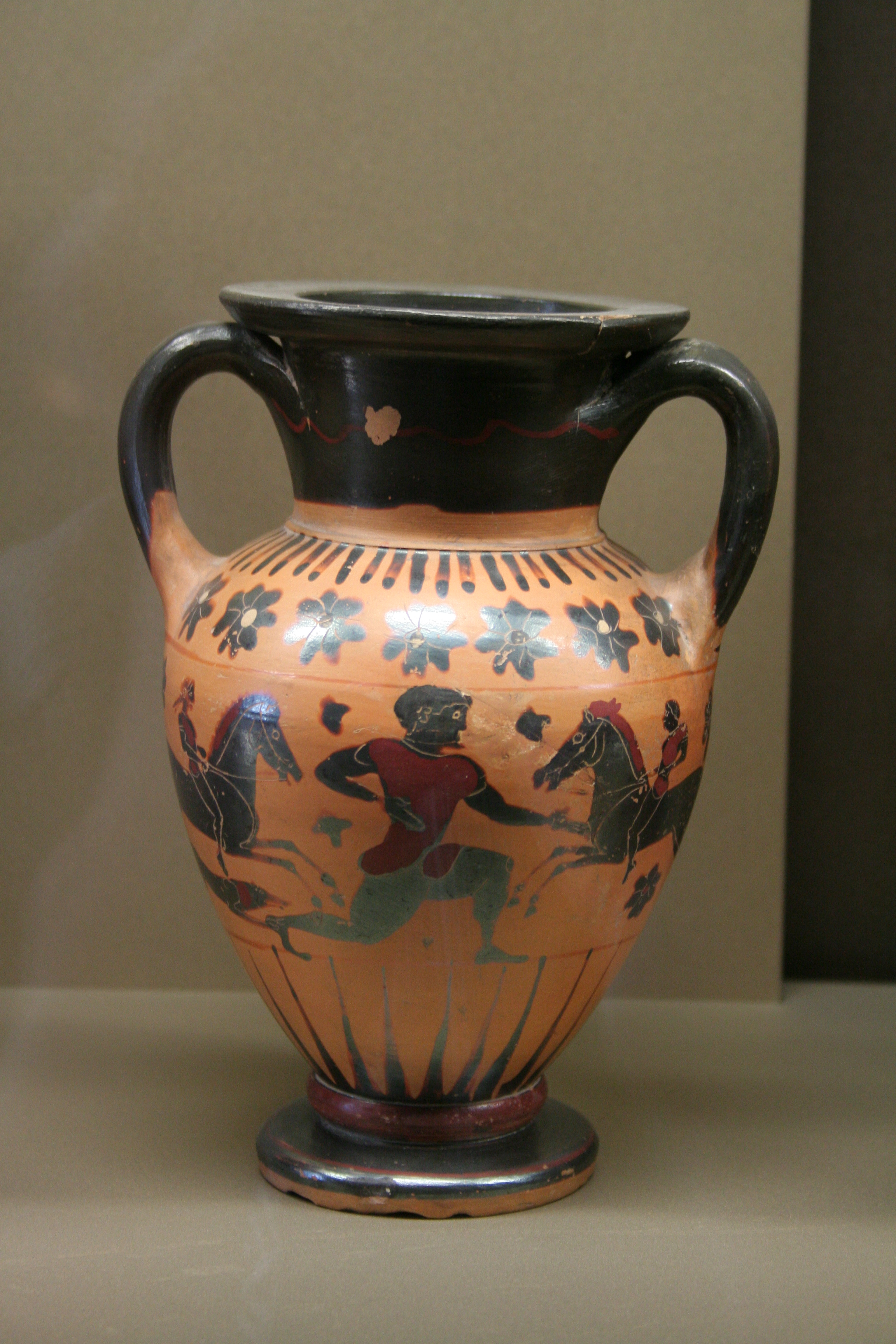

Anfora calcidese del Gruppo dell'anfora di Lipsia, trovata a Rhegion e conservata al Louvre di Parigi.
Il tessuto industriale cittadino è costituito da aziende di medie e piccole dimensioni operanti principalmente nell'estrazione dell'essenza di bergamotto e produzione di profumi; nell'assemblaggio di vagoni ferroviari; nella fabbricazione di macchinari industriali; nella produzione di materie plastiche e prodotti chimici; nella lavorazione, produzione, trasformazione e conservazione di prodotti agroalimentari; nella produzione di materiali per l'edilizia; nella produzione di mobili. Sono presenti, inoltre, alcune concerie (settore in crescita).
Le aziende si sviluppano prevalentemente in poli e in aree industriali che sorgono in città e nell'area metropolitana. Si segnalano fra di esse:
- nel polo industriale di via Padova del rione Gebbione, in località Torrelupo, sorge l'impianto industriale ex O.ME.CA. S.p.A. (Officine Meccaniche Calabresi). Vi si assemblano vagoni ferroviari. Fondata da Finmeccanica nel 1961, confluì nel 2001 in AnsaldoBreda S.p.A., principale società italiana di costruzioni di veicoli per il trasporto ferroviario e metropolitano, dal 2015 ceduta a Hitachi Rail;[124]
- nel quartiere di Pellaro l'impianto industriale della SoCIB S.p.A (Società Calabrese Imbottigliamento Bevande gassate) si occupava della produzione e dell'imbottigliamento delle bevande della The Coca-Cola Company. Lo stabilimento è stato chiuso a inizio 2009, in seguito all'acquisizione della SoCIB da parte della Coca-Cola Hellenic Bottling Company S.A.;[125]
- alcune aziende sorgono nel polo industriale tessile e agrumario di San Gregorio;
- nel polo industriale di Saline Joniche opera la Diano Cementi S.p.A. (Gruppo DIANO) per la produzione di cemento;
- le cave per l'estrazione di pietra reggina sorgono nella zona di Capo dell'Armi;

Sempre nell'area di Saline Joniche sorgono l'Officina Grandi Riparazioni di Saline Joniche (OGR) delle Ferrovie dello Stato e la Liquichimica Biosintesi: costruite negli anni '70 per effetto del Pacchetto Colombo, non decollarono mai e versano tuttora in stato di abbandono.

### Servizi
Il settore del commercio è particolarmente attivo e dinamico sia nel centro cittadino (maggiormente nella zona del Corso Garibaldi), sia nelle periferie dove negli ultimi anni sono sorte numerose nuove attività commerciali di grandi dimensioni. Il commercio è l'attività principale della città. Storicamente Reggio esportava prodotti locali, quali seta, semilavorati e soprattutto i derivati agrumari (vista l'esclusività della coltivazione, fra tutte, del bergamotto).

### Turismo

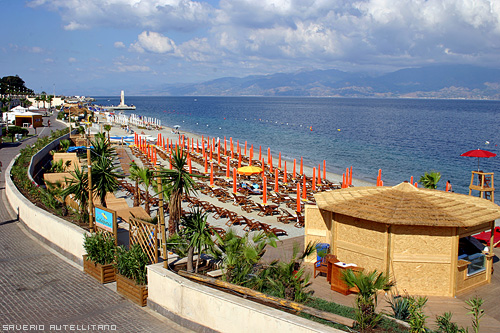
Uno degli stabilimenti balneari nel centro della città

Reggio è sede del particolare e raro fenomeno ottico-mitologico della Fata Morgana, durante il quale la costa siciliana sembra distare solo pochi metri ed è possibile distinguere molto bene case, auto e persone.
Tra le attrazioni di Reggio vi sono i Bronzi di Riace, retaggio delle origini magnogreche della città: insieme al Museo archeologico nazionale che li custodisce, i due bronzi sono una delle principali mete turistiche della città dello Stretto.
Tutte le informazioni turistiche sulla città di Reggio Calabria sono disponibili sul sito ufficiale https://turismo.reggiocal.it/.

## Infrastrutture e trasporti

### Strade
La città è il capolinea delle direttrici stradali provenienti da Salerno e Taranto. La principale infrastruttura stradale che collega la città è l'autostrada A2 del Mediterraneo che parte da Salerno. A questa si aggiungono la strada statale 18 Tirrena Inferiore, che parte da Napoli, e della strada statale 106 Jonica, che parte da Taranto. Reggio è dunque il crocevia delle dorsali europee ovest-est (E90) e nord-sud (E45).
La tangenziale cittadina corre in fascia collinare e collega i diversi quartieri della città tra loro e con i comuni limitrofi attraverso un sistema di quindici svincoli misti, oltre che sulla tangenziale raccordo autostradale 4 e sul primo tratto della SS 106, sono presenti anche lungo la A2 diramazione Reggio Calabria.
Inoltre intorno alla città gravitano la ex SS 183 Aspromonte-Jonio, che circonda la città innestandosi sulla ex SS 112 d'Aspromonte a Delianuova per giungere a Melito di Porto Salvo e la ex SS 184 delle Gambarie, che partendo dal quartiere di Gallico collega la città alla località sciistica di Gambarie d'Aspromonte.

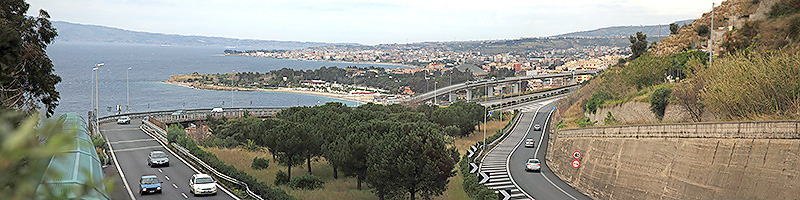
Termine dell'Autostrada A2 dir RC e innesto del Raccordo RA04 che la collega con la SS 106 Jonica

### Ferrovie

Mappa delle ferrovie nel territorio comunale

La stazione di Reggio di Calabria Centrale è il maggiore scalo della Calabria e punto di diramazione di due importanti linee ferroviarie: la Ferrovia Tirrenica Meridionale, che collega la città con Salerno, Napoli (storica e LMV) e Roma, e la Ferrovia Jonica, che la collega a Taranto e Bari.
La prima ha doppio binario elettrificato. Inizialmente era stata ipotizzata la costruzione di una nuova linea ad alta velocità da affiancare alla Tirrenica, ma in seguito, per motivi economici e tecnici, è stato giudicato più conveniente rimodernare la linea esistente per innalzare la velocità consentita e ridurre i tempi di percorrenza dei treni.
La seconda è a doppio binario ed elettrificata da Reggio a Melito di Porto Salvo, da Melito a Sibari a binario unico e non elettrificata e da Sibari a Taranto elettrificata e a binario unico. È attualmente in corso l'elettrificazione della tratta non elettrificata; la fine dei lavori è prevista per il 2026.
Dal 2008 è entrato in funzione il servizio ferroviario suburbano Tamburello, gestito da Trenitalia, che copre la tratta metropolitana tra Melito e Rosarno, servendo l'interno territorio metropolitano. In particolare, nel territorio comunale sono presenti le seguenti stazioni ferroviarie:
- Reggio Calabria Catona, nel quartiere di Catona;
- Reggio Calabria Gallico, nel quartiere di Gallico;
- Reggio Calabria Archi, nel quartiere di Archi;
- Reggio Calabria Pentimele, nel quartiere di Pentimele;
- Reggio Calabria Santa Caterina, nel quartiere di Santa Caterina;
- Reggio Calabria Lido, hub di interscambio con pullman, treni a lunga percorrenza, aliscafi e traghetti, sita nei pressi del Museo nazionale della Magna Grecia;
- Reggio Calabria Centrale, hub di interscambio con pullman, treni a lunga percorrenza e treni alta velocità;
- Reggio Calabria OMECA, sita in viale Aldo Moro, originariamente a servizio delle O.ME.CA.;
- Reggio Calabria Aeroporto, nel quartiere Ravagnese, a 2 km dall'aeroporto "Tito Minniti"
- Reggio Calabria San Gregorio, nel quartiere di San Gregorio;
- Reggio Calabria Pellaro, nel quartiere di Pellaro;
- Reggio Calabria Bocale, nel quartiere di Bocale.

### Porti

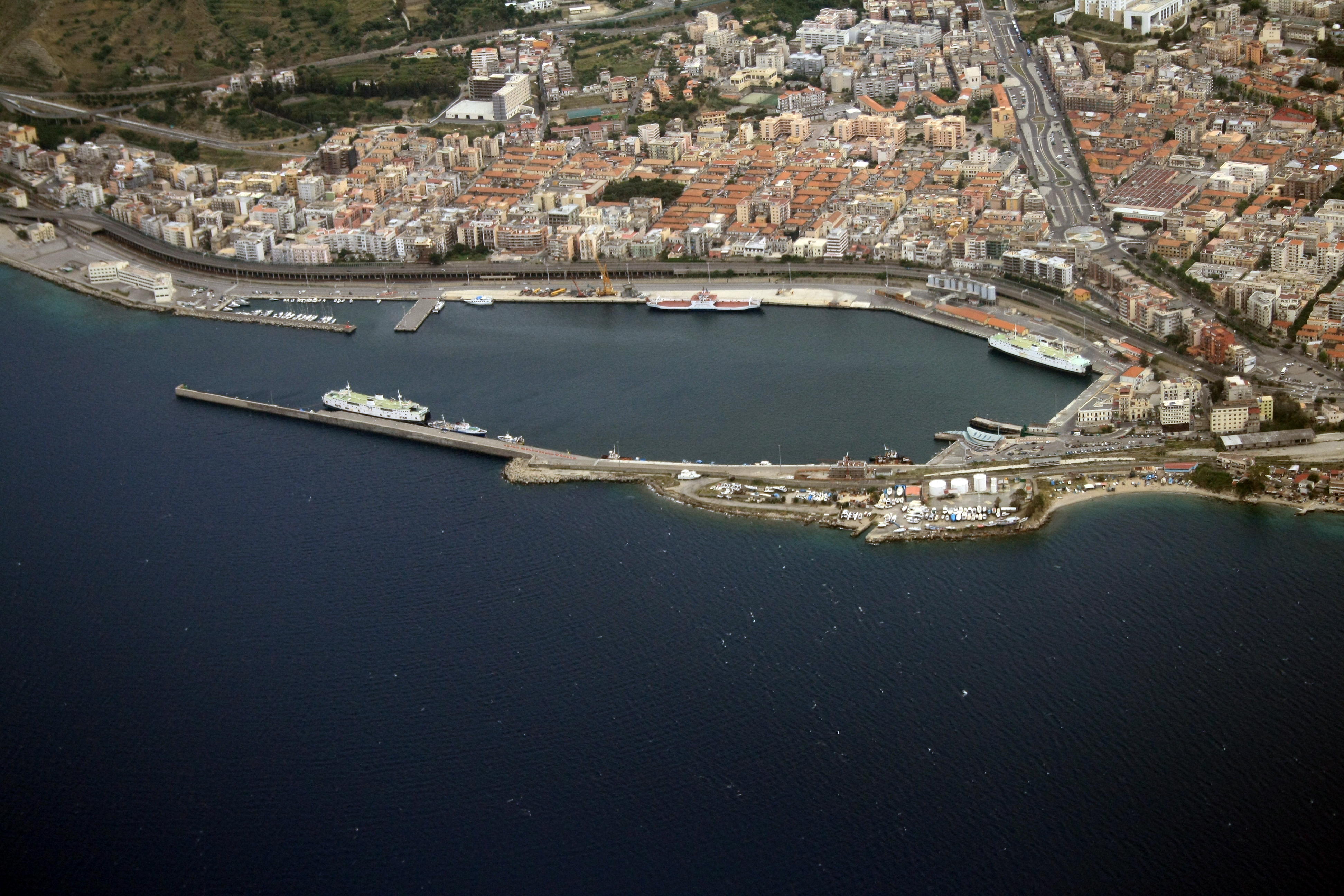
Il porto della città

Il porto di Reggio Calabria, costituito da un bacino artificiale, collega la città con le isole Eolie, Messina e Malta. Con oltre 3 milioni di passeggeri trasportati all'anno, è il quinto in Italia nel settore al 2016. Il porto reggino svolge anche la funzione diportistica, disponendo di una darsena turistica.

### Aeroporti

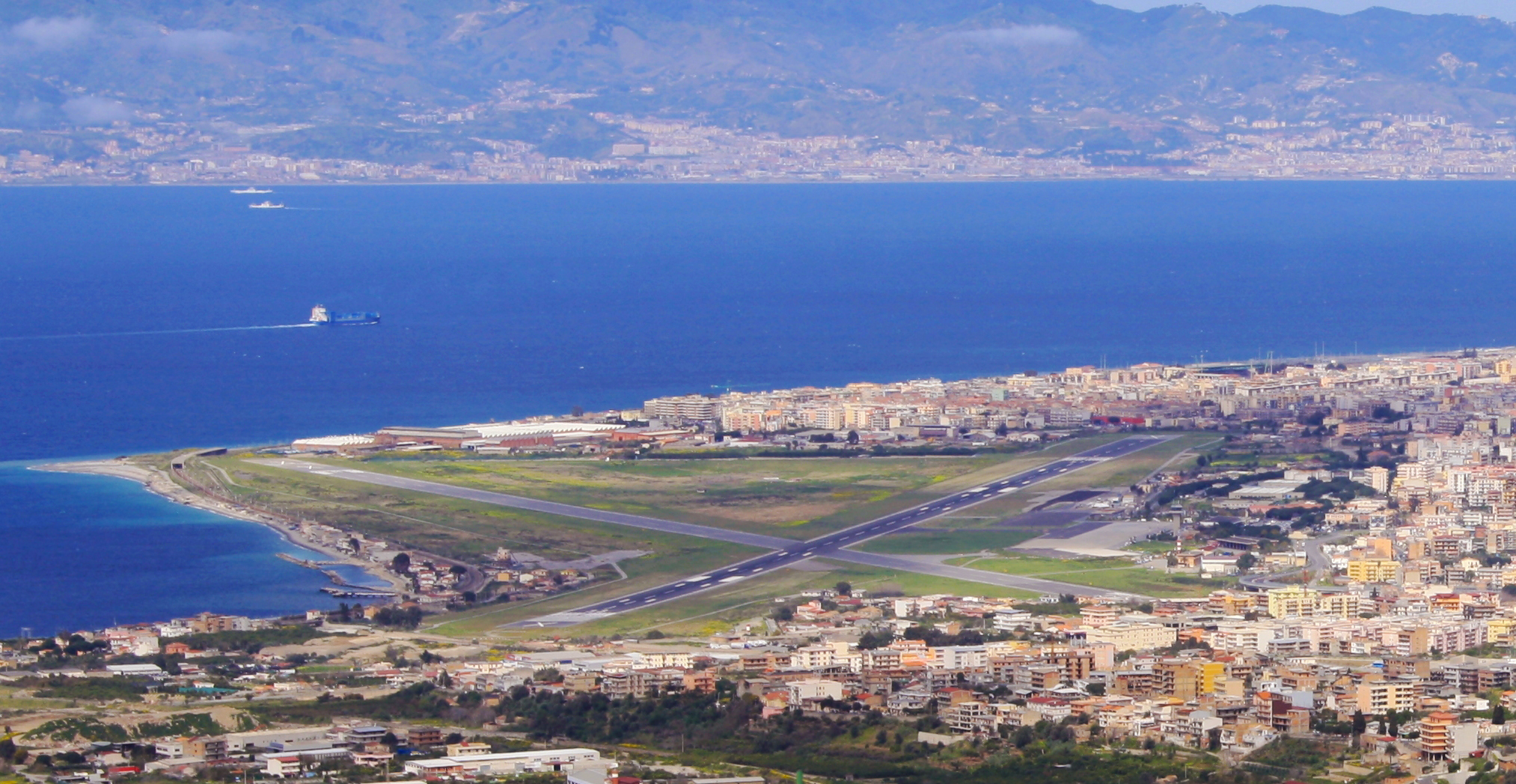
L'aeroporto della città

La città è servita da un aeroporto, noto anche come Aeroporto dello Stretto e intitolato all'eroe di guerra Tito Minniti, che serve anche la città metropolitana di Messina, situato nella zona sud della città, a circa quattro chilometri dal centro cittadino.

### Mobilità urbana
Il servizio di trasporti pubblici per l'area urbana è gestito principalmente da ATAM, che conta 40 linee urbane, e in aggiunta 2 extraurbane, una per Gambarie (319) e una per Cardeto (320). Le altre linee extraurbane sono gestite da società private sotto contratto di servizio con la regione Calabria, quali Federico, S.C.A.R., Costa Viola Bus e Ferrovie della Calabria.
Nel luglio 2009 è stato inaugurato un sistema di tapis roulant che collega la zona costiera con quella collinare della città nel suo centro storico. I lavori hanno interessato la via Giudecca che è stata dotata di 6 tapis-roulant. A completamento del sistema mobile è in fase di realizzazione un impianto ascensore, che collegherà la via Possidonea (parte terminale del tapis roulant) con la via Reggio Campi.
Fra il 1918 e il 1937 la città era servita da una linea tranviaria urbana gestita dalla Società Anonima Tramvie di Reggio Calabria (SATRC).

## Amministrazione

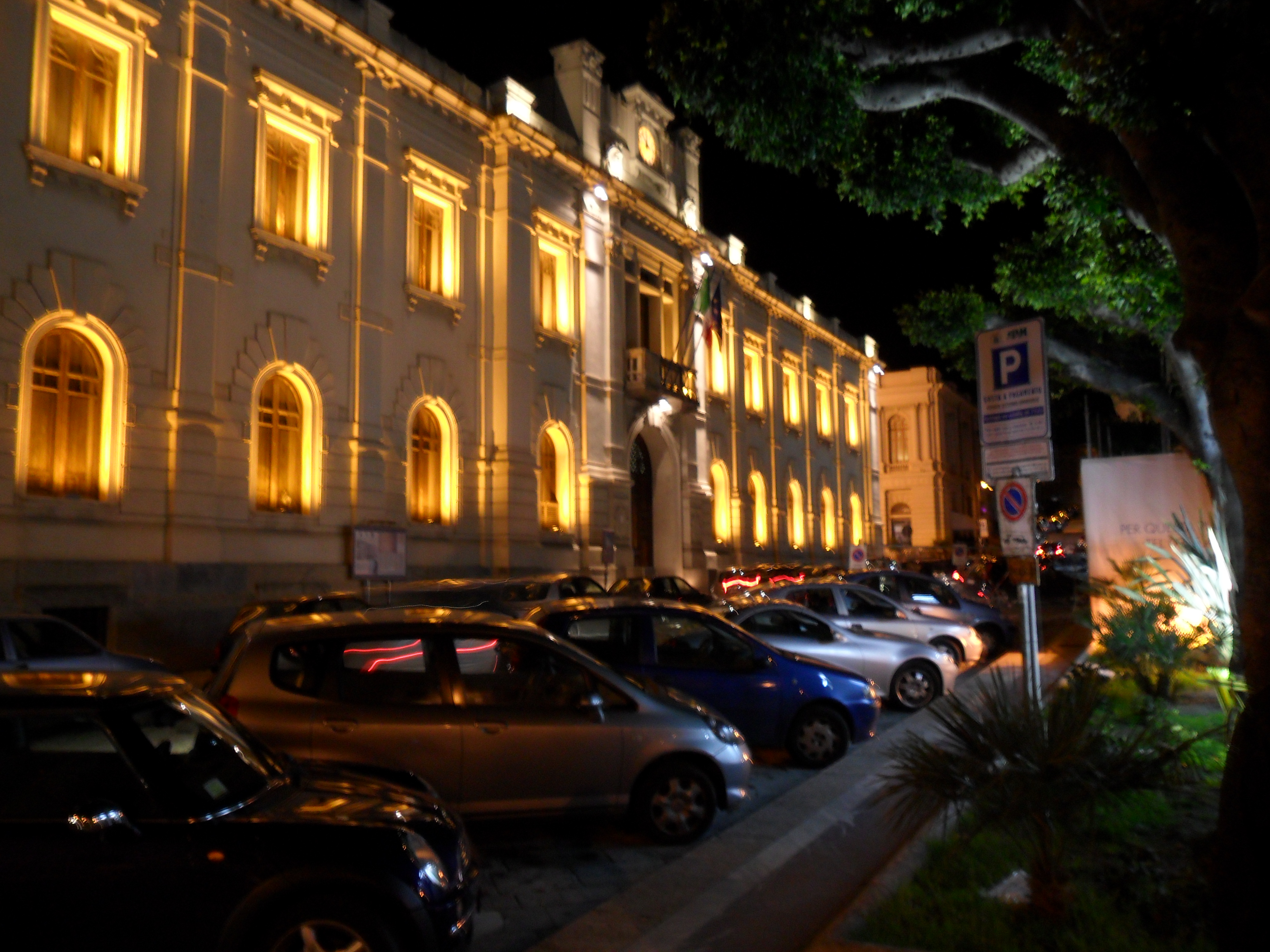
Palazzo San Giorgio (il Municipio), opera dell'architetto Ernesto Basile, affacciato su Piazza Italia

Dal 29 ottobre 2014 la città è amministrata da Giuseppe Falcomatà, sebbene dal 19 novembre 2021 al 25 ottobre 2023 è stato sostituito dal vicesindaco Paolo Brunetti, per gli effetti della legge Severino fino alla sentenza di annullamento della Corte di cassazione.

### Gemellaggi
- Atene[senza fonte]
- Calcide, dal 2018
- San Diego[senza fonte]
- Egaleo[134]
- Patrasso[135]
- Montesilvano[136]

### Consolati
Reggio è sede dei consolati onorari di Filippine, Malta, Polonia, Svizzera, Ucraina e Bielorussia.

## Sport
Hanno sede nel comune le seguenti società sportive:
Calcio

La formazione della al debutto in Serie A il 29 agosto 1999

- Reggina 1914, militante in Serie D dopo l'esclusione per inadempienze finanziarie dalla Serie B 2023-2024. Dal 1999 al 2001 e dal 2002 al 2009 ha militato in Serie A. Disputa le gare interne allo stadio Oreste Granillo.
- La società HinterReggio Calcio, che ha disputato un campionato professionistico in lega pro e diversi campionati dilettantistici regionali, ha cessato l'attività nel 2015.

Calcio a 5 Maschile
- Reggio Calcio a 5 maschile, fondata nel 1991 ha cessato l'attività nel 2008.
- ASD Gallinese militante in Serie C1.
- L'Olimpia 2000, militante in Serie C2 Girone B.
- Reggio Calabria C5, militante in Serie C2 Girone B.
- Maestrelli Calcio a 5, militante in Serie C2 Girone B.
- Zehfir Pellaro C5, militante in Serie C2 Girone B.
- Soccer Lab Academy, militante in Serie C2 Girone B.

Calcio a 5 Femminile
- Polisportiva Pro Reggina 97, fondata nel 1997 ha cessato l'attività nel 2014. Nella stagione 2011-2012 ha vinto la Serie A e la Supercoppa italiana.
- Bocale Calcio Admo, militante in Serie C Girone B.
- Xenium, militante in Serie C Girone B.
- Reggio Sporting Club, militante in Serie B Girone D.

Pallacanestro
La società Pallacanestro Viola, fonda nel 1966 attualmente disputa il campionato di Serie B interregionale
Baseball
- A.S.D. San Giorgio Baseball e Softball.

Hockey in-line
- Hockey Rhegium Reggio Calabria, ha vinto nel 2002 il campionato nazionale under 18 aggiudicandosi lo scudetto di categoria.

Pallavolo femminile

Le ragazze della nella stagione 1998-1999

La società Virtus Reggio Calabria, ha vinto due Coppe Italia nel 2000 e nel 2001, una Supercoppa italiana nel 2000, una Coppa CEV nel 2000 e uno scudetto nel 2001, poi revocato per problemi di tesseramento di una giocatrice.
Altre società di volley femminile della città sono state:
- la Pallavolo Gallico che disputò campionati di serie A1;
- la Nausicaa che disputò la serie A1;
- la Mangiatorella che arrivò in serie A2.

Pallavolo maschile
- Luck A.S. Volley (nota in passato come Jonicagrumi, squadra che nel 1984 approdò in serie A2);
- Volley Sport Catona, che ha militato in serie B2.
- MyMamy Volley, squadra che disputò campionati di serie B1.
- SportSpecialist Reggio Calabria, milita in serie A3

Pallamano
- Team Handball Reggio Calabria, società fondata nel 2011.

Scherma
- Accademia della scherma Reggio Calabria, società fondata nel 2010.

Rugby
- San Giorgio Rugby Reggio Calabria, ha disputato la serie B nel 2011-2012;
- Società Sportiva Rugby Reggio Calabria, fondata nel 1975, sciolta nel 1979;

Softball
- A.S.D San Giorgio Baseball e Softball.

Vela
- Il Circolo velico di Reggio, fondato nel 1882, organizza la Mediterranean Cup, regata internazionale della classe Optimist.

Pallanuoto
Italica Sport Reggio Calabria, milita in serie C.
Reggio Calabria, squadra femminile che militò in serie A2

### Eventi sportivi

#### Automobilismo

Francesco Siracusa alla guida

Pasquale Placido alla partenza

Negli anni cinquanta, si svolgeva sul lungomare di Reggio un'importante manifestazione automobilistica. A essa parteciparono piloti di livello nazionale, tra cui due reggini: Francesco Siracusa (campione italiano con la Stanguellini) e Pasquale Placido, vincitore della corsa nel 1955 su Giaur. Tra i due si era instaurata una sana e sportiva rivalità, alla quale aderiva buona parte della città che si divideva nel tifare per l'uno o per l'altro pilota.
Il barone Placido, napoletano di origini, rappresentava la borghesia tradizionale e fondiaria, mentre il commendatore Siracusa (concessionario Lancia) quella cittadina, nuova ed emergente.

#### Atletica
La Corrireggio, manifestazione organizzata da Legambiente Calabria fin dalla prima edizione del 1983, si svolge ogni 25 aprile sul lungomare Falcomatà.
Negli ultimi anni la città ospita nell'area Tempietto del lungomare l'Arcobaleno Motor Show, evento motoristico di rilevanza nazionale, giunto alla quinta edizione.

#### Ciclismo
Giro d'Italia
Reggio Calabria è stata sede della cosiddetta "Grande Partenza" del Giro d'Italia nell'edizione del 2005, con il via ufficiale della corsa dato il 7 maggio dal lungomare Falcomatà, per effettuare un prologo cittadino che ebbe la vittoria dell'australiano Brett Lancaster. In totale, la città è stata sede di tappa della "Corsa Rosa" in dodici occasioni (otto partenze e quattro arrivi):
- Giro d'Italia 1961, partenza della settima tappa, con la vittoria dello spagnolo Antonio Suárez;
- Giro d'Italia 1965, arrivo della nona tappa, con la vittoria dell'italiano Adriano Durante;
- Giro d'Italia 1967, partenza dell'ottava tappa, con la vittoria del francese Jean Stablinski;
- Giro d'Italia 1972, arrivo dell'ottava tappa, con la vittoria dell'italiano Attilio Benfatto;
- Giro d'Italia 1976, partenza della quinta tappa, con la vittoria del belga Roger De Vlaeminck;
- Giro d'Italia 1981, arrivo della nona tappa, con la vittoria dell'italiano Serge Parsani;
- Giro d'Italia 2005, il 7 maggio si è disputato il cronoprologo del Giro con la vittoria dell'australiano Brett Lancaster.
- Giro d'Italia 2017, partenza della sesta tappa, con la vittoria dello svizzero Silvan Dillier.

Altre corse ciclistiche
Ospita inoltre il Giro della città metropolitana di Reggio Calabria.

#### Pallavolo
Reggio ha ospitato il World Grand Prix di pallavolo femminile nel 2004 e nel 2006.

#### Tennis
Nel 2009 Reggio ha ospitato presso il Circolo Tennis Rocco Polimeni, la finale di Fed Cup: massima competizione a squadre del tennis femminile.

### Impianti sportivi
- Stadio Oreste Granillo, 27.543 posti, è il maggiore stadio della regione e ospita gli incontri della LFA Reggio Calabria. Ha anche ospitato gli incontri della stagione 2012-2013 dell'HinterReggio Calcio;
- Stadio Campoli di Bocale, 3.500 posti circa (1000 coperti) ospita le gare del Bocale Calcio Admo, dotato di manto erboso sintetico di ultimissima generazione da mm 45.
- Stadio Comunale Ravagnese, 1.500 posti circa, ospitava gli incontri della seconda squadra calcistica della città, l'HinterReggio. Ospita le gare casalinghe della ReggioRavagnese e delle sue giovanili.
- Stadio comunale Gallico Carlo Pontorieri, 1.200 posti circa, ospita le gare casalinghe della Gallico Catona;
- Stadio comunale San Cristoforo di rugby, in erba, 1.400 posti circa;
- Stadio del baseball/softball di Reggio Calabria, viale Calabria - 1.800 posti coperti;
- PalaCalafiore (detto anche PalaPentimele, dal nome del quartiere dove sorge), è il più grande palazzo dello sport calabrese, dotato di circa 8.450 posti a sedere;
- PalaBotteghelle, struttura da 1.500 posti che affaccia sull'omonimo piazzale;
- Centro sportivo Sant'Agata, sede del vivaio, della preparazione atletica e gli allenamenti della Reggina dotato di 2 campi regolamentari in erba e uno regolamentare in sintetico più altri 3 campi in sintetico, dotato di palestra, centro fisioterapia, alloggi e servizi ristoro;
- Centro sportivo "Reggio Village" (già HinterReggio Village), ex sede del vivaio dell'HinterReggio, composto da 5 campi in erba sintetica di cui uno regolamentare con una gradinata da 700 posti a sedere. Attualmente è in uso dalle società A.S.D. Valanidi Calcio Giovanile - Scuola Calcio Francesco Cozza e ASD Segato, affiliata Juventus;
- Centro sportivo "La Pinetina", struttura dotata da 2 campi di calcio a 11 e a 5 in erba sintetica oltre che a un bar, sala conferenze e spogliatoi e una tribuna da 200 posti circa. Ad oggi risulta in un grave stato di abbandono;[148][149]
- Centro sportivo "Piero Viola", 700 posti coperti; è un complesso organizzato per la vita e la formazione dell'atleta, con campi da basket polifunzionali attrezzati elettronicamente, palestre, 4 campi da tennis, un centro per fisioterapia, un centro di controllo sanitario, alloggi e servizi ristoro;
- Palestra Piero Viola (Scatolone), ospita partite di basket e pallavolo, capienza 500 posti;
- Palestra Giulio Campagna (Palloncino) - Volley - 700 posti (demolita nel 2024 in fase di costruzione ex novo);
- Palestra Lotta e Pugilato più piscina comunale (demolite nel 2024 in fase di costruzione ex novo);
- Campo CONI di atletica leggera 1.000 posti (in ristrutturazione dal 2025);
- Campo da calcio in sintetico "Ciccarello" Simone Neto Dall'Acqua (Centro Tecnico Federale della Figc) - inaugurato nel 2025;
- APAN, complesso che comprende una piscina semiolimpionica omologata CONI oltre che a due campi da calcetto in erba sintetica da calcio a 5 e 7 di cui uno al chiuso e un hotel 4 stelle;
- Parco Caserta, complesso sportivo polifunzionale dove sorgono due piscine di cui una semiolimpionica omologata CONI, una pista per pattinaggio artistico con tribuna, sale per fitness, arti marziali e palestre;[150]
- Golf Club Montechiarello con campo 9 buche, struttura chiusa nel 2009;[151]
- Circolo Tennis "Rocco Polimeni" dotato di 5 campi da tennis in terra battuta di cui un campo da tennis centrale con le gradinate che possono ospitare circa 2.000 spettatori, 3 campi da tennis in Play-It, ristorante, area divertimento, palestra, sala tv e cinema all'aperto;[152]

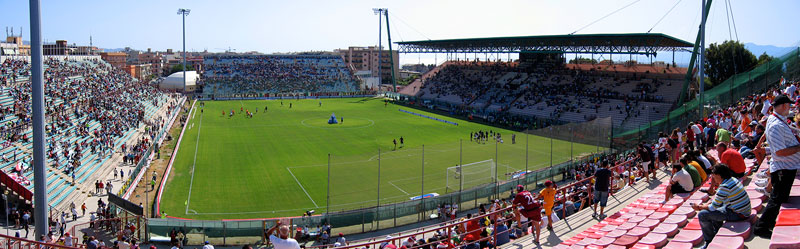
Veduta panoramica dello Stadio Granillo
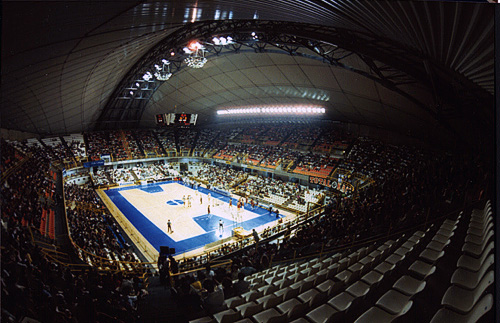
Il PalaCalafiore visto dagli spalti
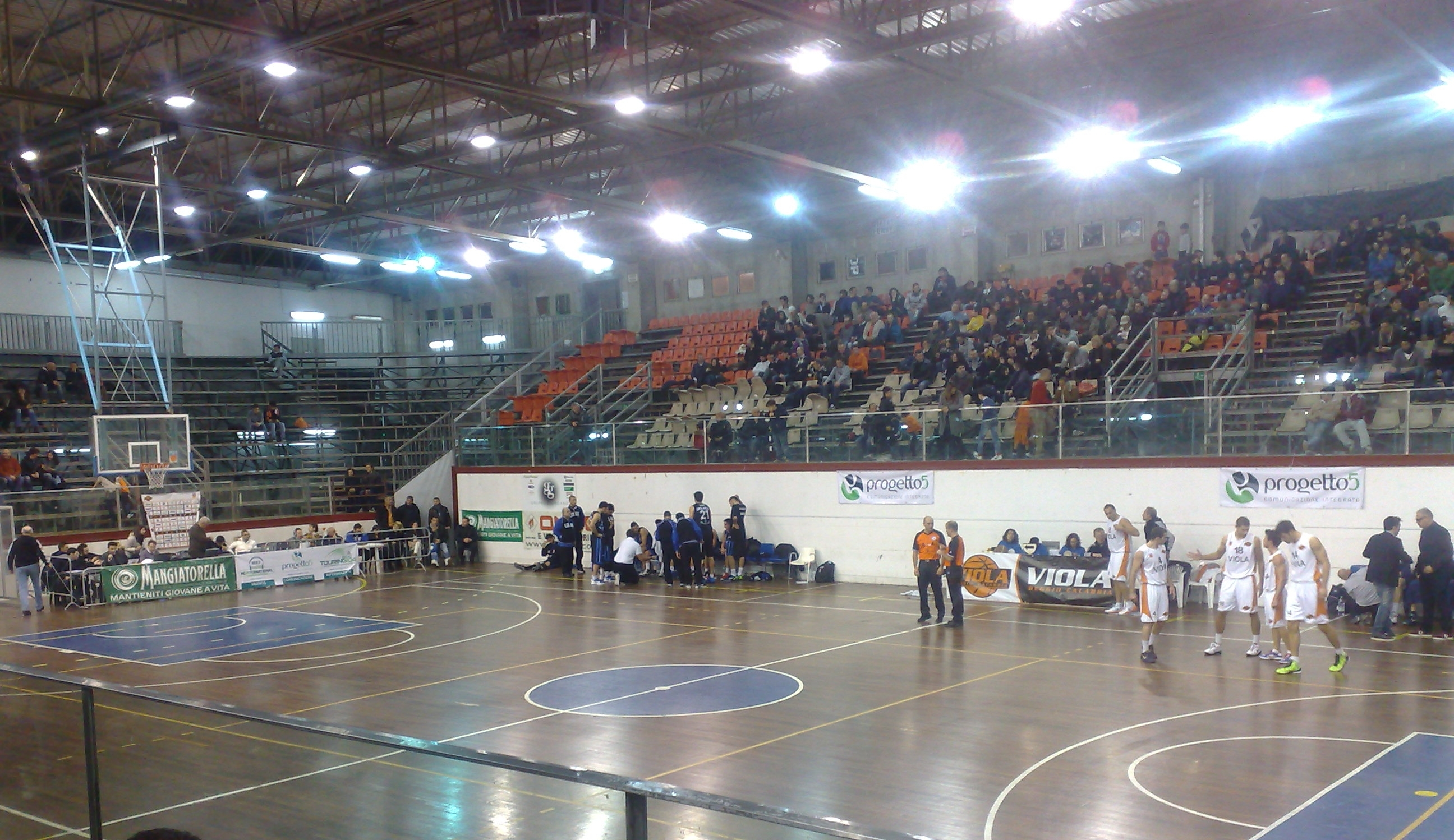
Lo storico Botteghelle
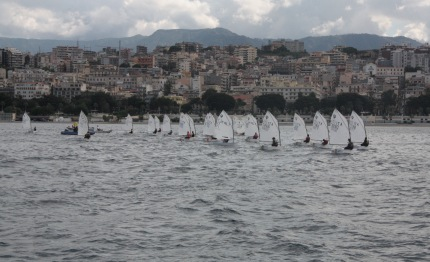
Regata velica di fronte al lungomare